# スバルカスタマイズ工房

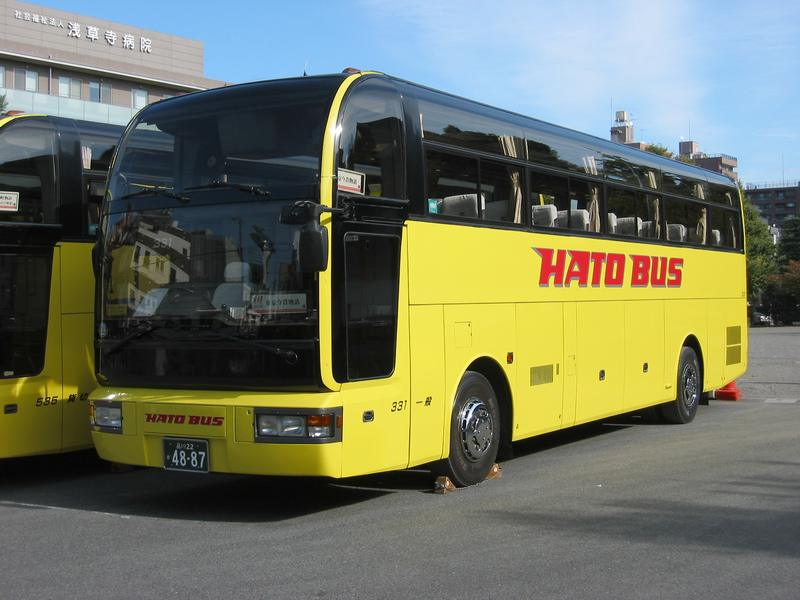
17型S・いすゞLV771R
はとバス バブル絶頂期の東京を彩った

スバルカスタマイズ工房株式会社（スバルカスタマイズこうぼう・Subaru Customize Kobo Corporation）は、2003年（平成15年）から2011年（平成23年）まで群馬県伊勢崎市に存在した富士重工業（現：SUBARU）の子会社。
かつて日本のバスボディーコーチビルダーのリーディングカンパニーであった富士重工業製バスのアフターサービスを目的に設立された。自動車部門はスバル車のカスタマイズ、バス部門は日産ディーゼル（現：UDトラックス）車のアフターサービス、日産ディーゼル車および他メーカー車のリニューアルを行なっていた。
2011年（平成23年）4月1日付で同じく富士重工業グループである桐生工業に吸収合併され、同社の伊勢崎工場となった。
本項では、富士重工業製バスボディーを主軸に取り扱うこととする。

## 概要
民生デイゼル工業 → 日産ディーゼル （のちのUDトラックス）を中心に、トヨタ、ニッサンを含む大型自動車各メーカーのバス車体を架装していた。国内シェアならびに生産数がトップで、1980年（昭和55年）頃にそのピークを迎えたが、自家用車保有台数の増加に伴うバス事業の縮小と、シャーシメーカーのコーチビルダー系列化で生産台数が減少して行った。
まず1997年（平成9年） - 1998年（平成10年）にかけて、富士重工での生産台数が少なく、不採算であった三菱ふそう・日野自動車への架装を打ち切る。また、同じころいすゞ自動車からもシャーシ供給の打ち切りを通告されるものの、富士重工側や同社製シャーシを多く受注していた事業者（三重交通等）等の要望で継続生産されることになった。
その後、2002年（平成14年）1月に日産ディーゼルがバス車体の架装を西日本車体工業（西工、福岡県北九州市小倉北区）に集約することを決定したため、同年5月に事業存続は困難と判断し、伊勢崎製作所で行なっていたバス車体架装事業を2003年（平成15年）3月で終えた。その後UDトラックスが2010年10月29日付でバスシャーシから撤退、連鎖的に西工も同月31日付で解散している（清算完了は2011年3月）。その後は同所の後身である当社、そして現在はその後身である桐生工業伊勢崎工場でアフターサービスを行っている。富士重工のバス車体架装終了から20年近く経った現在では、同社のバス車体は急速に数を減らしており、三大都市圏では姿を見なくなっている。

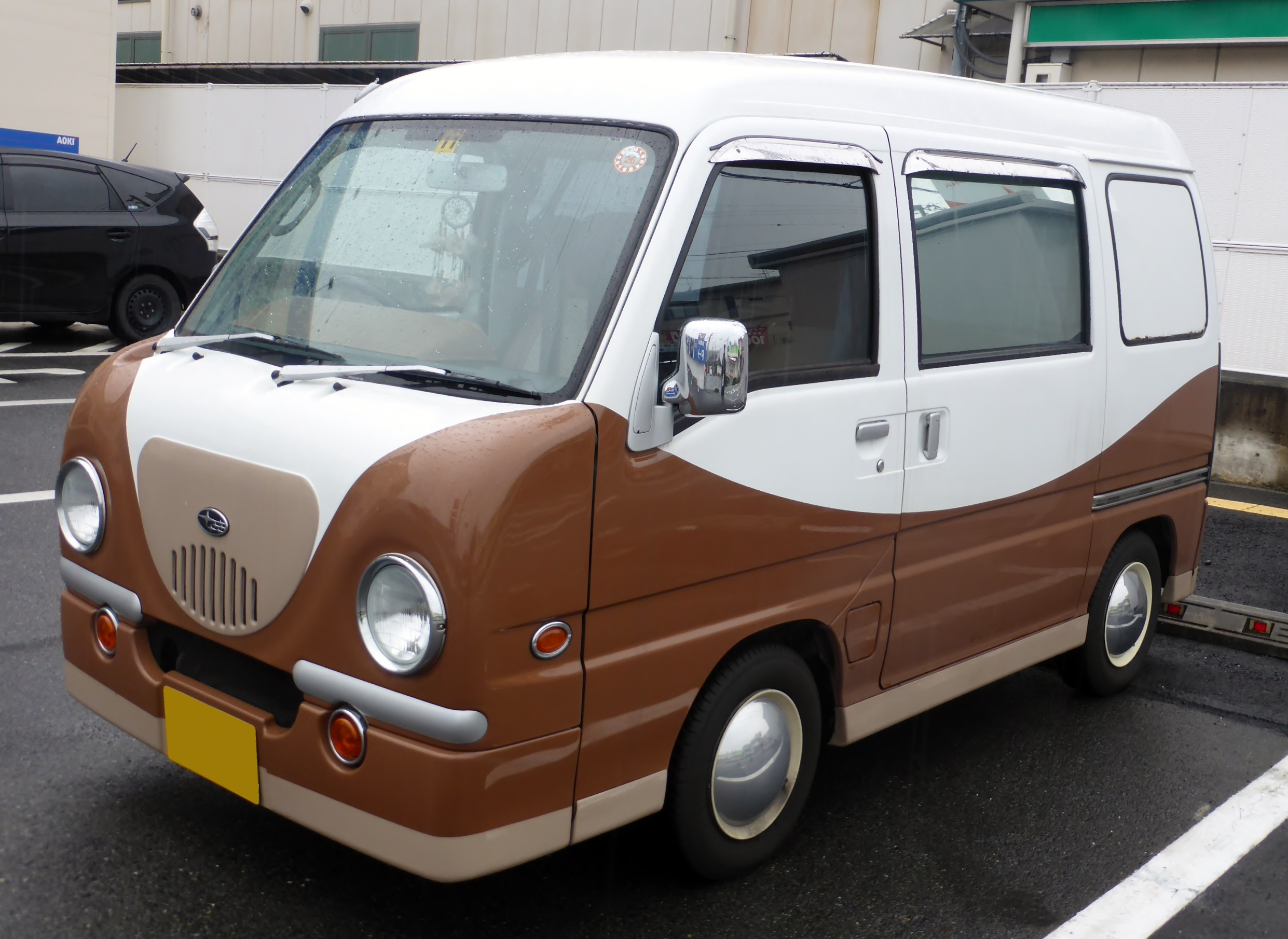
サンバーディアスの商品化中古車「サブロクサンバー」

2004年（平成16年）にはスバル製乗用車のカスタマイズを手掛け、第一弾としてオリジナルボディーキットをまとったインプレッサやレガシィ、往年の名車、スバル360をモチーフに作られたサブロクサンバーを発売した。

## 歴史
- 1945年 - 中島飛行機は終戦後GHQに接収され賠償指定工場となり富士産業（現・SUBARU）へ改称。
- 1946年 - 旧海軍機生産の小泉製作所がバス車体生産で民需転換を申請し小泉ボデー製作所を設立。中古の日産180シャシに架装したジュラルミン製キャブオーバーT1型[補足 1]バス1号車完成。
- 1947年 - 賠償問題の一部が解決し小泉ボデー製作所解散。富士産業伊勢崎工場が小泉ボデー製作所のバス事業を継承。GHQ払下げのGMC CCKW353トラック等にキャブオーバーT3型(屋根丸い)およびT5型（前窓凹）ボディーを架装。この頃GHQが持ち込んだGMCリヤエンジンバス[補足 2]が日本のバス関係者に影響を与え始める[補足 3]。
- 1949年 - いすゞBX91Gリヤアクスルを流用し、民生KD2型60psエンジンを縦置き搭載した、国産初のフレームレスモノコックR5型ボディーのリヤエンジンバスふじ号完成。R5型ボディーのふじ号
富士TR014X-2

産業遺産として伊勢崎製作所に保存

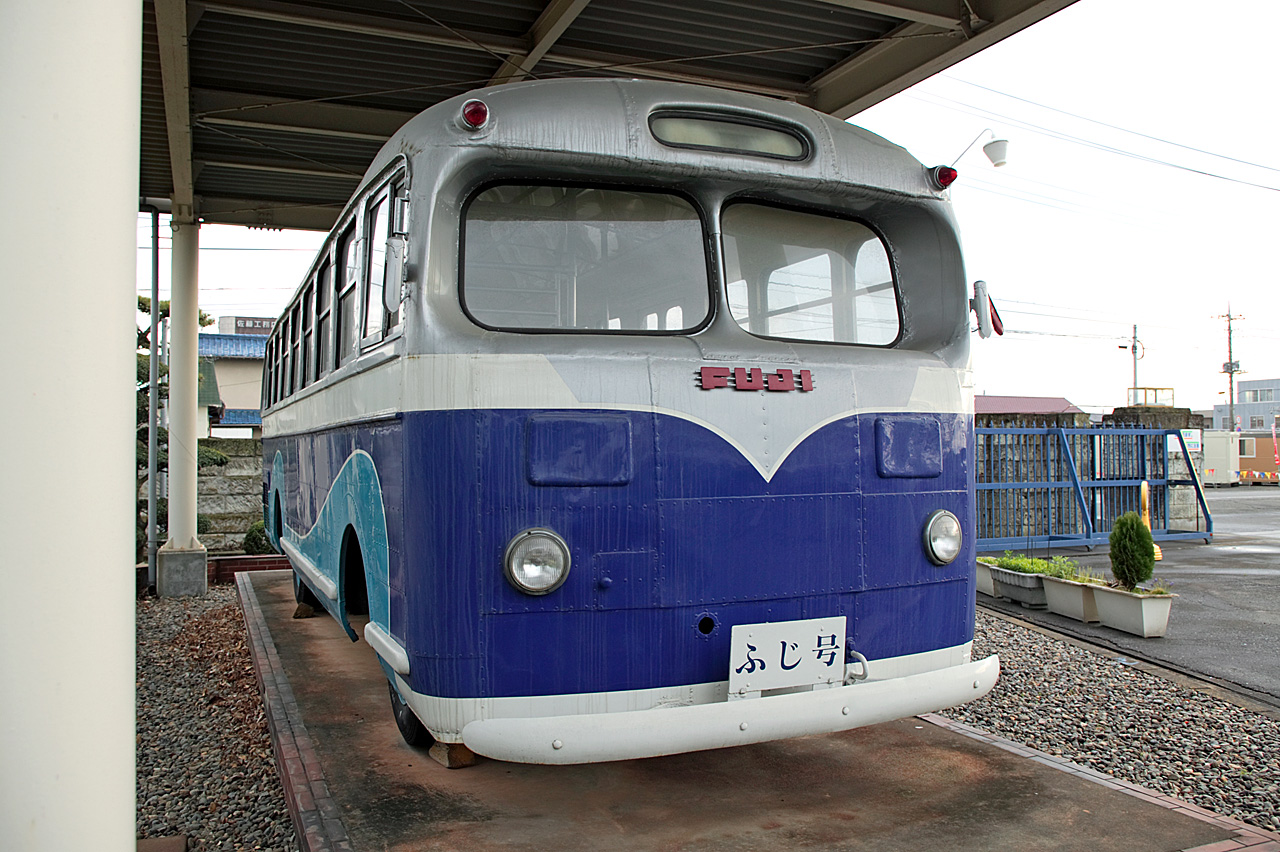
コーチビルダー富士産業自ら運輸省に形式を届け出た国産最初で恐らく最後のバス。
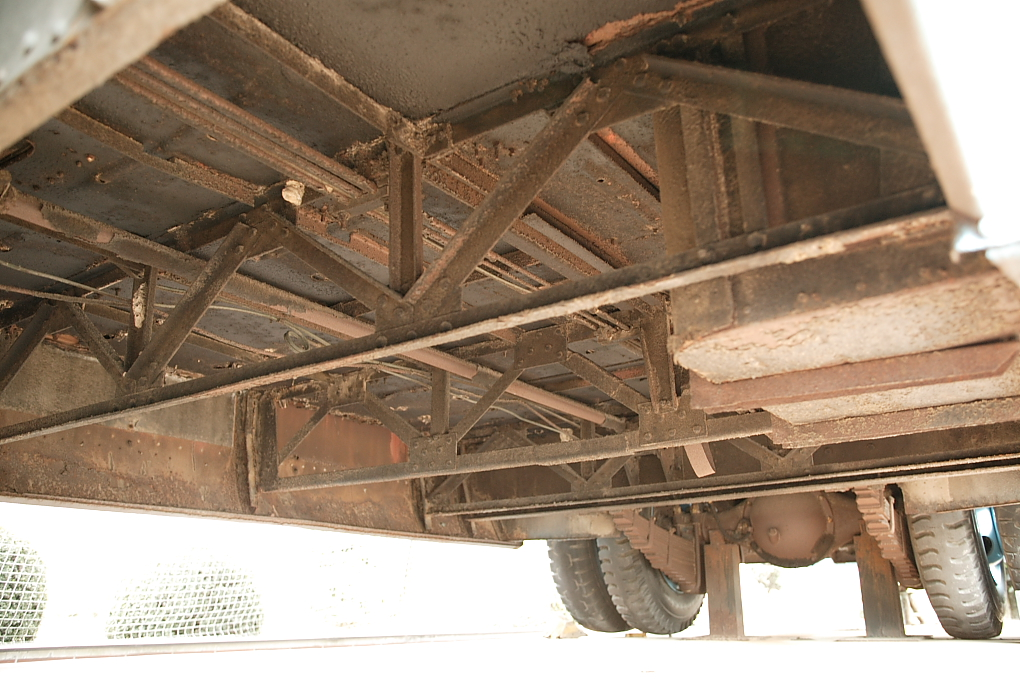
トラックのようなはしごフレームはない。
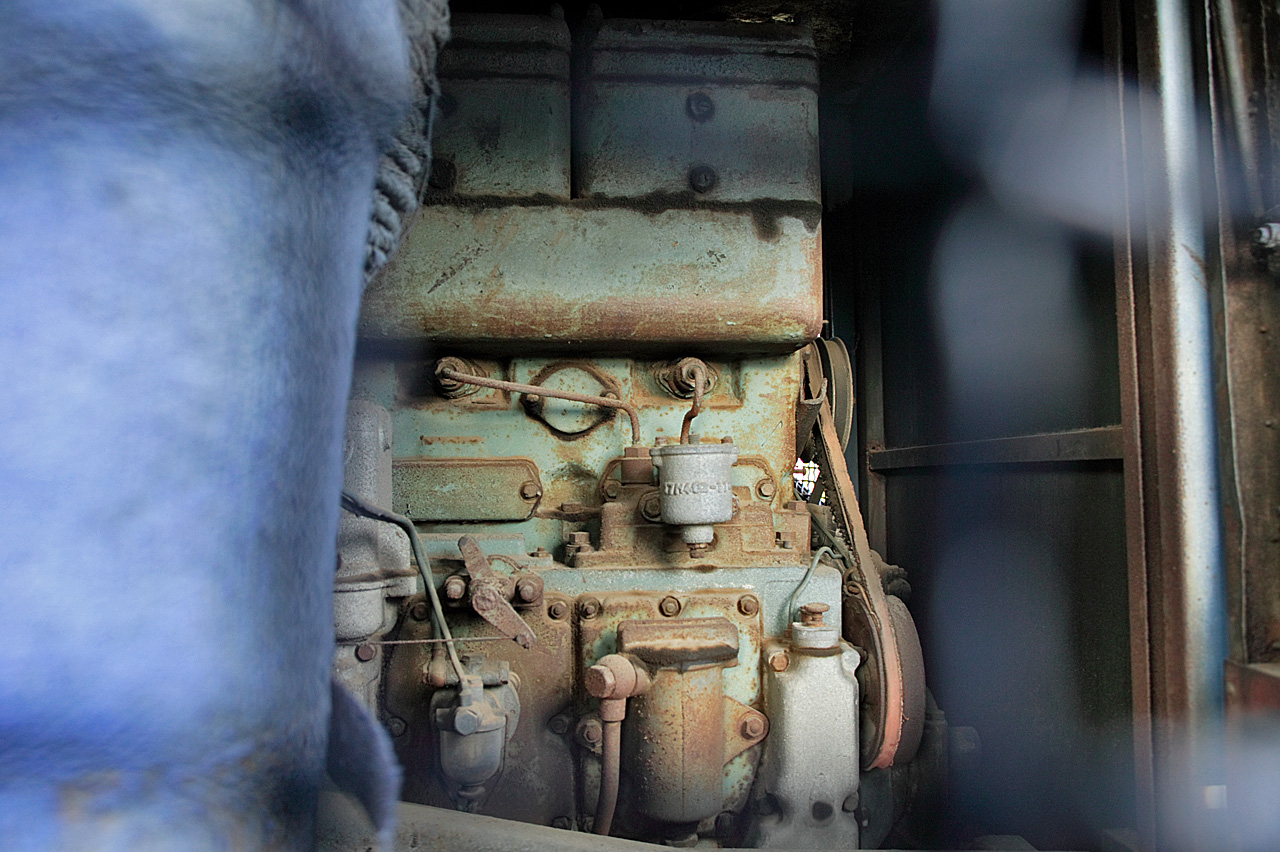
民生KD2型・上下対向ピストン式2サイクルディーゼル2気筒60ps

- 1950年 - 富士産業は富士自動車工業に改称。同年、民生産業と共同開発[補足 4]でKD3型横置き搭載のコンドルBR3型に5型ボディーを架装し完成[補足 5]。
- 1951年 -コンドルジュニアBR20系専用に前面ガラスが凹型になっておらずコーナーに曲面ガラスを使用した4分割前窓、側面は初のスタンディーウィンドウを採用したボディーが登場。形式はR6型となる。
- 1952年 - それまでのジュラルミンボディーを鋼板にした7型登場。一方で乗用車P1試作[補足 6]開始、2年後完成。富士精密（後のプリンス自動車）製FG4A型1.5L45ps搭載し「すばる」と命名。当時としては画期的なモノコック構造で前輪独立のサスペンションを装備していた。しかし量産発売直前でトヨペット・クラウン競合を理由に銀行が融資を拒否、幻に終わる。
- 1954年 - 凹前窓が曲面ガラスになりAピラーが傾斜して前窓上端が丸くなったボディー登場。形式は7型を継承し従来型7型と平行生産[補足 7]を経て後にマイナーチェンジし9型となる。
- 1955年 - 富士自動車工業は旧中島飛行機系4社の会社と共同出資し、富士重工業を発足させ出資5社を吸収合併[補足 8]。同年カミンズ160ps搭載ふそうR32シャーシに7型の細4折扉12mボディが完成車で南米チリに輸出。2年がかりで600台という大量受注であった。
- 1956年 - 東京急行電鉄の仲介[補足 9]によりいすゞリヤエンジンバスBA3型初号車完成。国産ディーゼル4社モノコックリヤエンジンバス架装のコーチビルダー体制が整う。
- 1957年 - 1954年より生産開始した前面曲面ガラス傾斜タイプの7型を平面ガラス（コーナー部のみ曲面ガラス）に変更し、形式は9型となる。国鉄向けエアサス（民生RFA）バス完成。以後民生以外のエアサス車を含めJR化まで国鉄御用達が定着する。
- 1958年 - 幻の乗用車P1はスバル360発売で昇華する。同年トヨタF型リヤエンジンバス生産。9型・南部縦貫鉄道線レールバス
キハ101(日野DS22型125ps搭載)

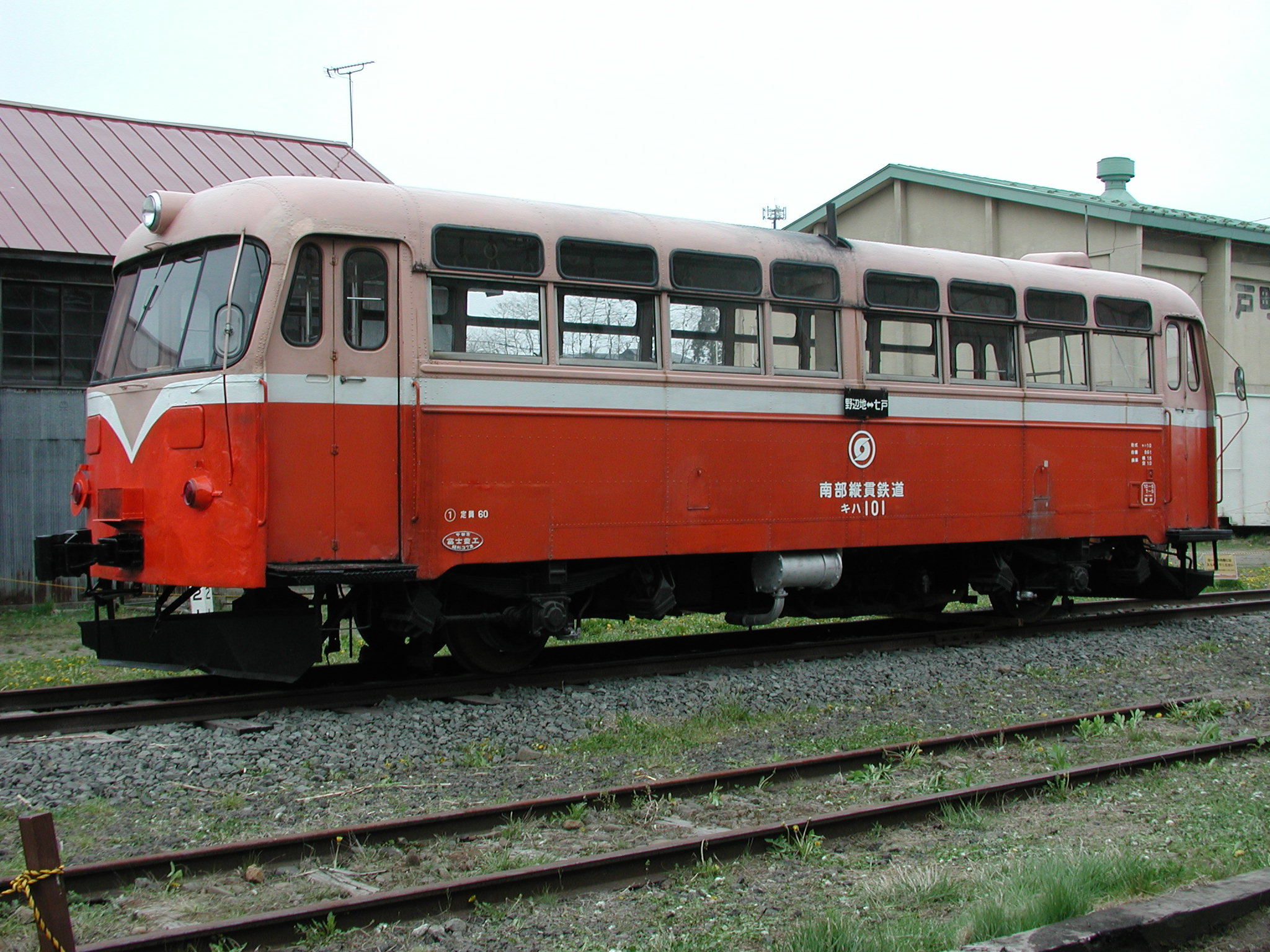
9型・南部縦貫鉄道線レールバス
キハ101(日野DS22型125ps搭載)

- 1959年 - 国鉄バス110台初受注。都電杉並線用路面電車にバスボディー架装。レールバス製造。国際観光向けセミデッカーバスふそうMAR470完成。いすゞBC151生産。
- 1960年 - ワンマンバス開発。両替機や光電リレー等ワンマン運転の負担を極力軽減する装置が実用化される。
- 1961年 - 9型と基本形態は同様ながら側窓下に2本あったリブのうち下側のリブを省略したボディーが登場。形式は11型となる。軽合金バスの試作。同年スバル360の生産を群馬製作所（群馬県太田市）へ移管。
- 1962年 - 国鉄7形高速バスふそうMAR820改試作。試作軽合金車をモデルに前窓上端にひさしが付いた13型バスボディー生産開始。道路鉄道両用バス試作。トロリーバス生産ピーク。
- 1963年 - 日本初の超大型前2軸12mバスふそうMR430完成。旅客機の空調システムを応用したワンユニット式バスクーラー（通称サブエンジン式エアコン）を初めて京都国際観光向けに搭載。
- 1964年 - 国鉄向けトイレ付き高速バス完成。13型B（通称3B）観光バス顔誕生。いすゞBA-N(ナロー車)型向けに14型生産開始。日本初のコンベアバス組立ライン導入。ボンネットバス架装中止。
- 1965年 - 第一事業部廃止、車両バス事業部となり伊勢崎工場は群馬製作所から分離し伊勢崎製作所となる。

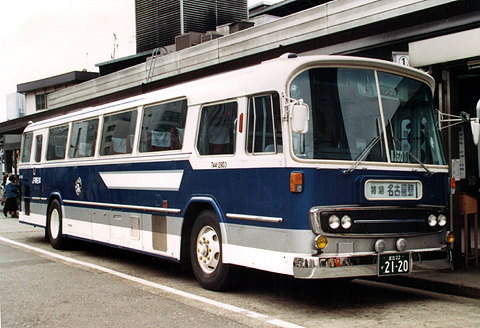
13型B・国鉄東名高速バス仕様
三菱K-MS504R

- 1969年 - 国鉄東名高速バス三菱B906Rと日デV8RA120完成。年間生産の繁閑差を埋めるためロビンエンジン搭載の脱穀機の生産開始。翌年からハウストレーラーやキャンピングトレーラー「スバルキャンパーO」も手がける。
- 1970年 - バス事業収支のターニングポイントを迎え車両バス事業部から分離し、バス事業部となる。バス車体の製造工程を合理化、新分割組立方式となり後面スタイルも変更（3型新組）。当期年間1700台生産。架装率は日デ44%、いすゞ23%、三菱13%、日野11%、トヨタ1.5%、日産が1.5%。
- 1971年 - 全自動循環式バス料金箱開発。当初のワンマンバス両替機は定料金手動式であったが、多区間用に対応し更にワンマン運転負担を軽減。同年バス車体更生修理事業を始める。バスボディ製造のノウハウを生かして仮設ユニットハウス・小型プレハブ住宅の製造を開始[3]。
- 1972年 - 13型E、F（通称3E、3Fは前面視野拡大型）低床バス（日デPR105改）開発。移動銀行バス生産。
- 1973年 - S型セミデッカー豪華サロンバス国際自動車向け完成。日産自動車電気バス（DCモーター駆動）とガスタービンバス (300ps) 試作。養護学校向バス生産。車載用缶清涼自販機開発。
- 1975年 - G型セミデッカーバス藤田観光自動車向け完成。3Bカーブドガラスバス中央交通向け完成。中型バス（日デRM90）14型ボディ量産開始。これで中型バスは4社出揃う。
- 1976年 - P型パノラマデッカー中央観光向け完成。特殊バス（レントゲン車等）一貫生産開始。
- 1977年 - 13型R1フルデッカー中央観光向け完成。
- 1978年 - 13型R2フルデッカー　イースタン観光向け完成。リベットレスバスケイエム観光向け完成。
- 1979年 - 路線バス向け2エバポレーター式直結クーラー開発。
- 1980年 - 15型R3フルデッカー中央観光向け完成。当期年間生産2300台を達成、ピークを迎える。
- 1981年 - 日本初3軸大型観光バス（日デDA50T）試作。
- 1982年 - R3の経験を発展させ全モデル15型キュービック（スケルトン）化フルモデルチェンジ。7型以来続いた車体断面基本線図を改める。15型・スペースドリーム

P-GA66T 熊本電鉄
- 1983年 - ダブルデッカーバス（日デGA66T）試作。翌年発売されスペースドリームとなる
- 1984年 - 科学万博つくば85用連接バス（ボルボ・B10M）完成。
- 1985年 - 新型観光バスHD-I（ハイデッカー）、HD-II（スーパーハイデッカー）発売。
- 1987年 - ミッドシップ（B10M）シャーシを生かしたROHダブルデッカーHD-III FHI-ボルボアステローペ (P-B10MB) 発売。

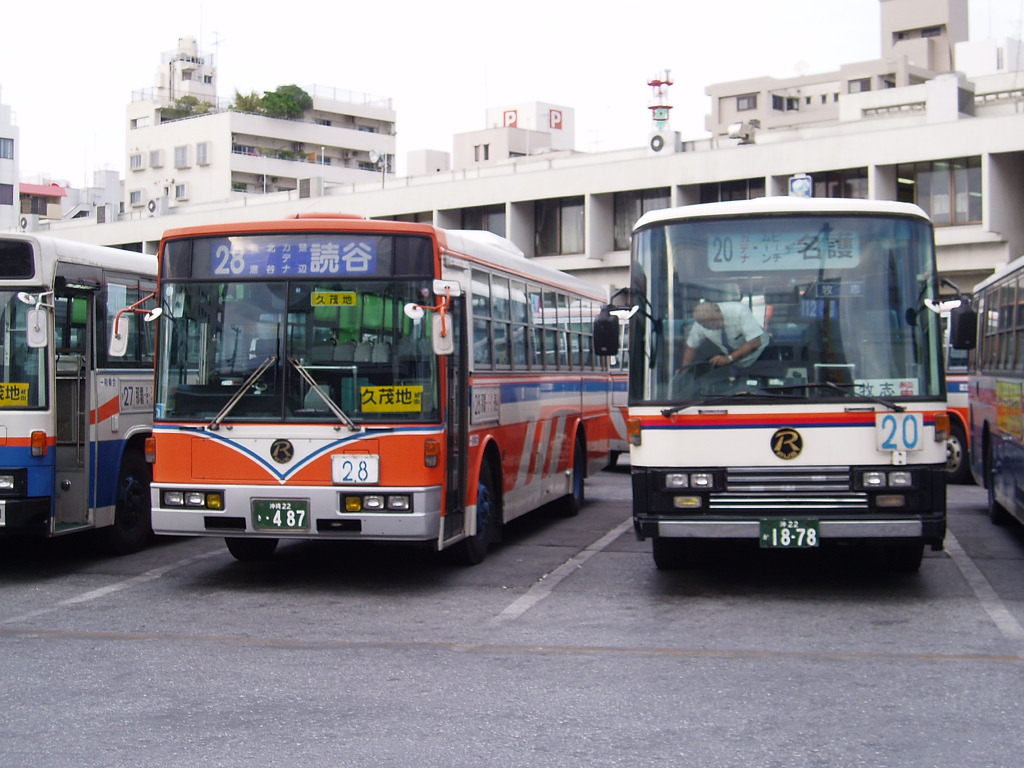
（右）路線車改造された15型R2（通称R2）・日デP-RA52R（1984年式）
（左）17型E（通称7E）トップドア仕様・日デU-UA440NSN（1995年式）
琉球バス（当時）

- 1988年 - 路線バス17型Eにフルモデルチェンジ。
- 1989年 - アンダーフロアーコックピットバス（いすゞLV719R）UFC発売。
- 1990年 - 大型観光ハイデッカーバス17型M マキシオンにフルモデルチェンジ。
- 1991年 - FHI-ボルボアステローペ・スペリオール (U-B10MC) にフルモデルチェンジ。
- 1992年 - 大型観光スーパーハイデッカーバス17型Sにフルモデルチェンジ。スペリオール調となる。
- 1994年 - 小型ハイデッカーバス（日デEN）18型Mボディと、中型18型Eの10.5m（日デJP）発売。CNGバス完成。
- 1995年 - 日産ディーゼルフィリピン (NDPC) に現地で技術指導協力。大連でバスクーラー現地生産。ODAでモンゴルへ大型路線バス60台輸出（日デRB）。機動隊員輸送車170台受注（日デRM?）。
- 1996年 - クラス初の小型ワンステップバス（日デRN）と大型ノンステップ路線バス（日デUA）発売、消防車キャビン生産受託開始。いすゞバス製造一本化方針発表に対し強く継続架装を要求しかなう。
- 1997年 - バス・ハウス事業部発足。

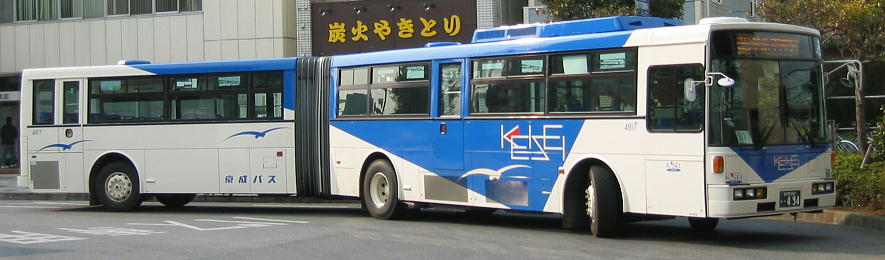
17型E・FHI-Volvo連接バス
京成バス

- 1998年 - 日本初の一般路線用ボルボ連接バス発売。CNGバス開発。日野、三菱シャーシへの架装を終了、長く隆盛を誇った4社架装コーチビルディング体制に終止符が打たれ、1955年以来続いた年間バス車体生産1,000台オーバーを切り、当期760台となる。

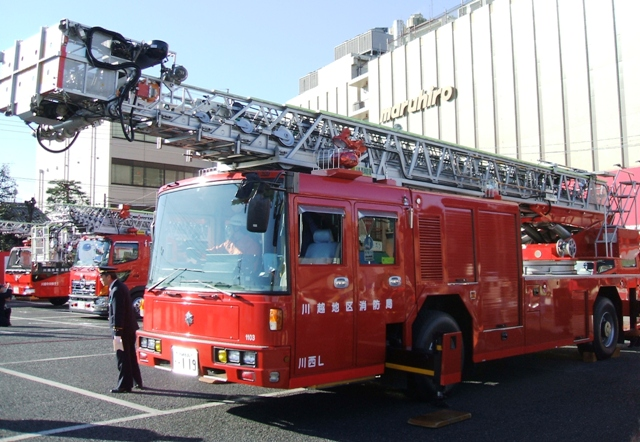
17型E顔のはしご車
日デFJ550LN+NIKKI・スカイアクションラダー（川越地区消防局）

- 1999年 - CNGノンステップバス発売。日デFJ消防車4輪操舵シャーシにバス用低床キャブのはしご車を架装。
- 2000年 - 17型Eバスボディーマイナーチェンジ。大型観光バス21型M/Sにフルモデルチェンジ。しかし当期ついに年間生産400台を切る。
- 2001年 - いすゞノンステップバスシャーシ架装開始。ボルボシャーシ架装中止。
- 2002年
  - 1月23日 - 日産ディーゼル（当時、現：UDトラックス）、バスボディー生産を西日本車体工業へ集約発表。
  - 5月17日 - 新車生産事業撤退発表。

- 2003年

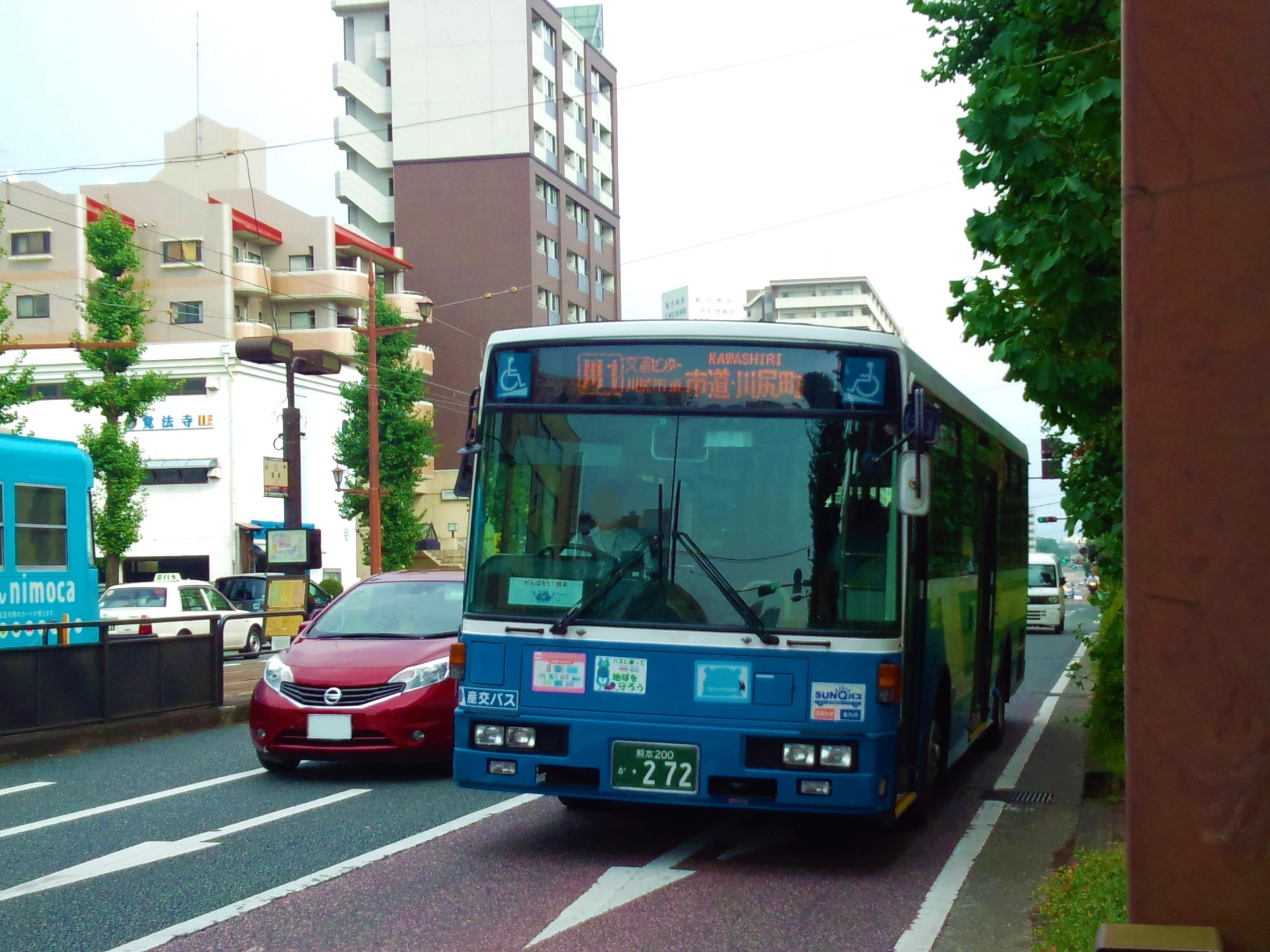
恐らく富士重工が製造した最後のいすゞシャーシ車であろう
九州産交バスのNo.272（17Eマイチェンモデル《新7E》、2003年式KL-LV280N1エルガ、右）

  - 3月28日 - バス最終生産車である東濃鉄道向け日産ディーゼル・スペースアローが完成。
  - 6月1日 伊勢崎製作所がスバルカスタマイズ工房として独立。スバル車のカスタマイズ事業を開始。仮設ユニットハウス・小型プレハブ住宅事業については、富士重工業直轄で存続し、スバルカスタマイズ工房内で製造継続。
- 2004年
  - 3月3日 - カスタマイズ車の第1弾として「インテリアパッケージ for レガシィ」、｢インプレッサ ワイドボディパッケージ Ｃ１」、「サブロクサンバー」発売[2]。
- 2005年 - 業務用プライズゲーム機「くっつけ名人」を発表、レースシミュレーター「つっ走り名人」と合わせ、同年2月のAOUアミューズメントエキスポに初出展。
- 2011年
  - 4月1日 - 富士重工業グループの桐生工業に吸収合併され、同社伊勢崎工場となる。同時に介護福祉車両事業からは撤退。

### 補足
1. ↑  この時代の型式は、Tはトランジットすなわちキャブオーバー型、Cはコンベンショナルすなわちボンネット、数字はボディー進度（世代）を現す。ちなみに中島飛行機の部品番号の扱いは通常は奇数のみで進む。偶数は右半分のミラーパーツ（転じて類似部品）を意味し、ミラーでなければ偶数でカウントせず奇数で取り扱う（機体は基本的に左右対称であり、左側だけ管理すれば事が済むからである）。こういう部分にも零戦の生産数で本家を上回った旧中島マスプロ能力の片鱗を垣間見ることができる。
2. ↑  日本のバス車両項やモノコック項にGMCリヤエンジンバスについての記述がある。
3. ↑  富士産業は軍令部より米軍バスの修理命令を受けフレームレスモノコックバス構造を目の当たりにすることになる。一方いすゞも同時期にリヤエンジンバスの開発を始めボディーの製造依頼を富士産業に打診している。しかしブランド等の条件が合わず決裂、川崎産業ボディーのいすゞBC10誕生となる
4. ↑  いすゞと決裂した富士産業は民生産業と開発協定を結んだ。しかし、後1952年に発売した新日国工業ボディーの民生RSイーグル号は富士と民生の間に遺恨を残した。
5. ↑  富士産業バスボディーは業界内で評判になり、全国のバスユーザーはシャーシ系列を無視し富士ボディーを指定するようになる。しかしこれは国産バスシャーシとボディーの系列化を20年以上遅らせることになる。
6. ↑  バスシャーシメーカーの横暴さに奮起して乗用車の開発が始まった。
7. ↑  後の13型と13型Eのような関係。
8. ↑  富士重工業に吸収合併した旧中島飛行機系の内訳は、バスの富士自動車工業と、富士工業、宇都宮車両、大宮富士工業、東京富士産業の5社。中島時代に栄、誉等の航空エンジン製造を担当していた富士精密は、戦後はミシン等の製造を経てガソリンエンジン製造復活を目論み、当時バスを製造していた富士産業に打診したがなしのつぶてだった経緯をもつ。仕方なく旧立川飛行機系のたま自動車と組み、1950年からプジョーOHVを参考に乗用車用ガソリンエンジンを製造したのが皮肉にもP1に搭載されたFG4A型であった。
9. ↑  フレームレスリヤエンジン開発決裂後初のいすゞ車。当時いすゞは40%のシェアを誇っていた。

## バスボディーギャラリー

### 1型 - 11型 1946 - 1968年製造(1963年以降はT11型のみ)

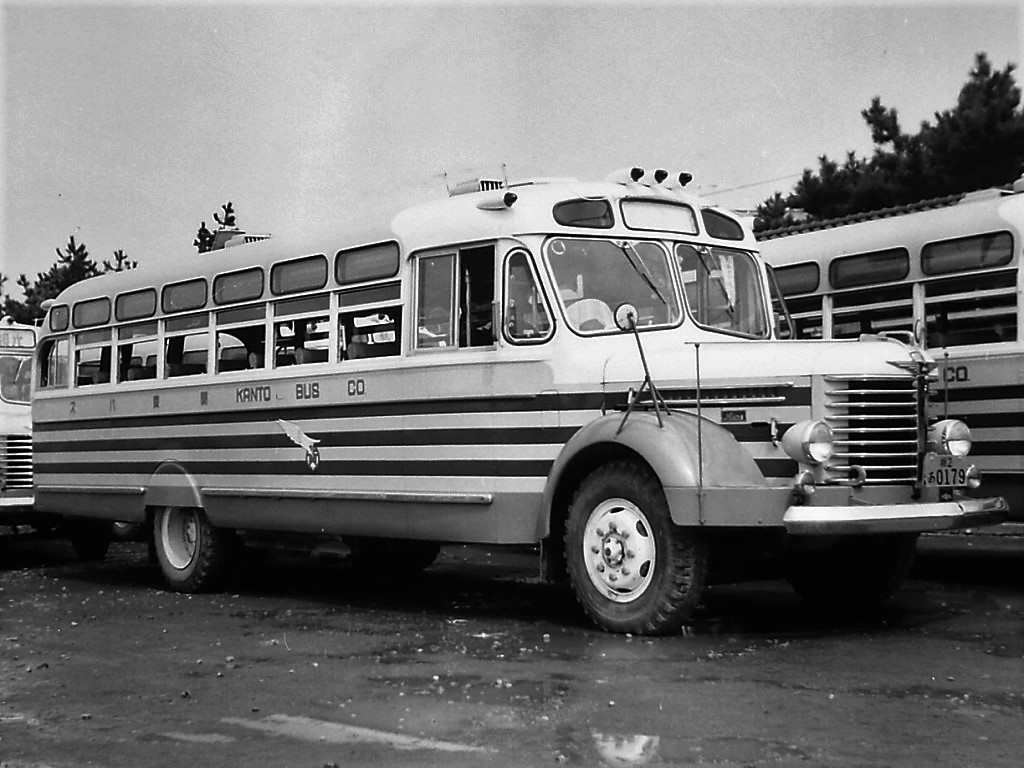
C7型-日野BH11 関東自動車
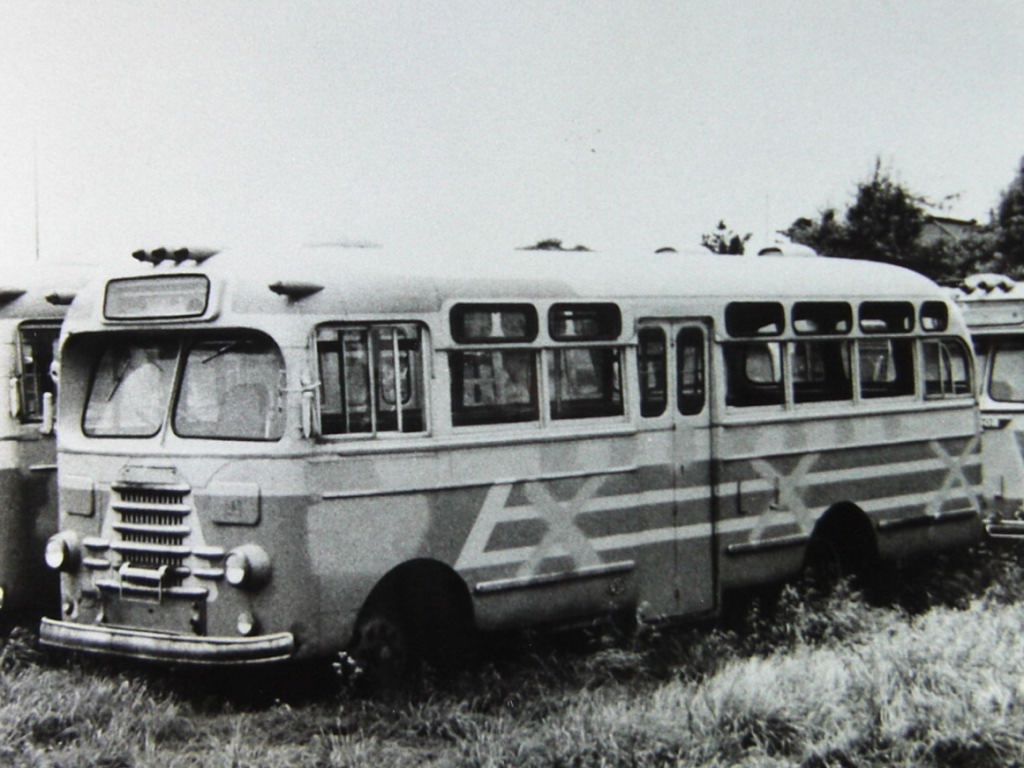
T7型-いすゞBX91改 江ノ島鎌倉観光(当時)

- 1型
- 3型
- 5型

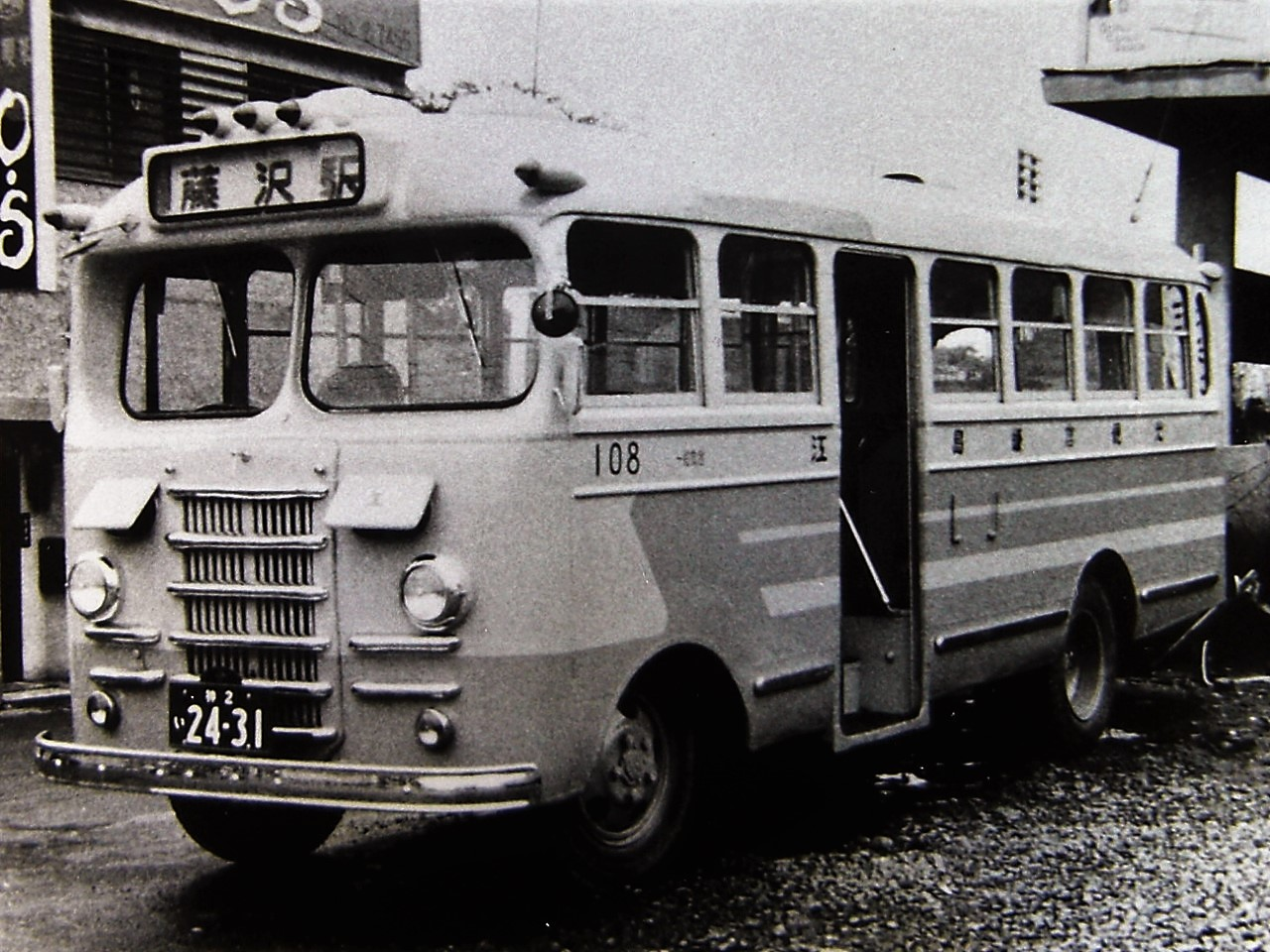
T5型-日産R6B(再生シャーシー車) 江ノ島鎌倉観光(当時)
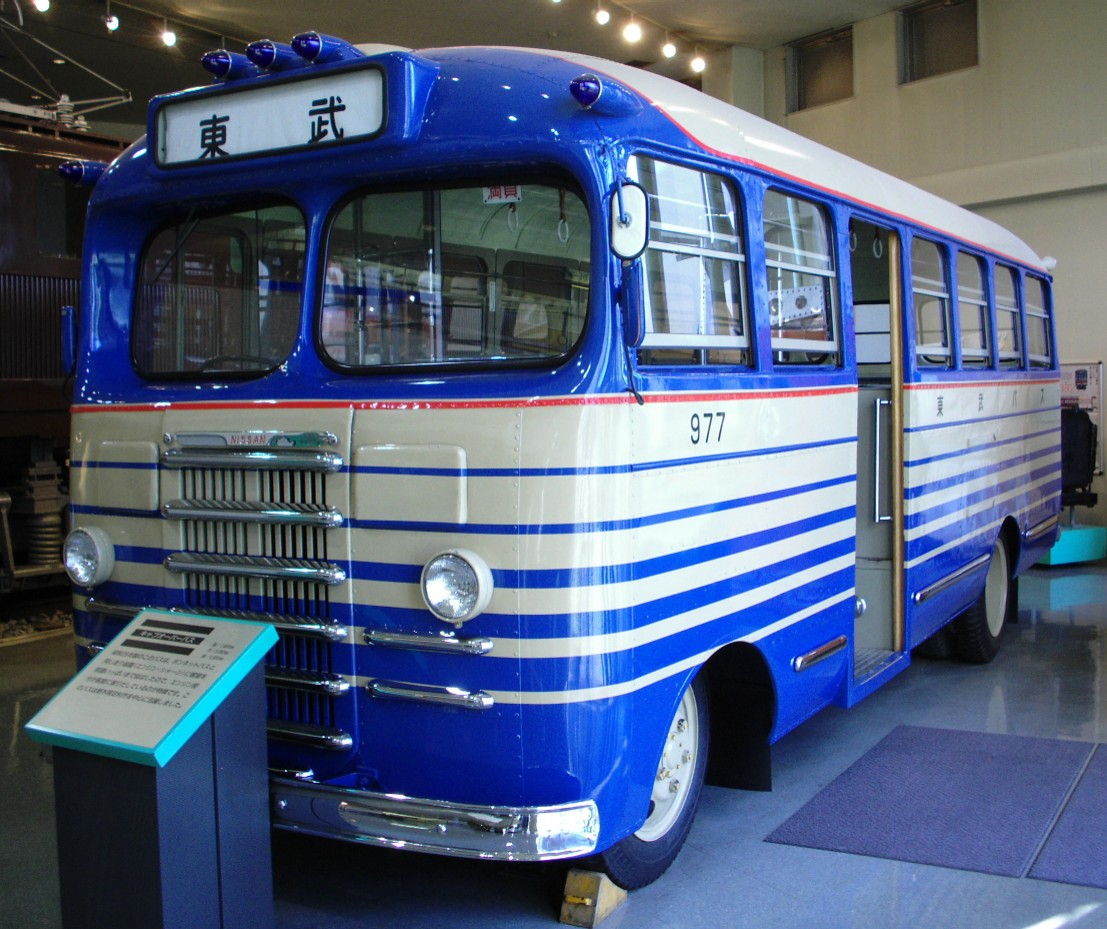
T5型-1951年式 日産180 東武鉄道(当時)
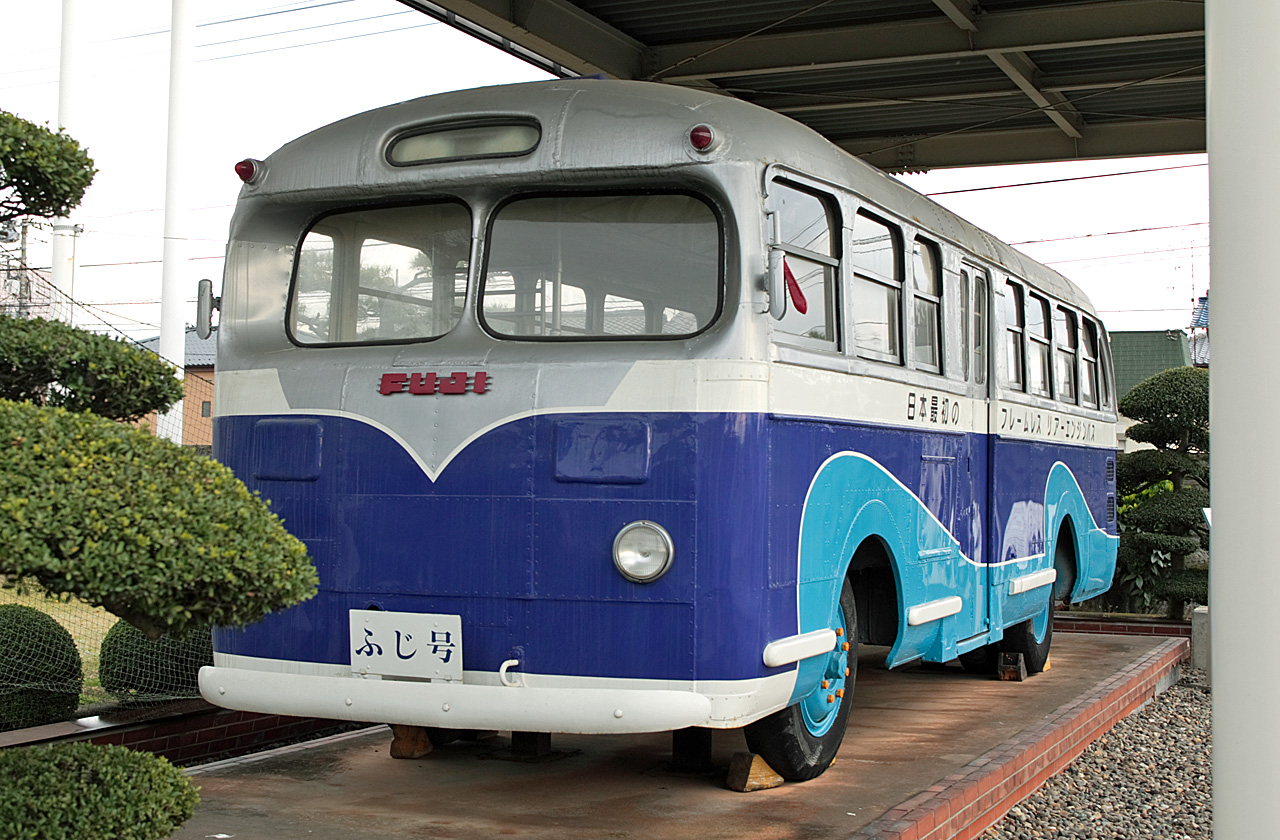
R5型-ふじ号

- R6型

- 7型

- C7型-日野BH11
関東自動車
- T7型-いすゞBX91改
江ノ島鎌倉観光(当時)

- 9型

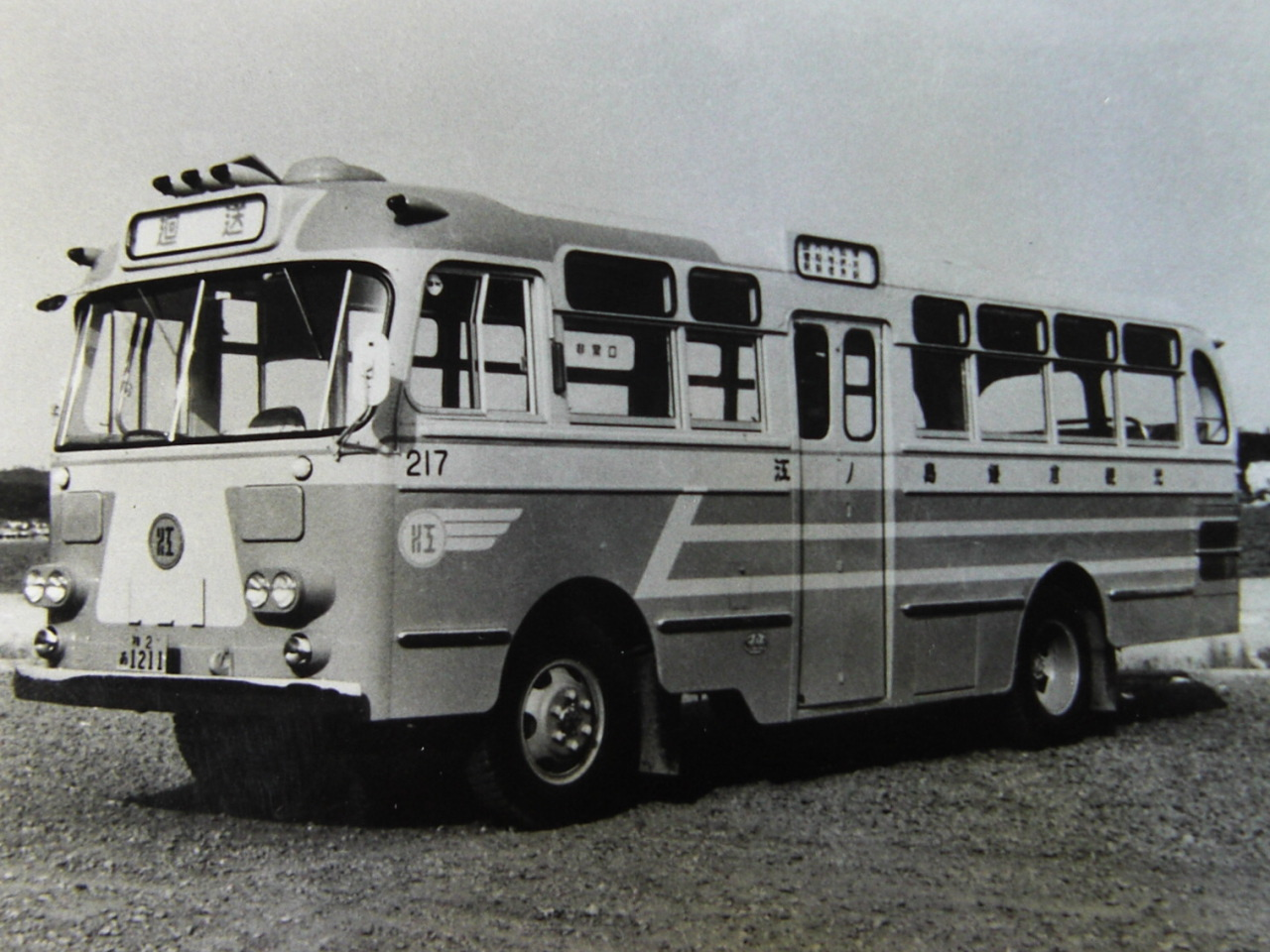
R9型-日産NUR690 江ノ島鎌倉観光(当時)
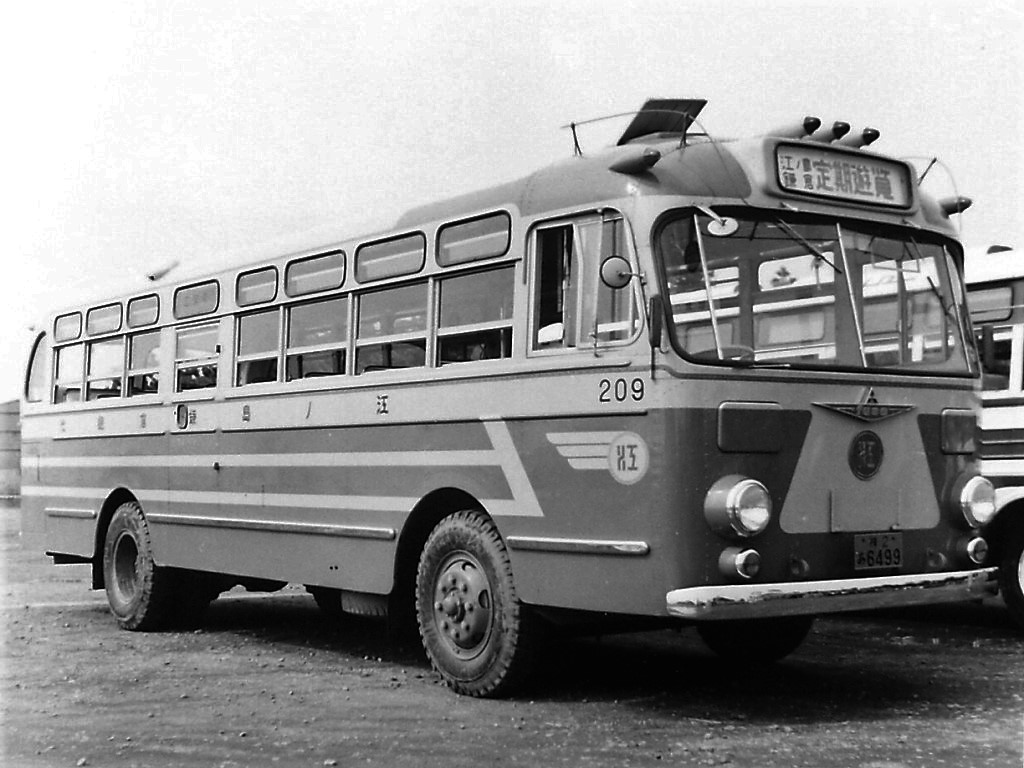
R9型-ふそうR280 江ノ島鎌倉観光(当時)

- 11型

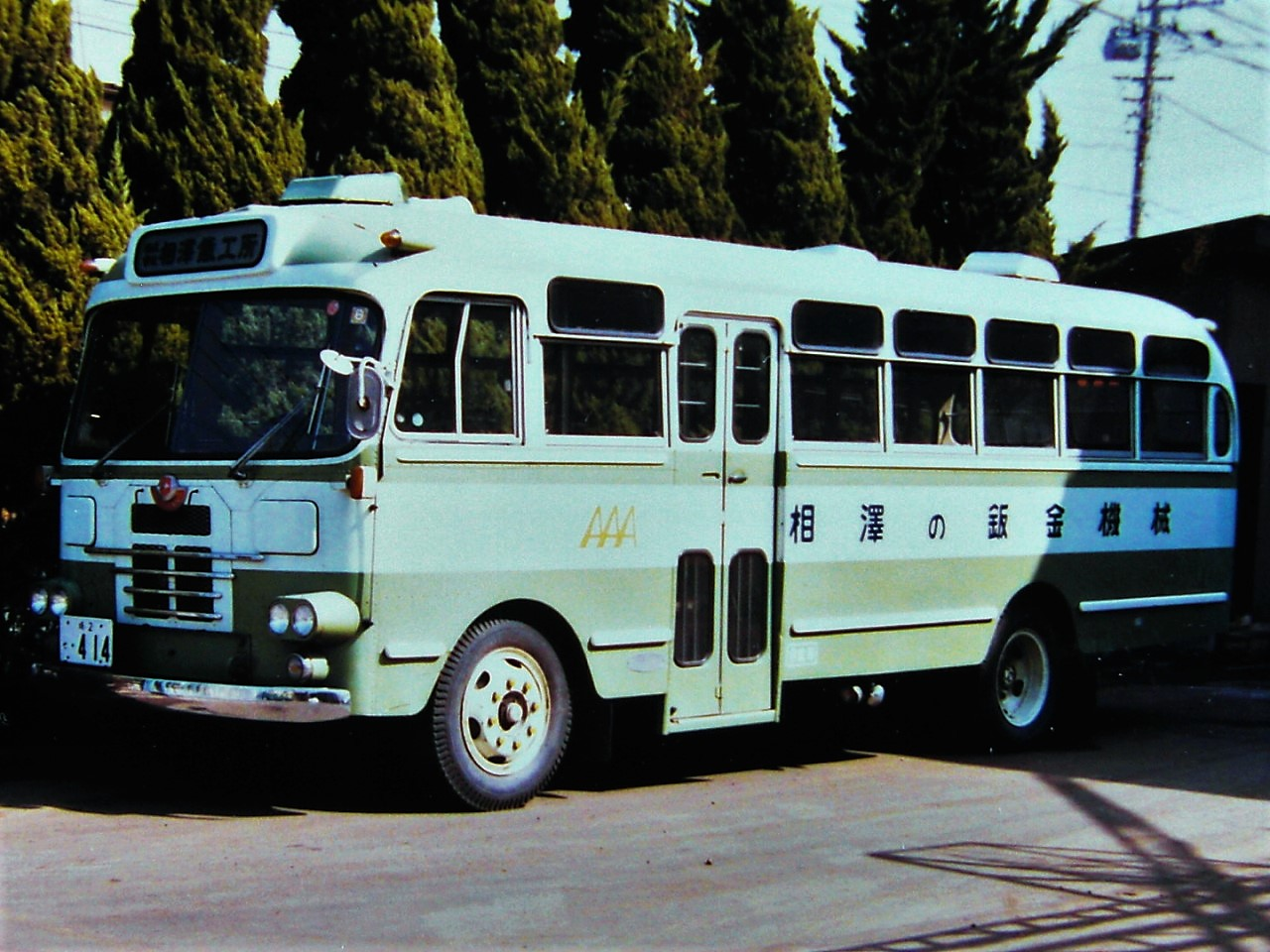
T11型-日産E690(1968年式) 自家用
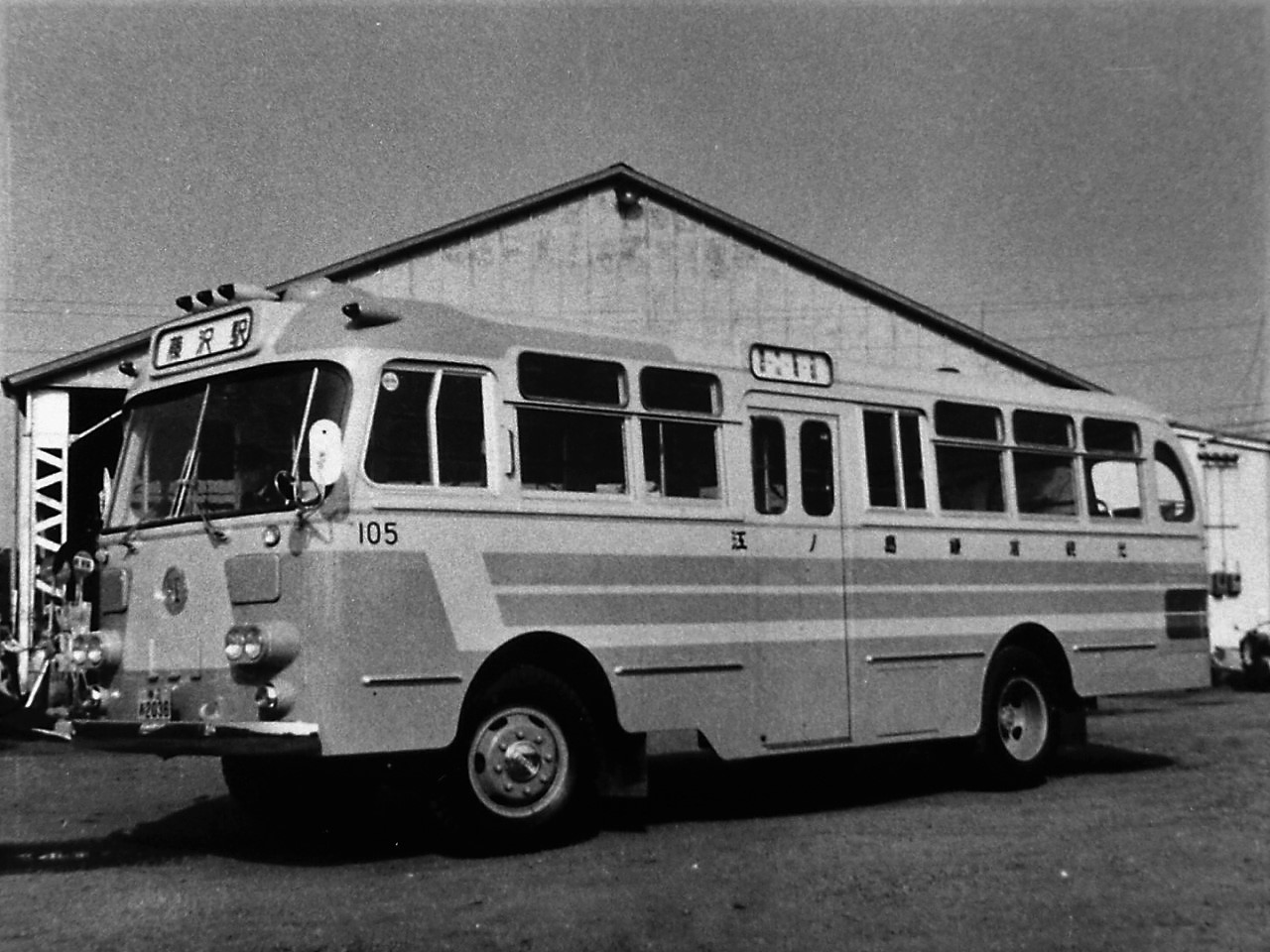
R11型-日産NUR690 江ノ島鎌倉観光(当時)
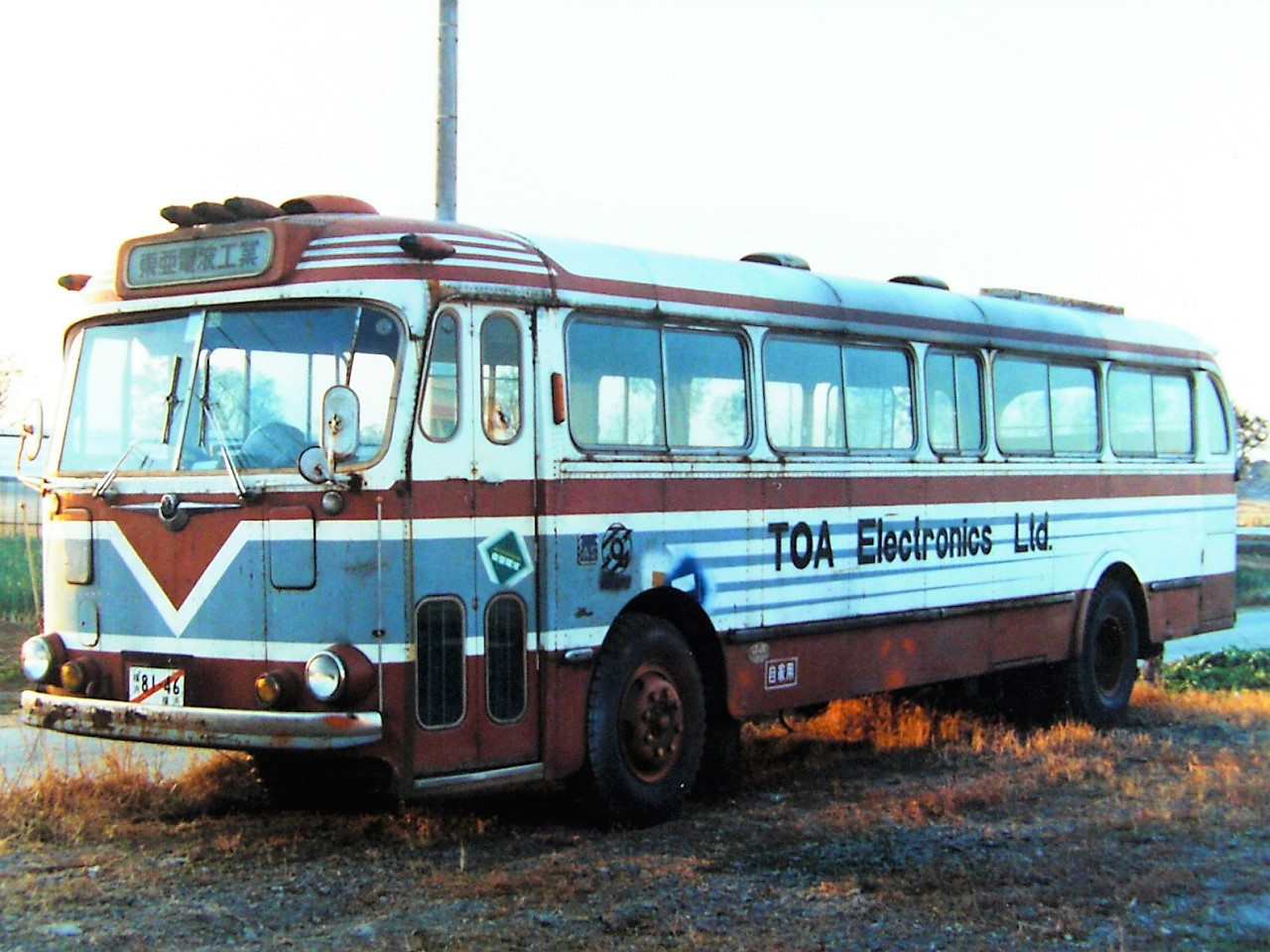
R11型観光タイプ-いすゞBC151P 自家用

### 13型 1963 - 1982年製造
- 13型
- 13型A（3A）
- 13型B（3B） 前窓上拡大

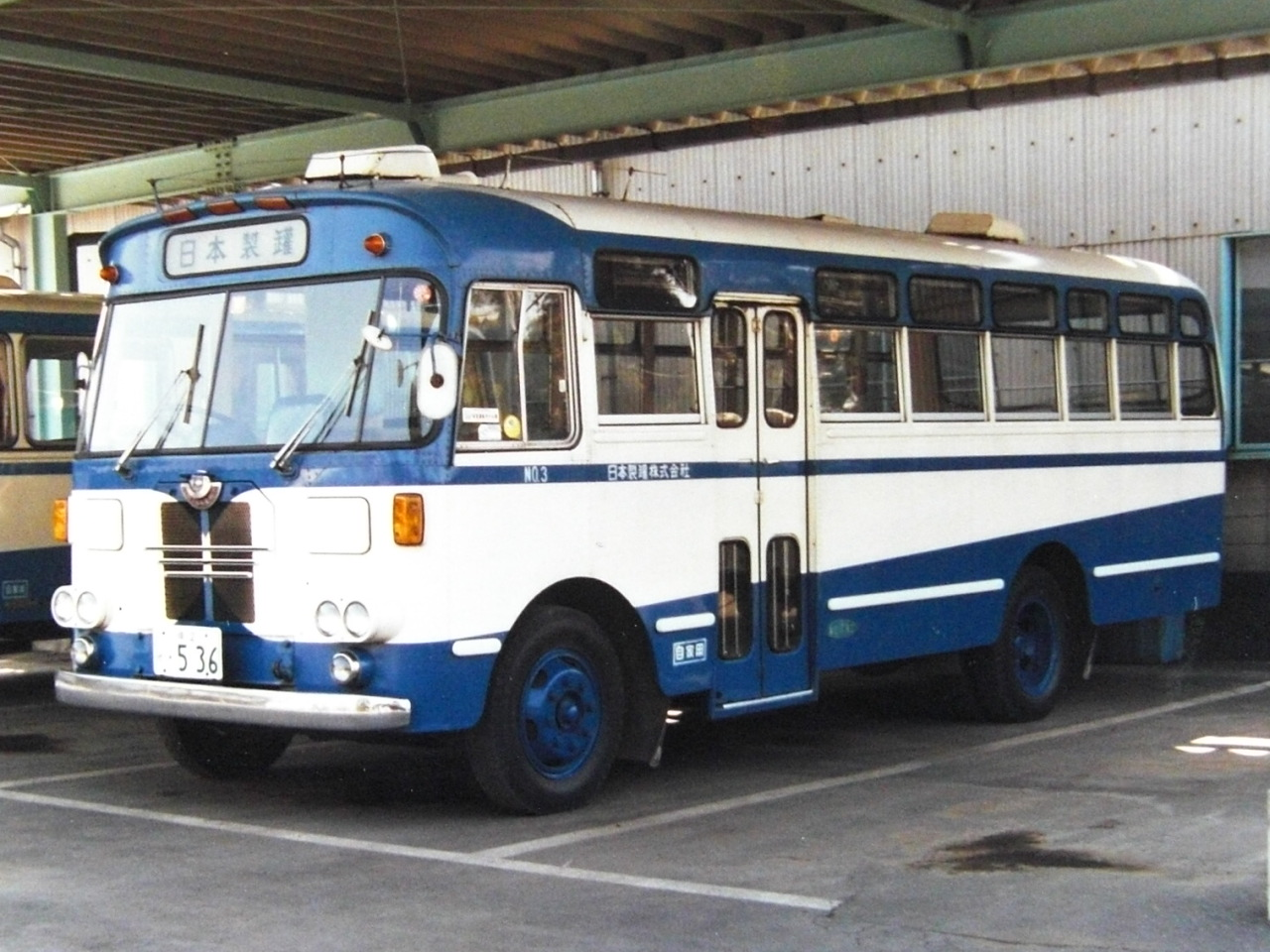
T13型-日産E690 自家用
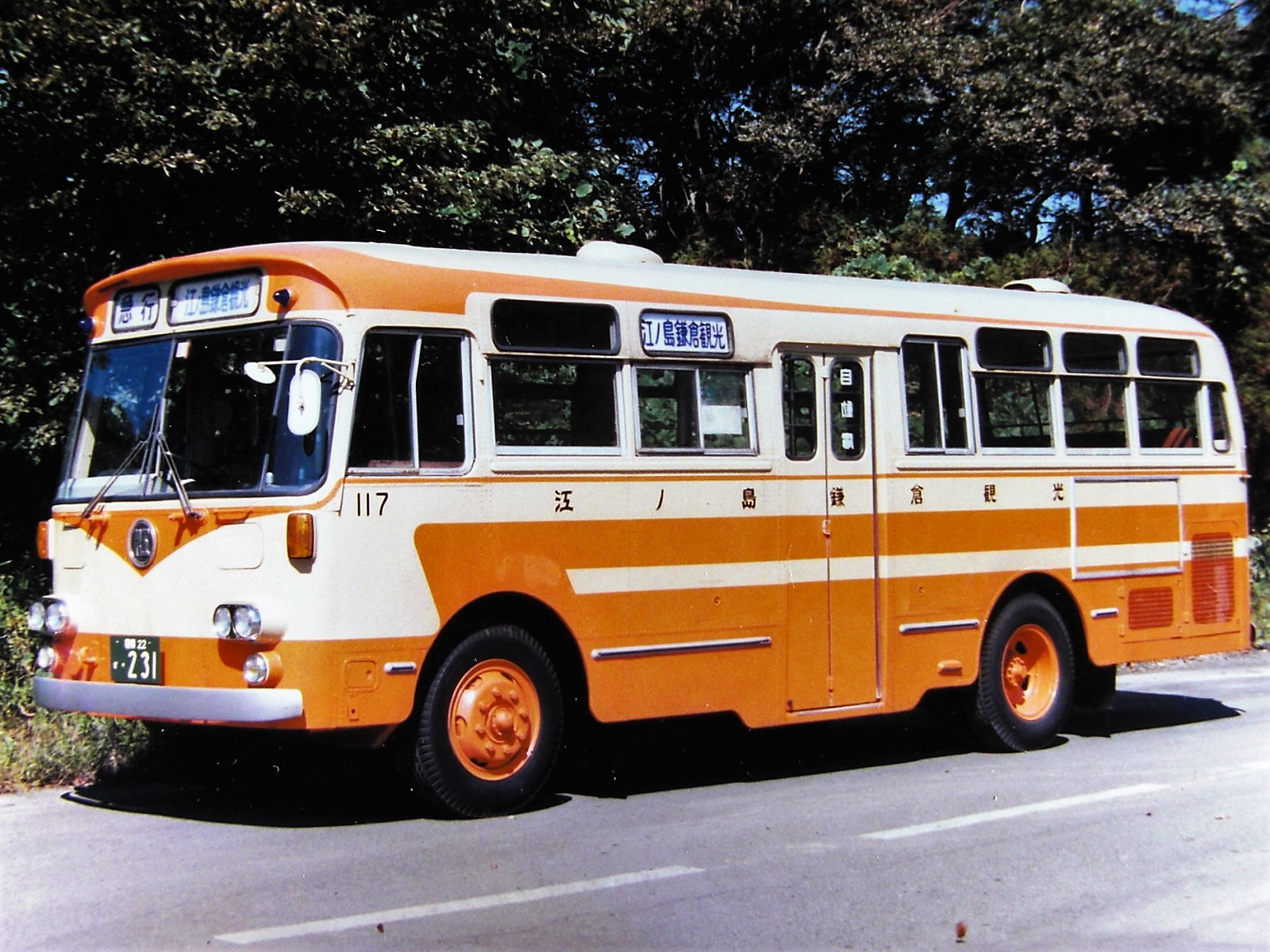
R13型初期スタンディーウィンドウタイプ-いすゞBA10 江ノ島電鉄
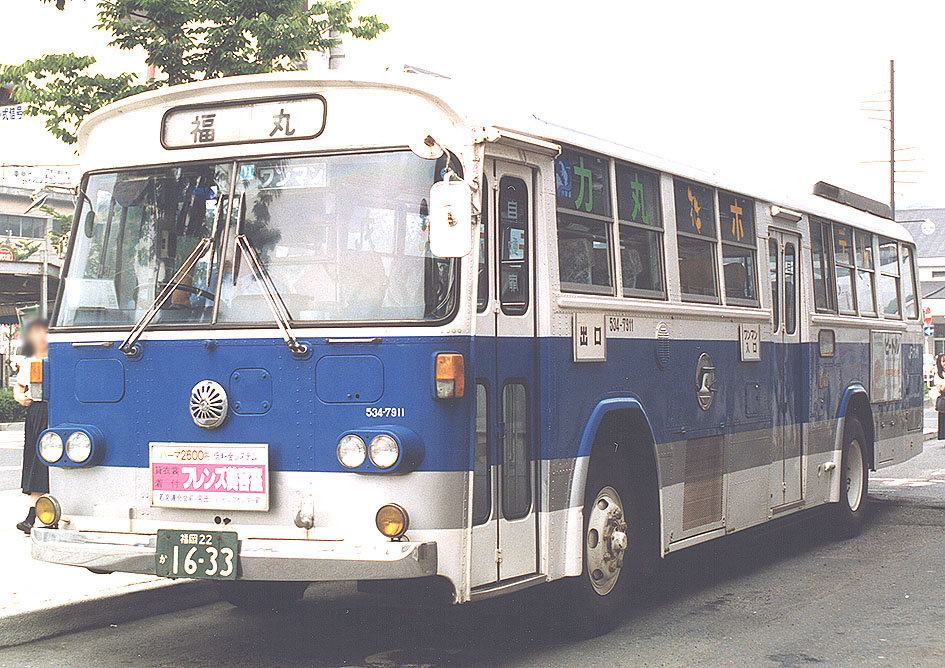
R13型-三菱B805L 九州旅客鉄道（当時）
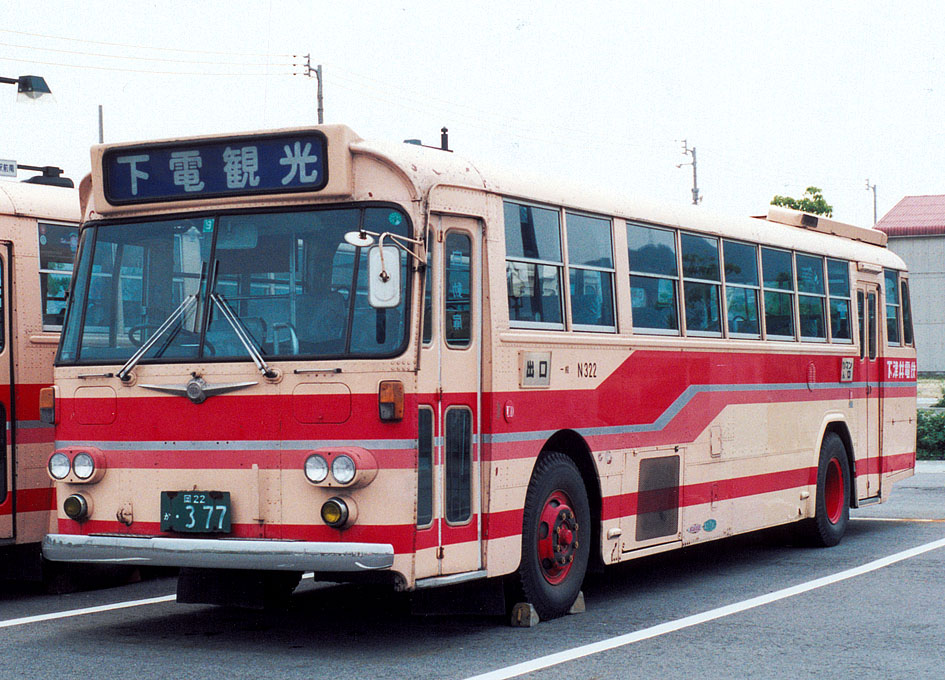
R13型-日産ディーゼルU20N 下津井電鉄
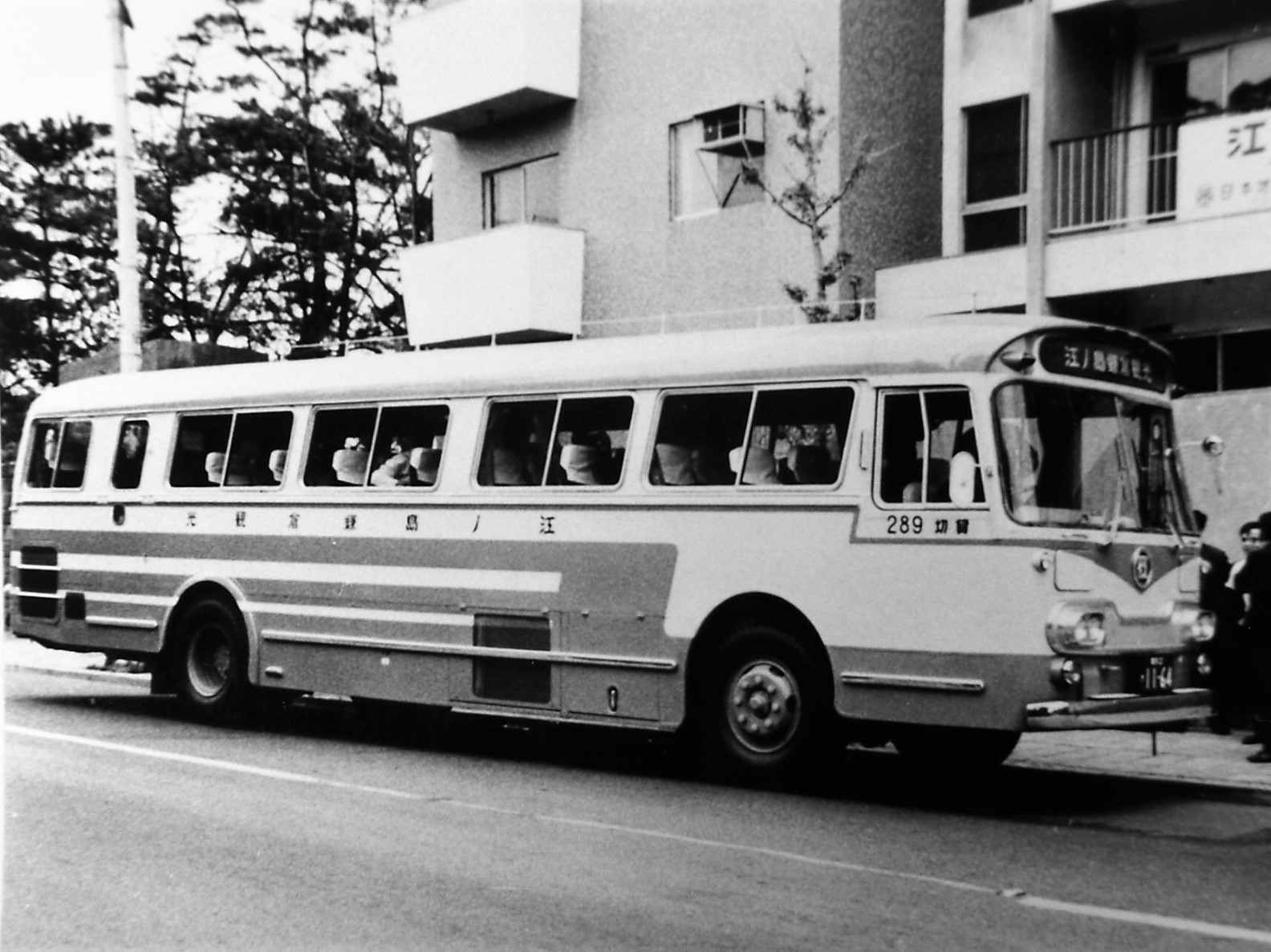
R13型観光タイプ初期型[注釈 1]-日産ディーゼル5RA110 江ノ島鎌倉観光(当時)
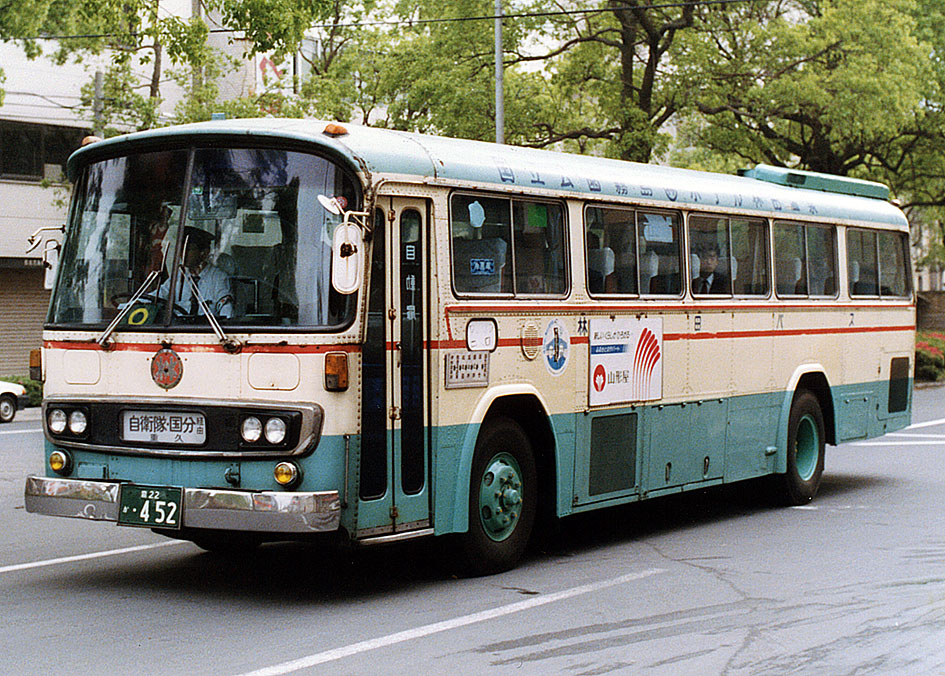
R13型B-三菱B806L 林田産業交通（当時）
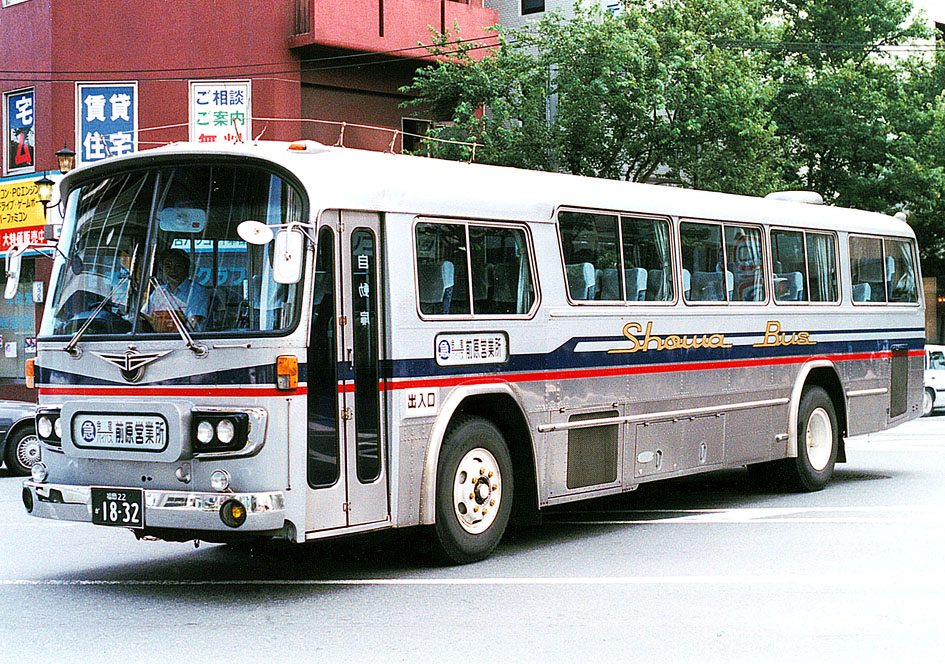
R13型B-日野RV730P 昭和自動車

- 13型D（3D）
- 13型E（3E）、13型F（3F）

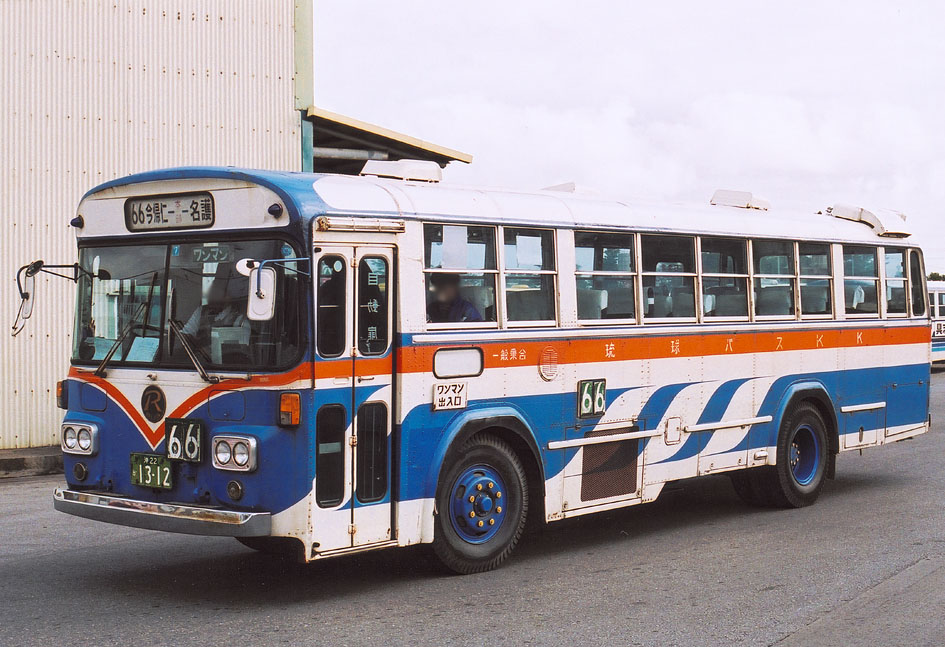
3E-日産ディーゼルU20H改 琉球バス
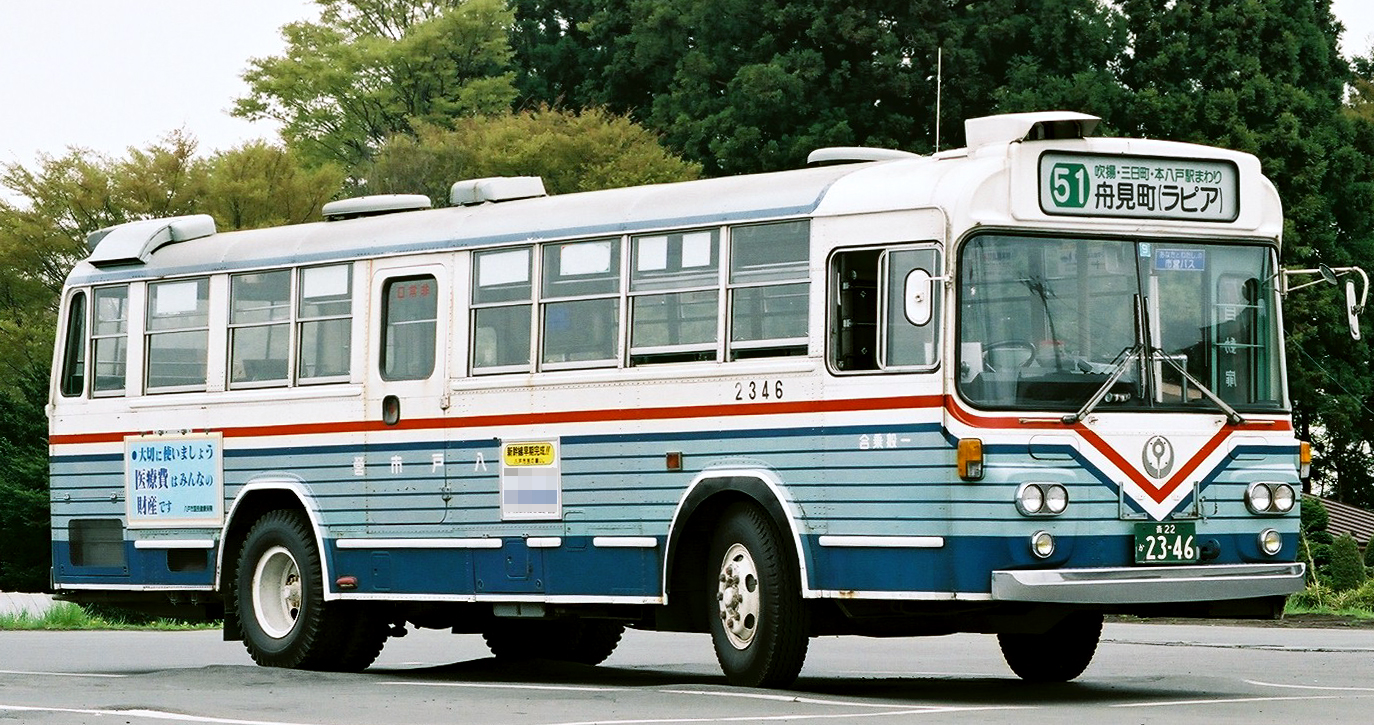
3E-いすゞCLM470 八戸市交通部
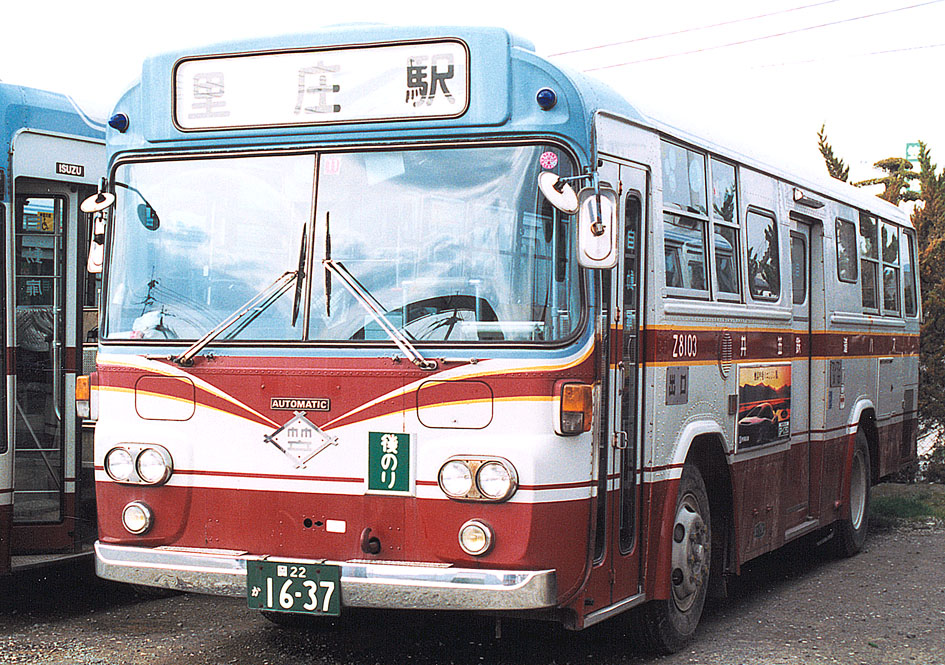
3E-いすゞK-ECM430 井笠バス

- 13型S（Sデッカー）2柱上ルーフに明かり窓（イーグルアイ）付き
- 13型G（Gデッカー）4柱上からルーフが高くなる
- 13型P（Pデッカー）Gデッカーの明かり窓を上へ拡大しルーフにバルジをもたせ室内天井にテレビを格納した
- 13型R1（R1フルデッカー）前窓上に明かり窓を増設
- 13型R2（R2フルデッカー）前窓上拡大

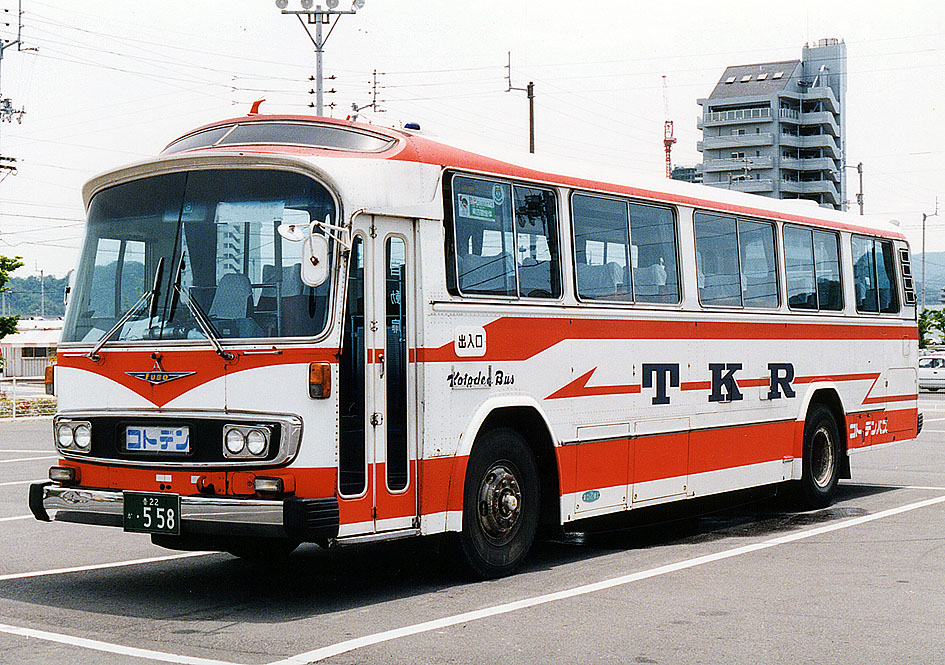
Sデッカー 三菱MS512N コトデンバス
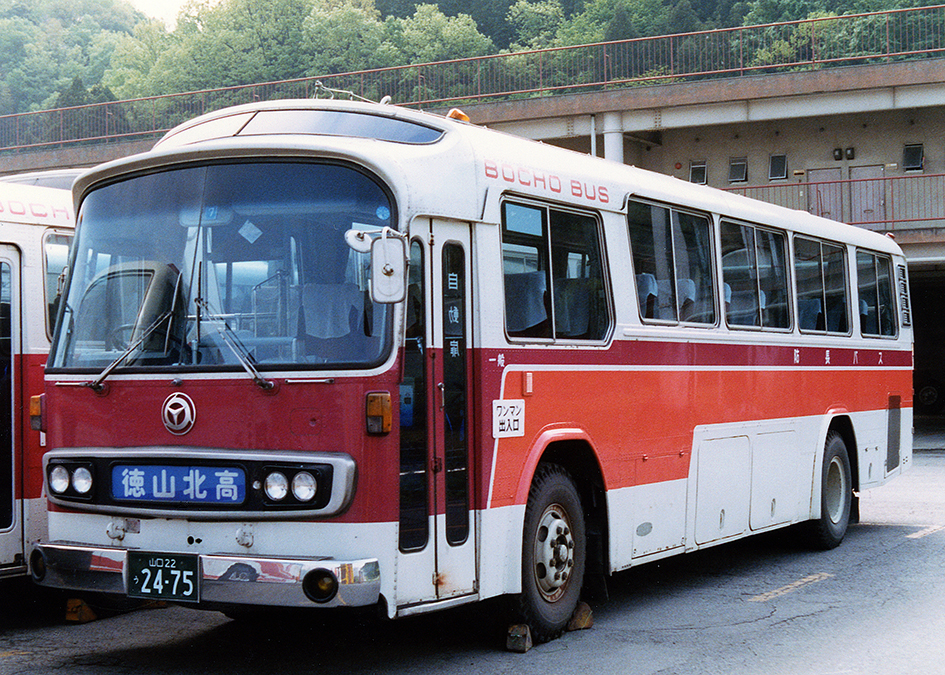
Sデッカー 日野RV731P 防長交通
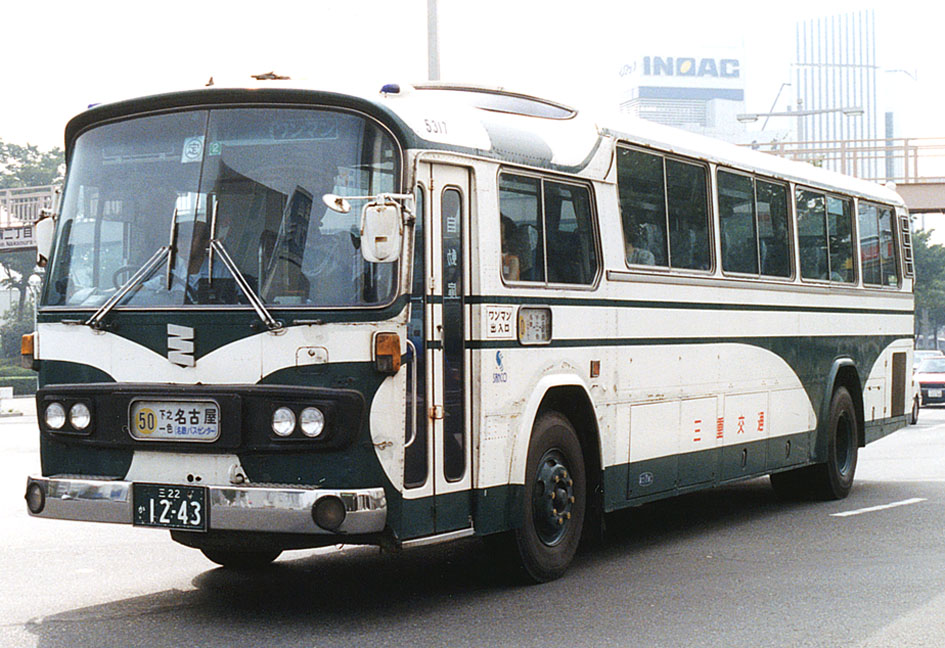
Gデッカー いすゞK-CSA650 三重交通
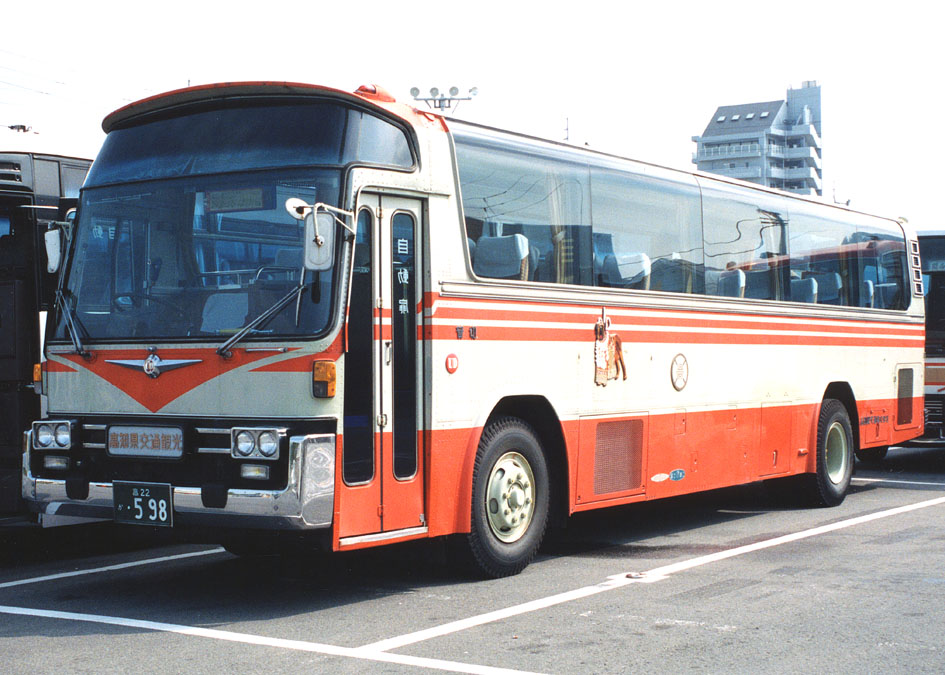
R1フルデッカー 日産ディーゼルRA50P 高知県交通

### R14型 1964 - 1982年製造
- 14型
- 14型B (4B)
- 14型E (4E)

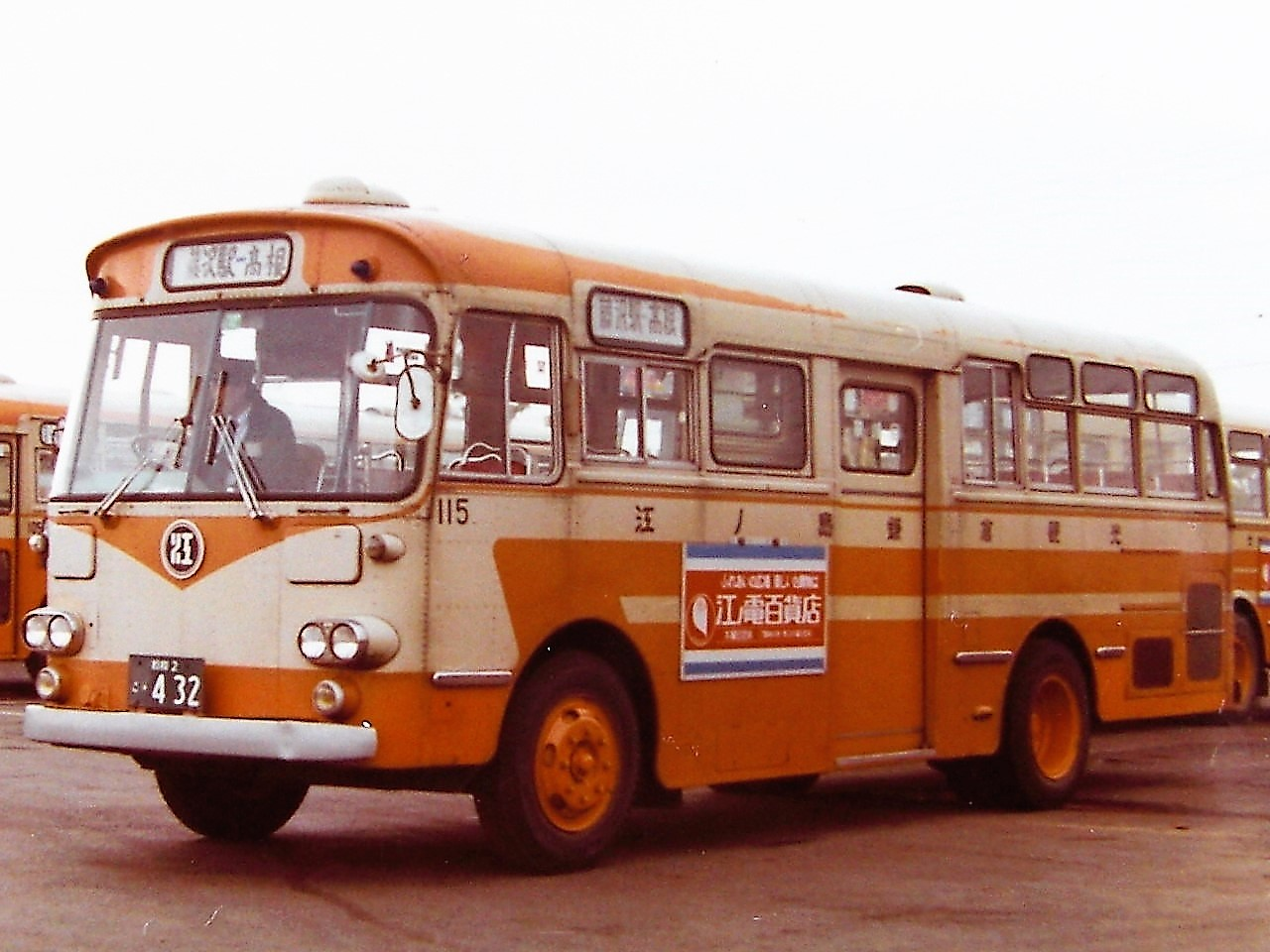
R14初期型-いすゞBA10N(1966年式) 江ノ島鎌倉観光(当時)
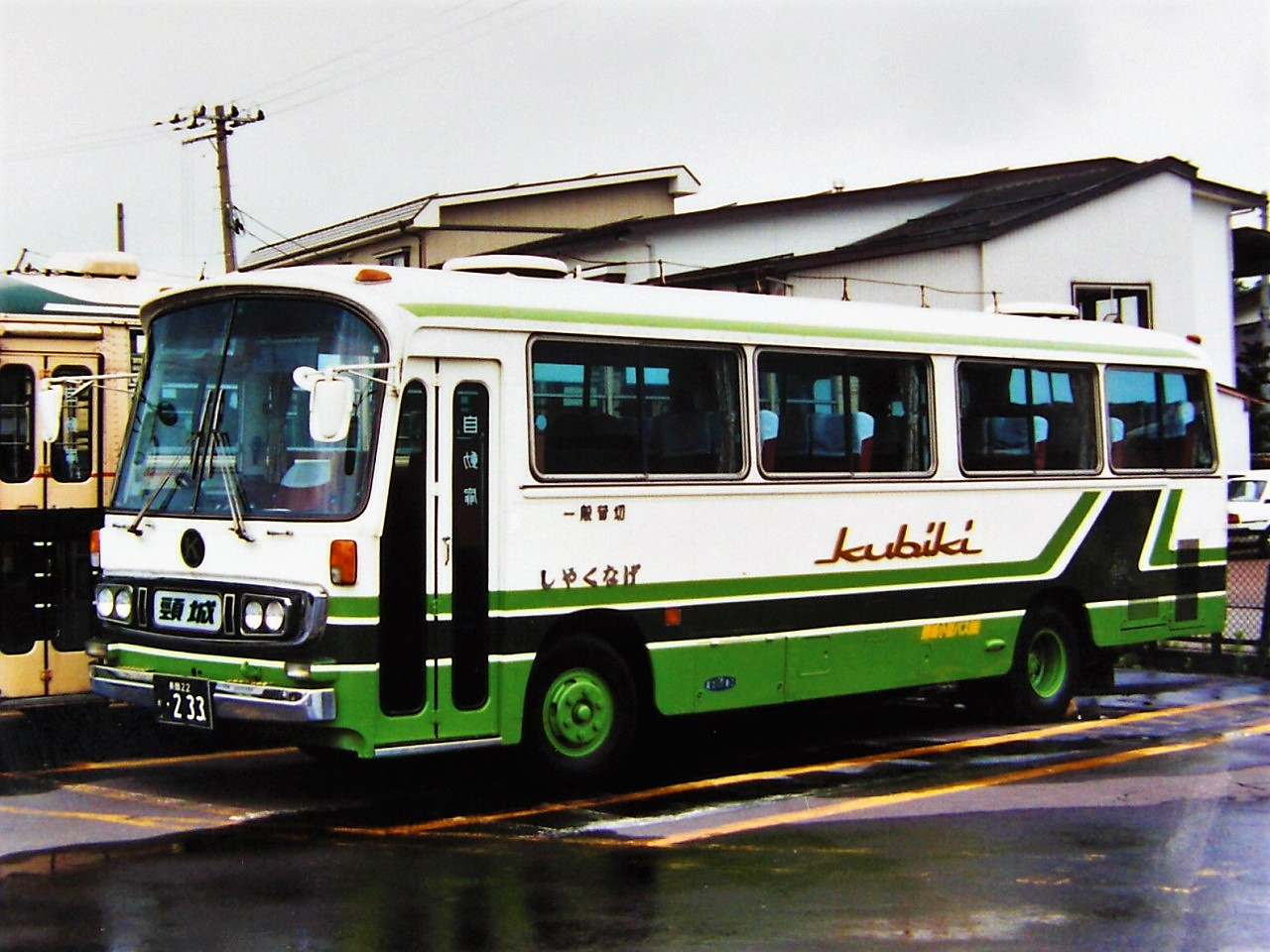
4B-日産ディーゼルK-RM80E 頸城自動車
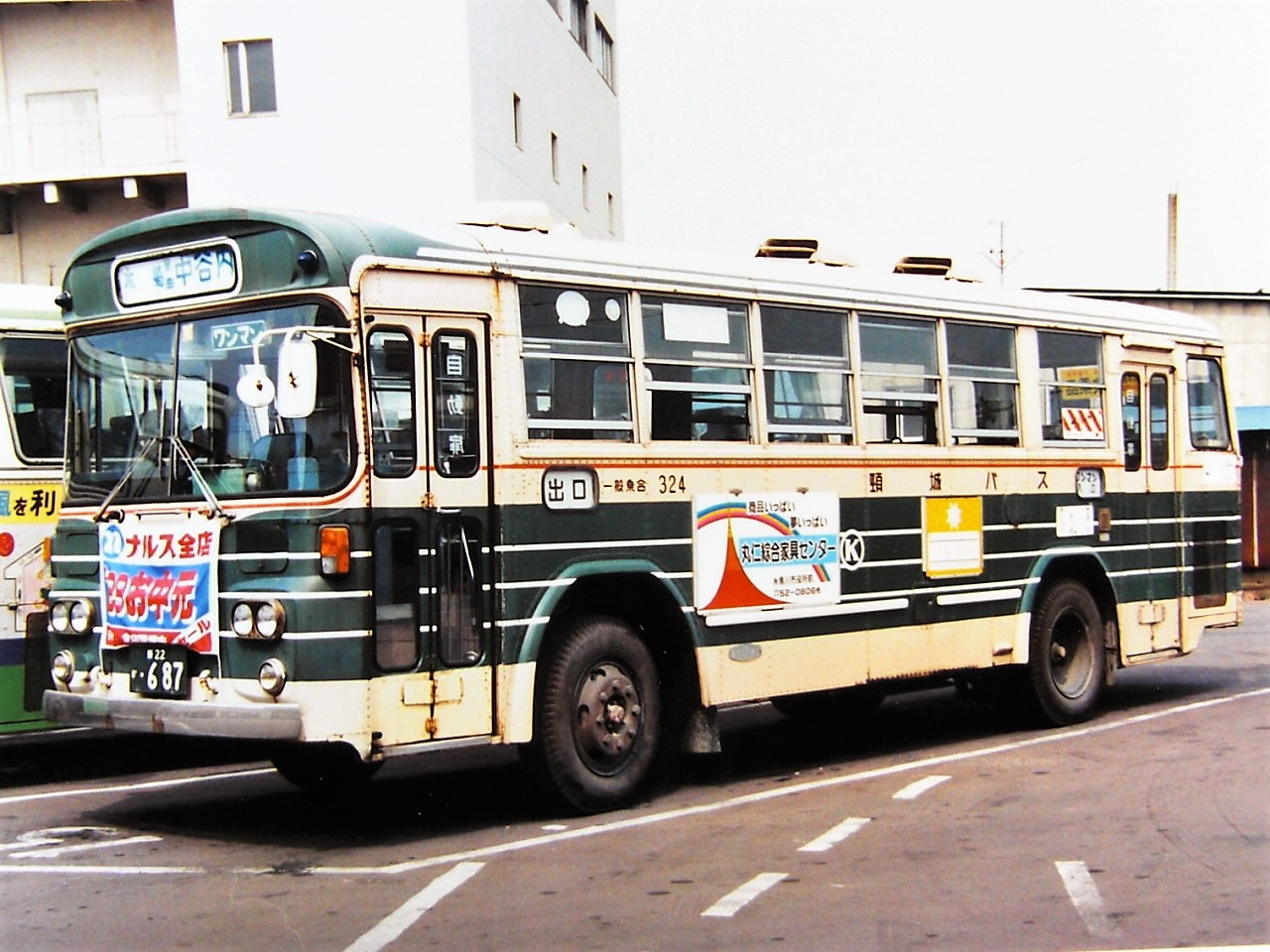
4E-いすゞBA20N 頸城自動車
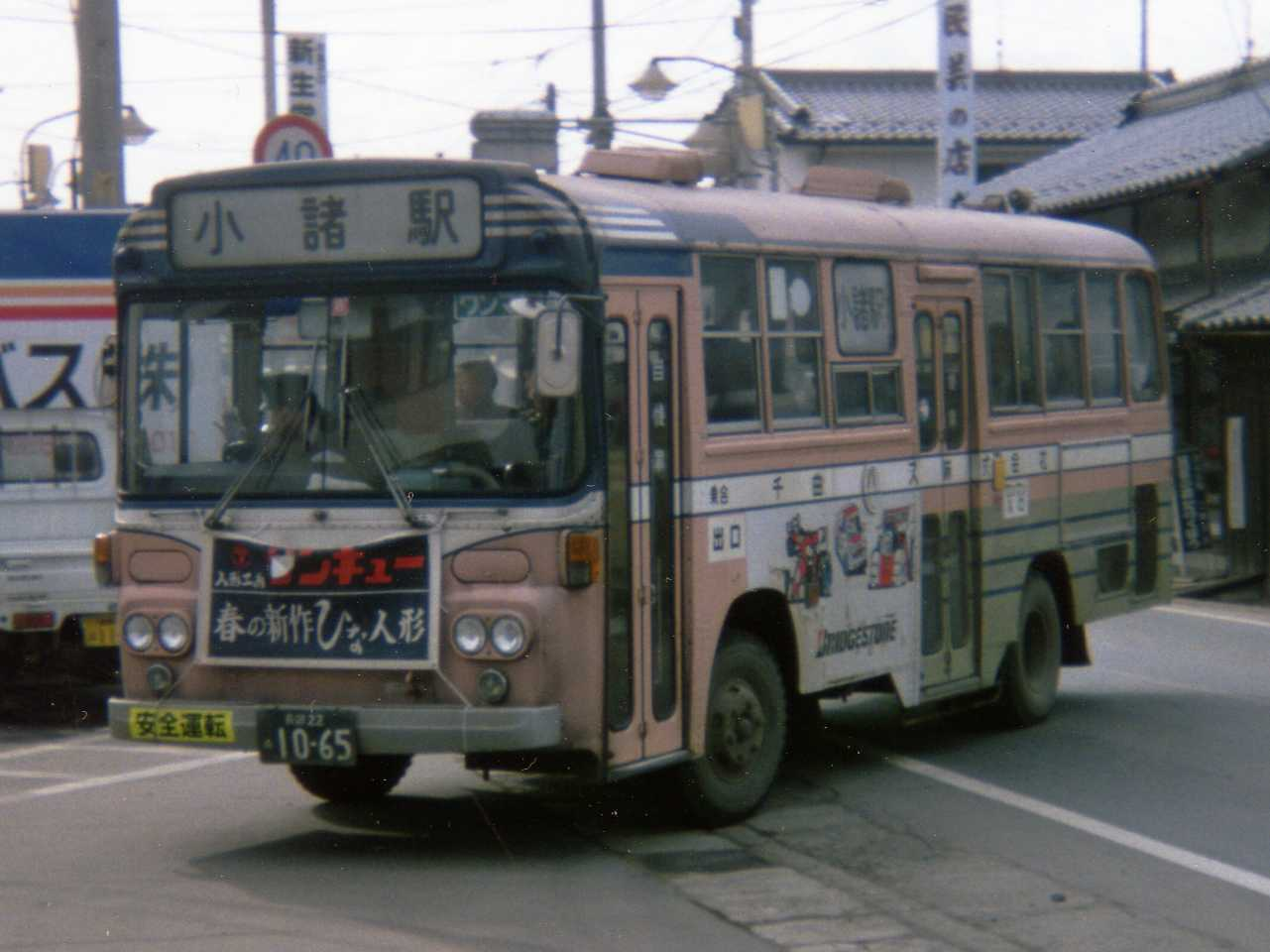
4E-日産ディーゼルRM 千曲バス

### R15型 1982 - 1990年製造
- 15型B（5B 標準床貸切用・路線用）
- 15型E（5E 路線用）

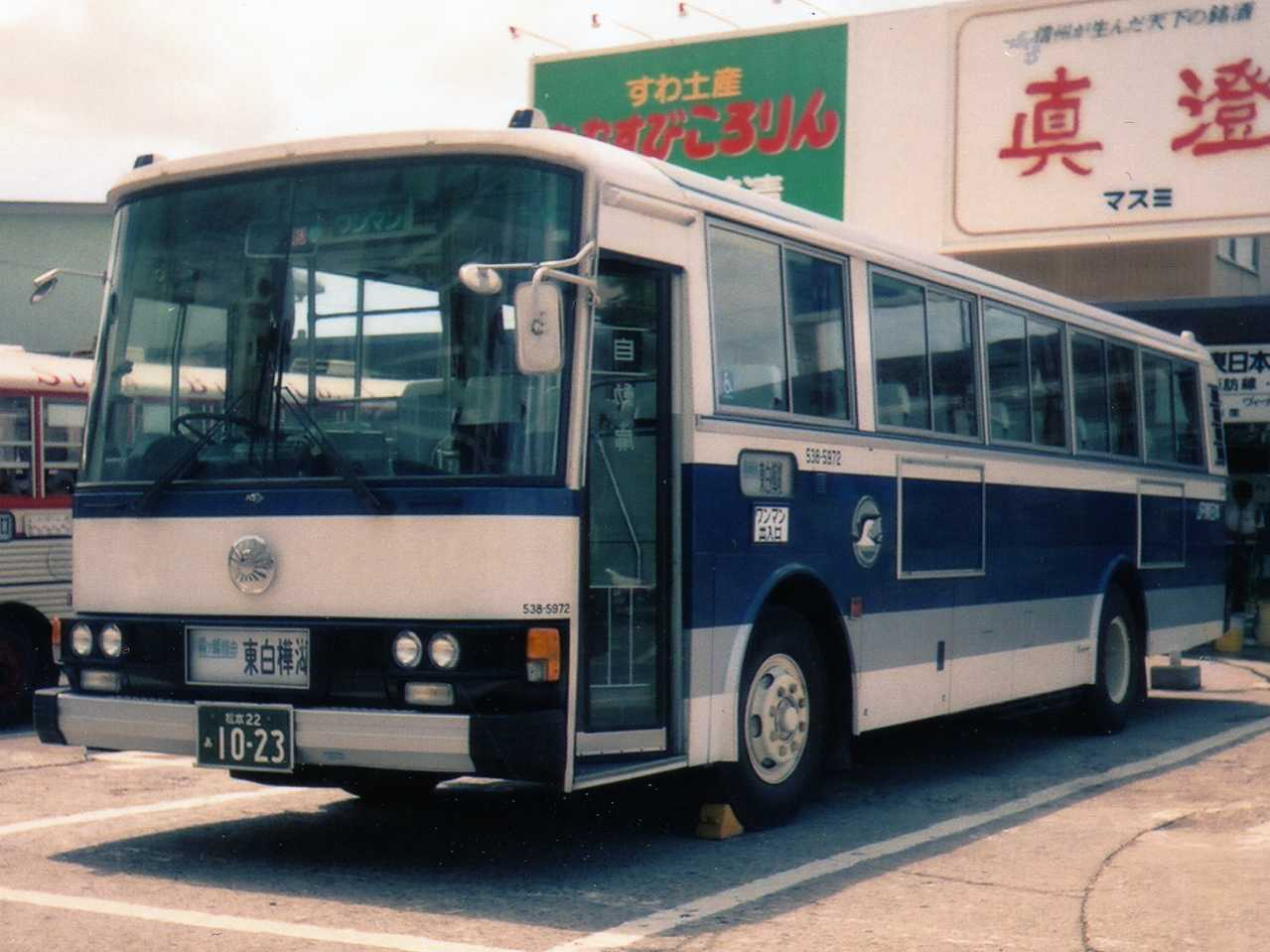
5B-日産ディーゼルUA32L JR東日本
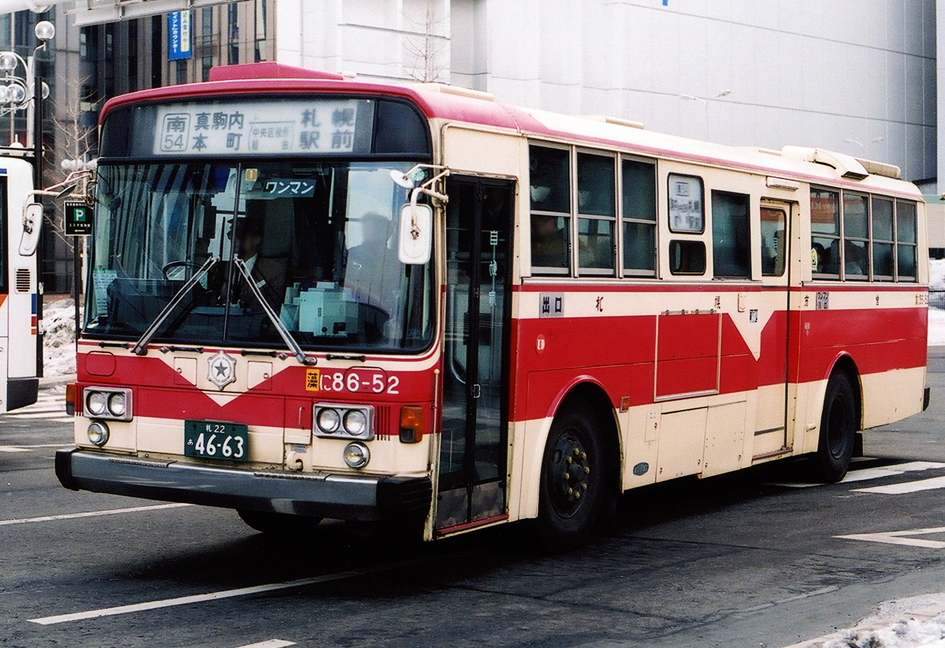
5E-日産ディーゼルUA32N 札幌市交通局
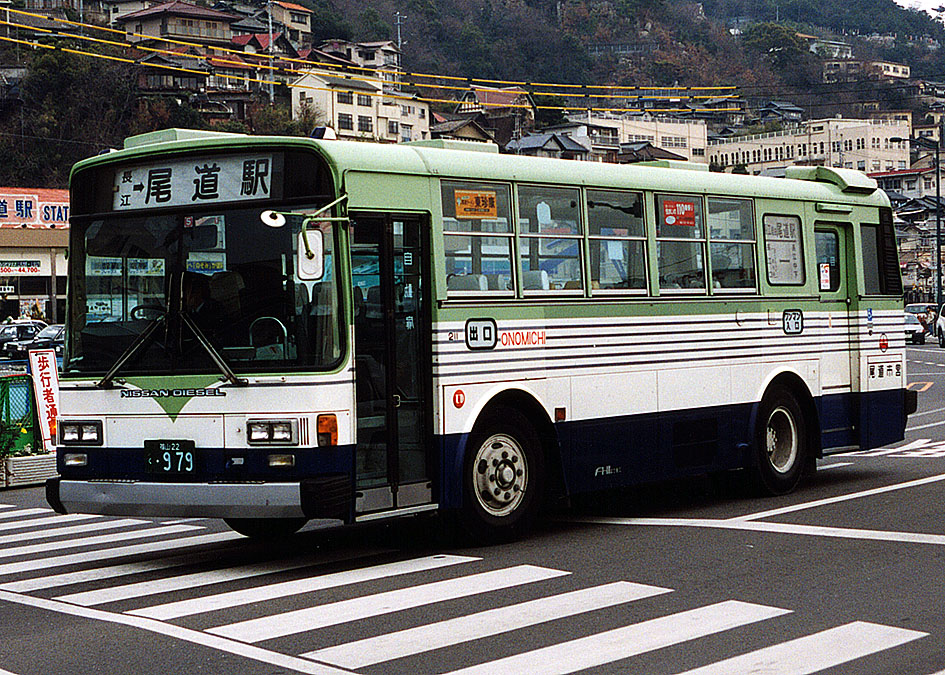
5E-日産ディーゼルRP80G 尾道市交通局
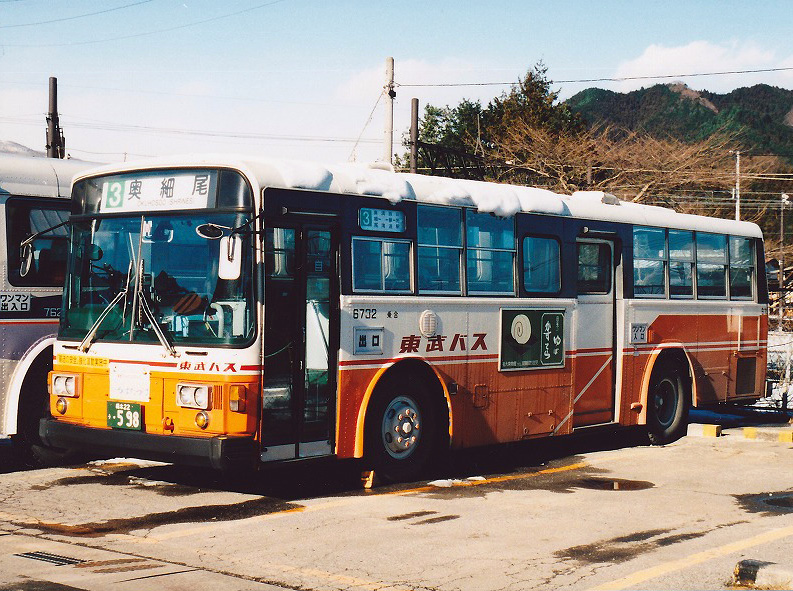
5E-いすゞK-CJM500 東武鉄道
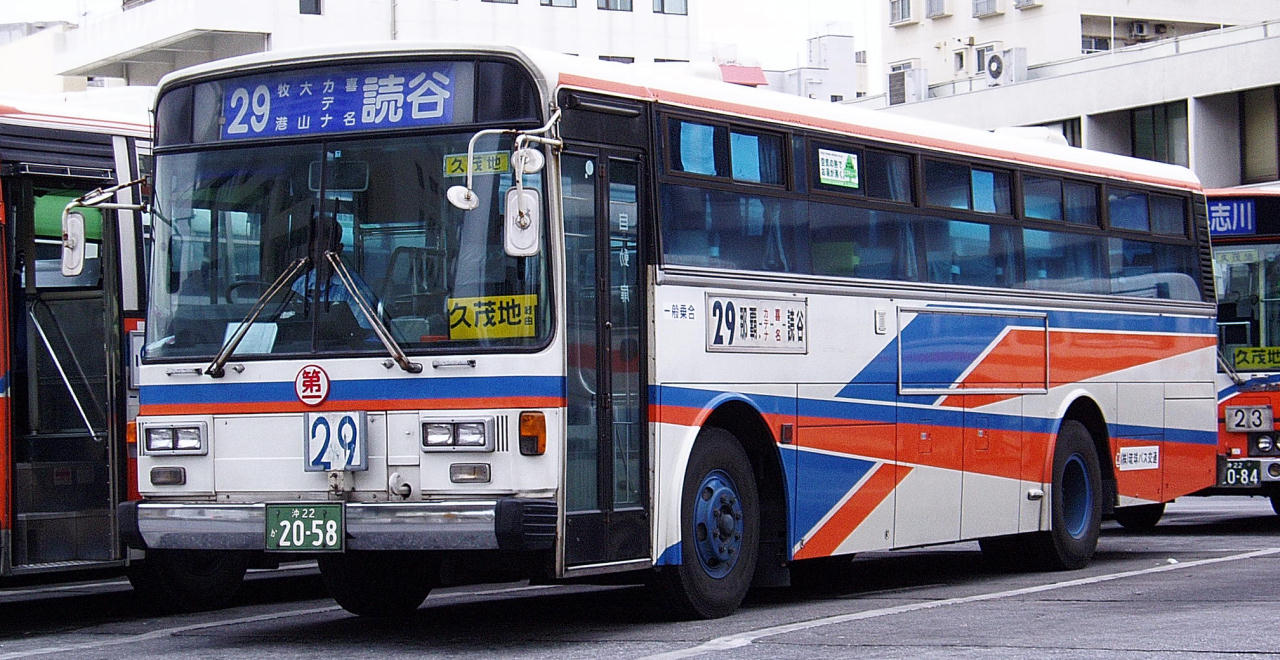
5E-日野P-HT235BA 琉球バス交通

- 15型R1（高床貸切用）
- 15型R2（R2 高床貸切用）
- 15型R3（R3 R3P 高床貸切用）

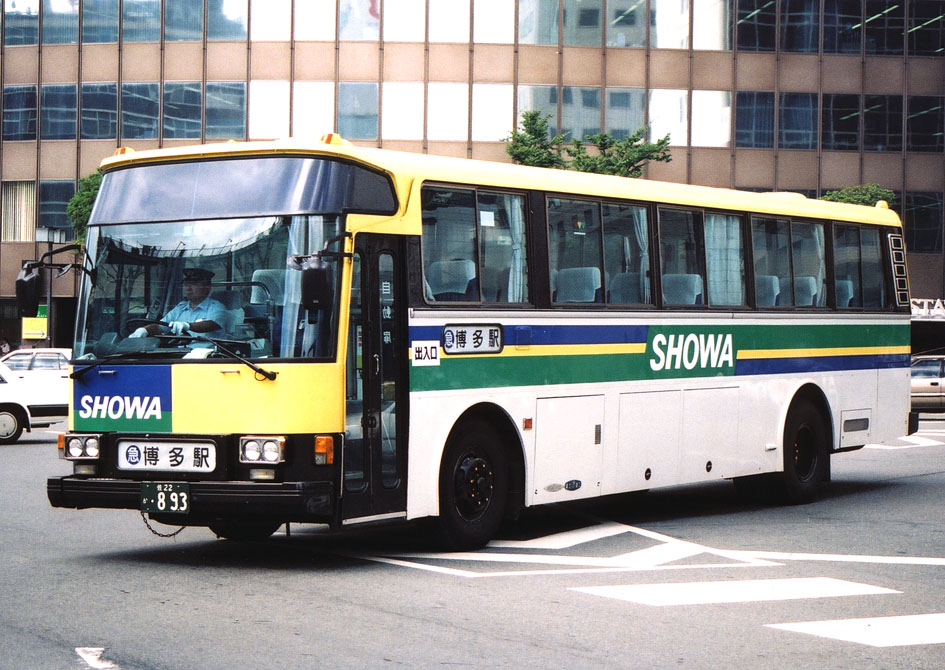
R1-日産ディーゼルRA51R 昭和自動車
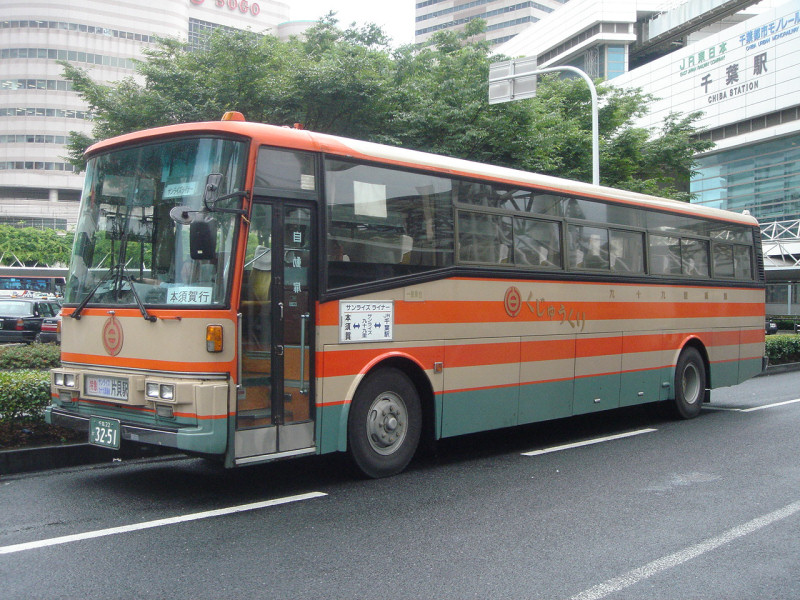
R2-日産ディーゼルRA 九十九里鉄道
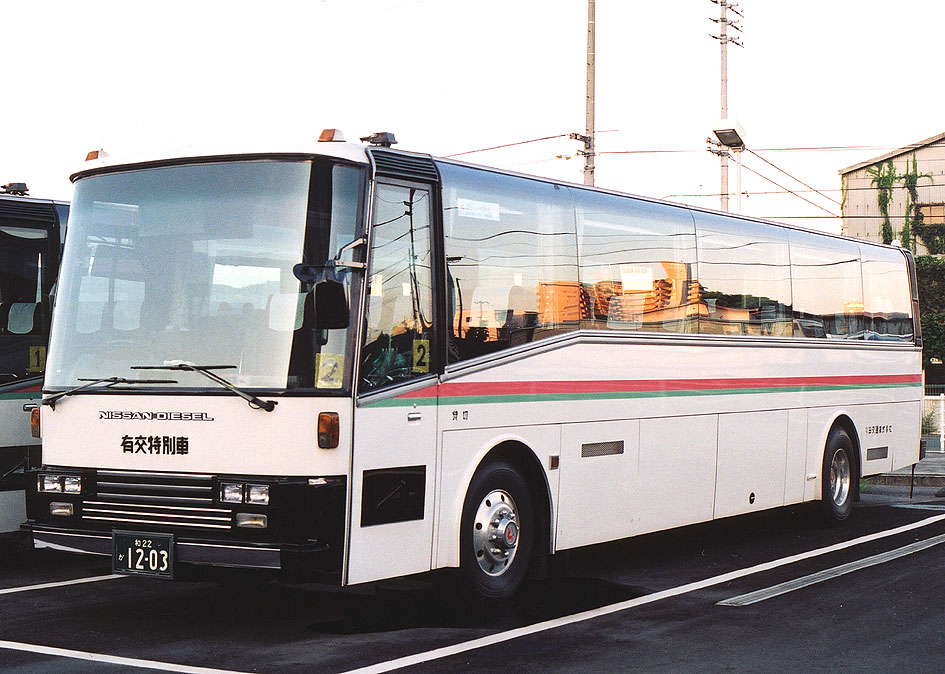
R3-日産ディーゼルRA52T 有田交通
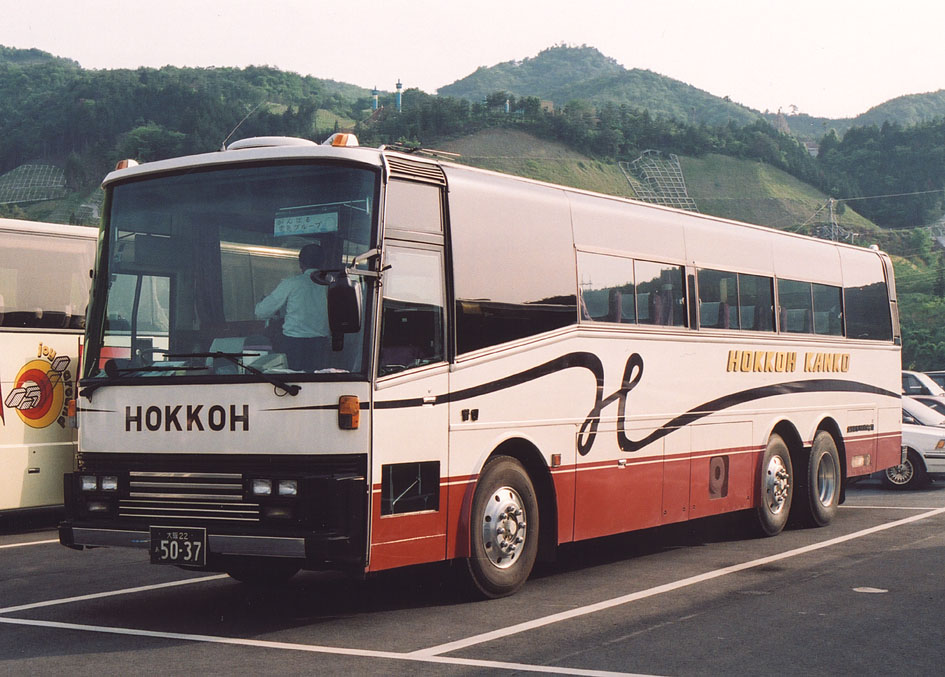
R3-日産ディーゼルDA50T 北港観光バス
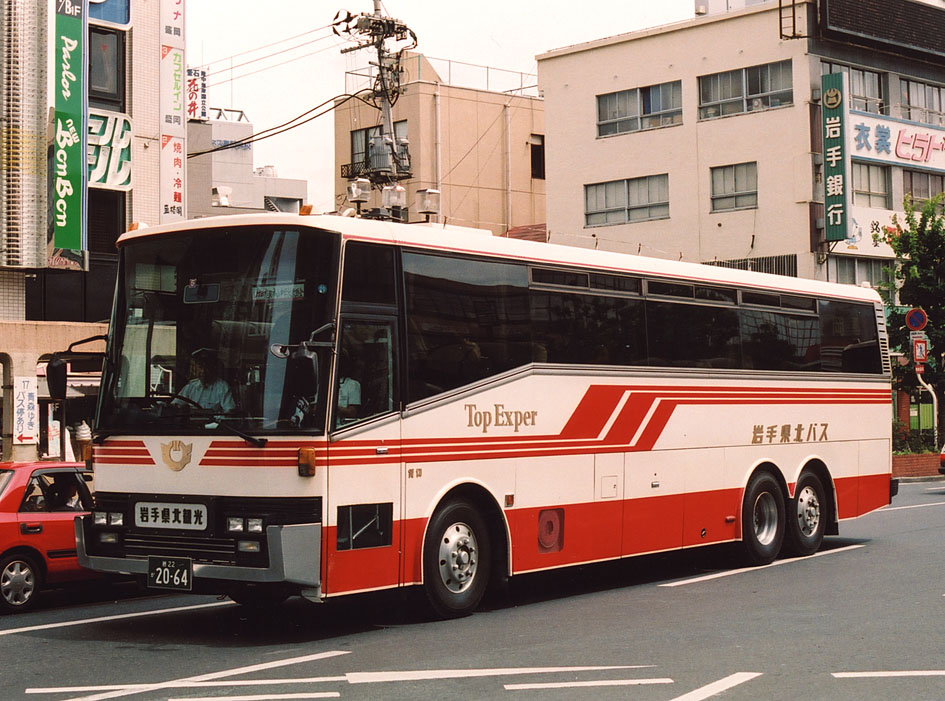
R3-日産ディーゼルDA66U 岩手県北自動車
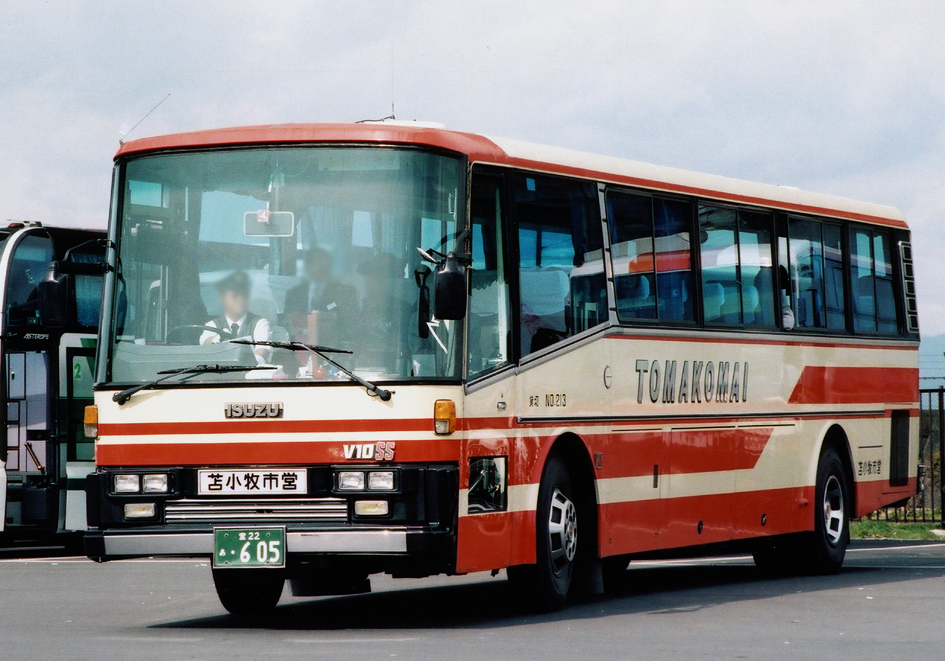
R3-いすゞCSA650 苫小牧市営バス
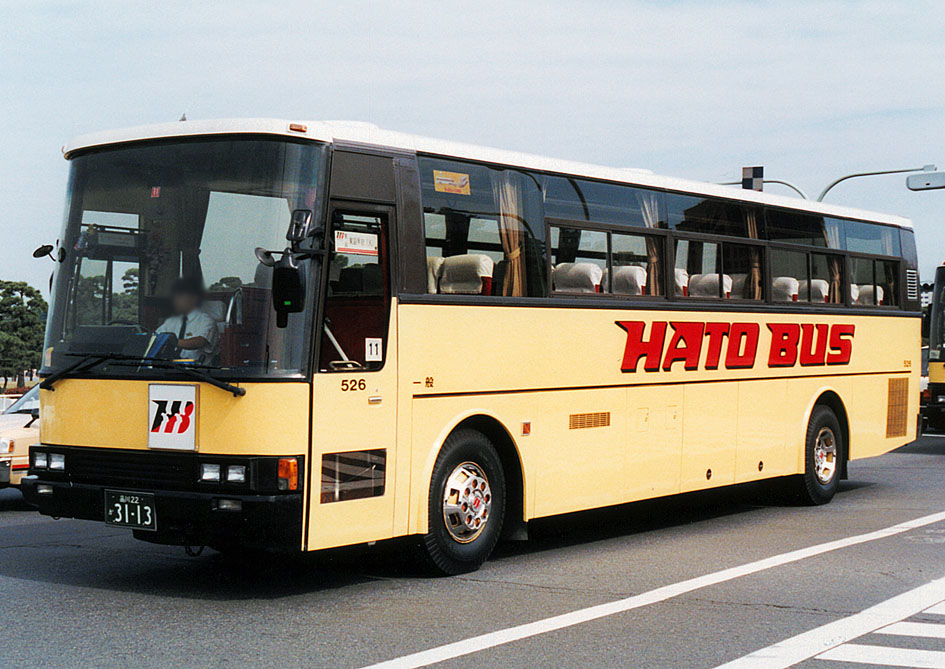
R3P-いすゞLV219S はとバス
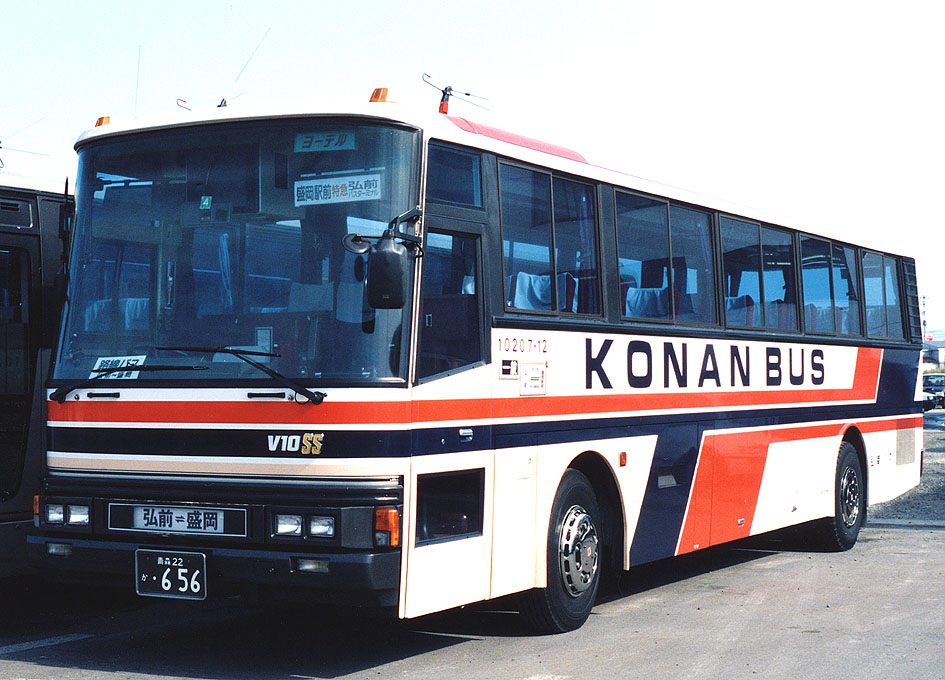
R3-いすゞLV719R 弘南バス
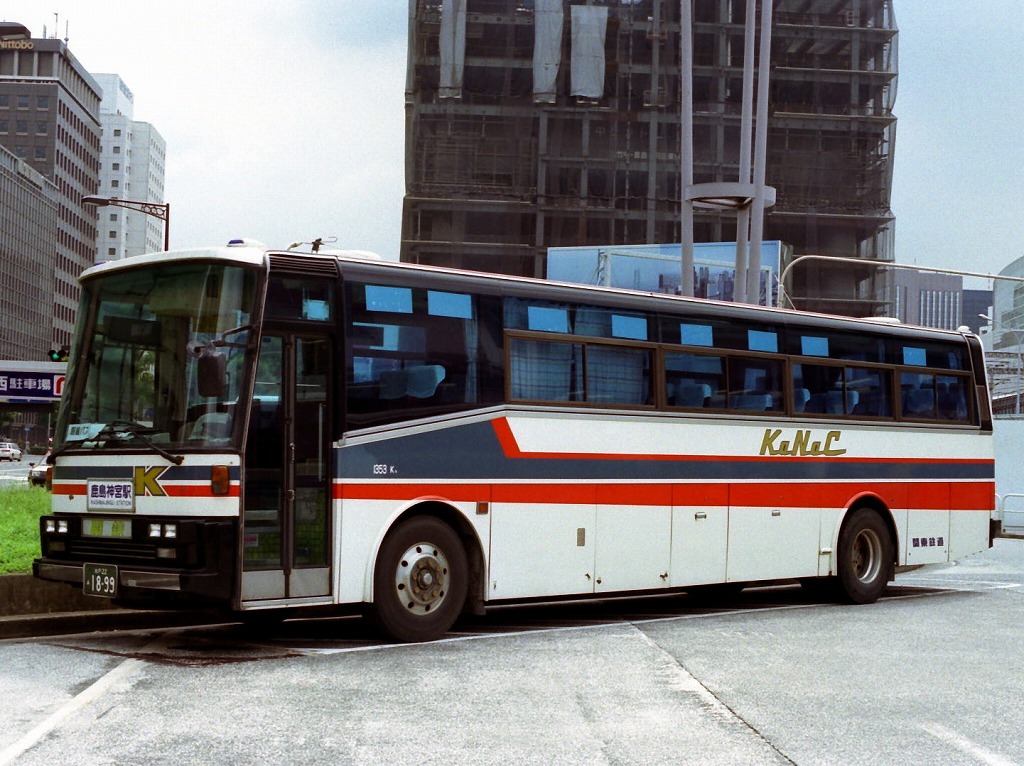
R3-三菱MS715S 関東鉄道

- 15型HD1（HD1 高床貸切用）

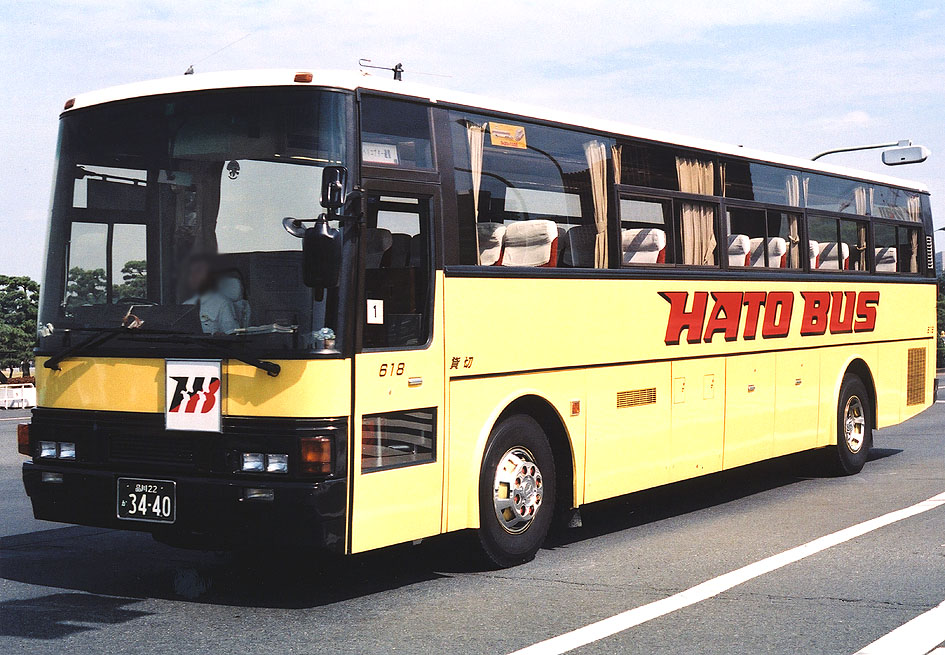
HD1-いすゞLV219S はとバス
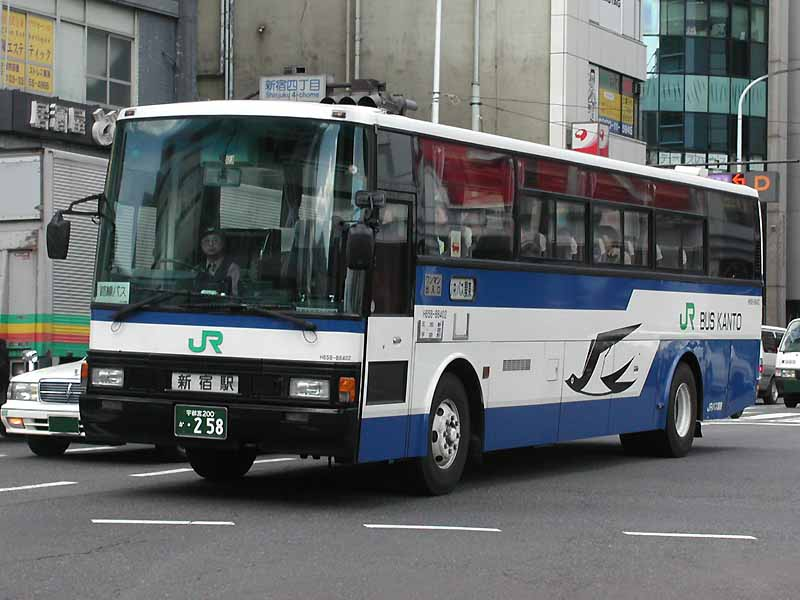
HD1-日産ディーゼルRA JRバス関東
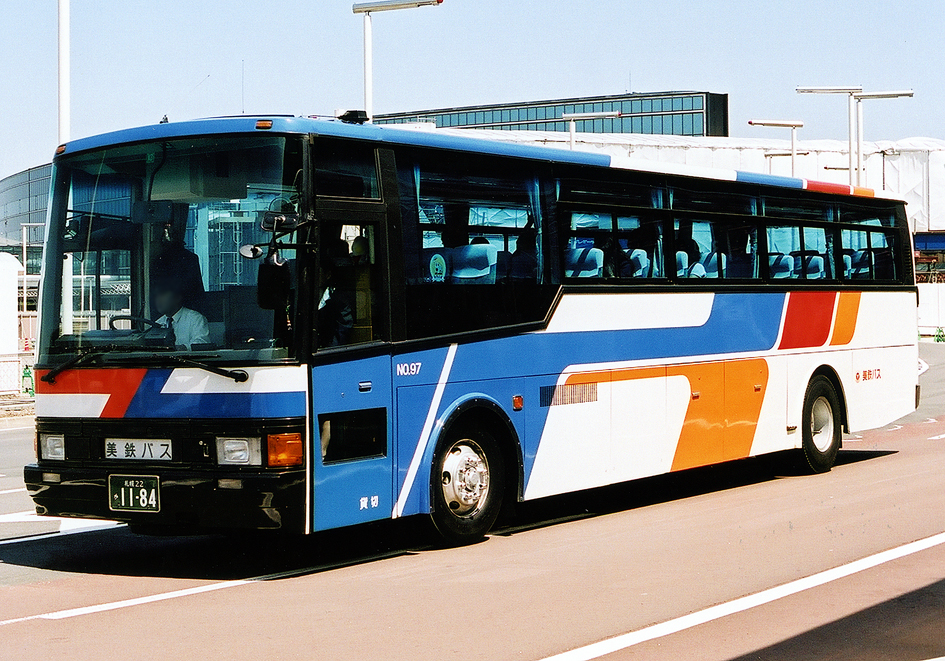
HD1-三菱MS726S 美鉄バス
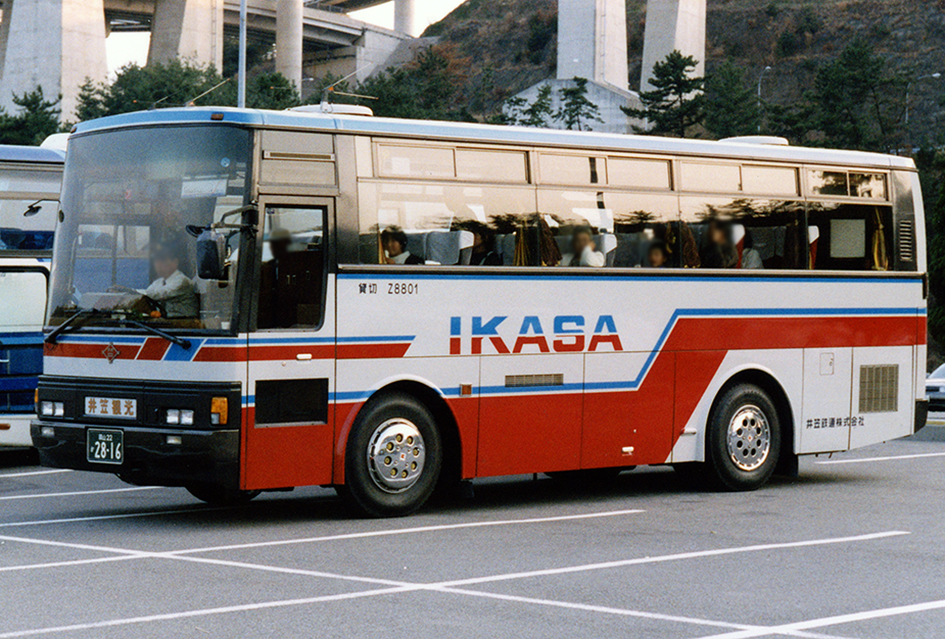
HD1 9m-いすゞLV217H 井笠鉄道
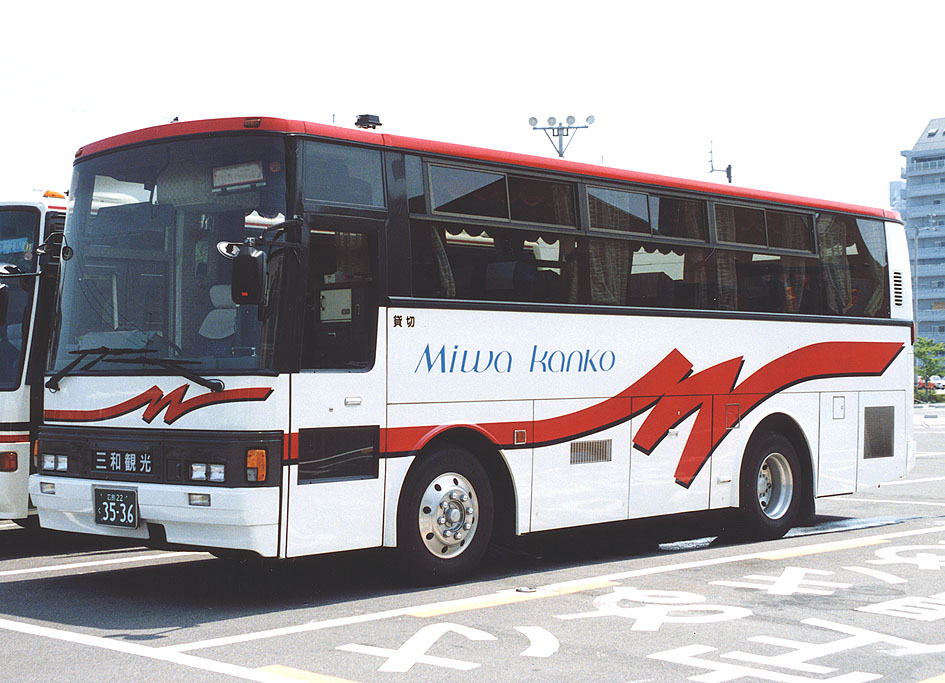
HD1 9m-いすゞLV270H 三和観光

- 15型HD2（HD2 超高床貸切用）

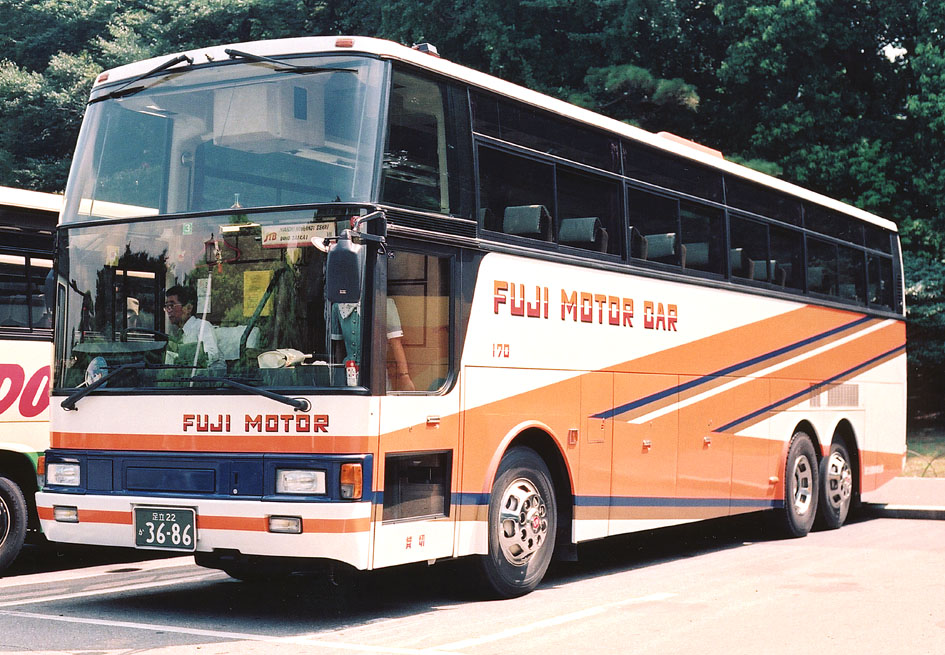
HD2-日産ディーゼルDA67UE 富士自動車
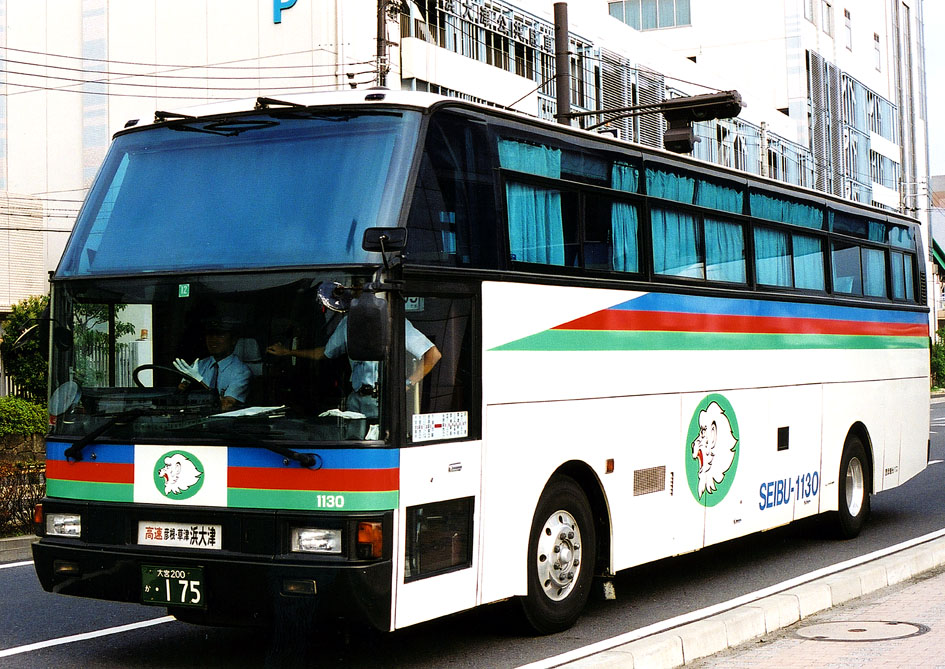
HD2-日産ディーゼルRA520SBN 西武バス
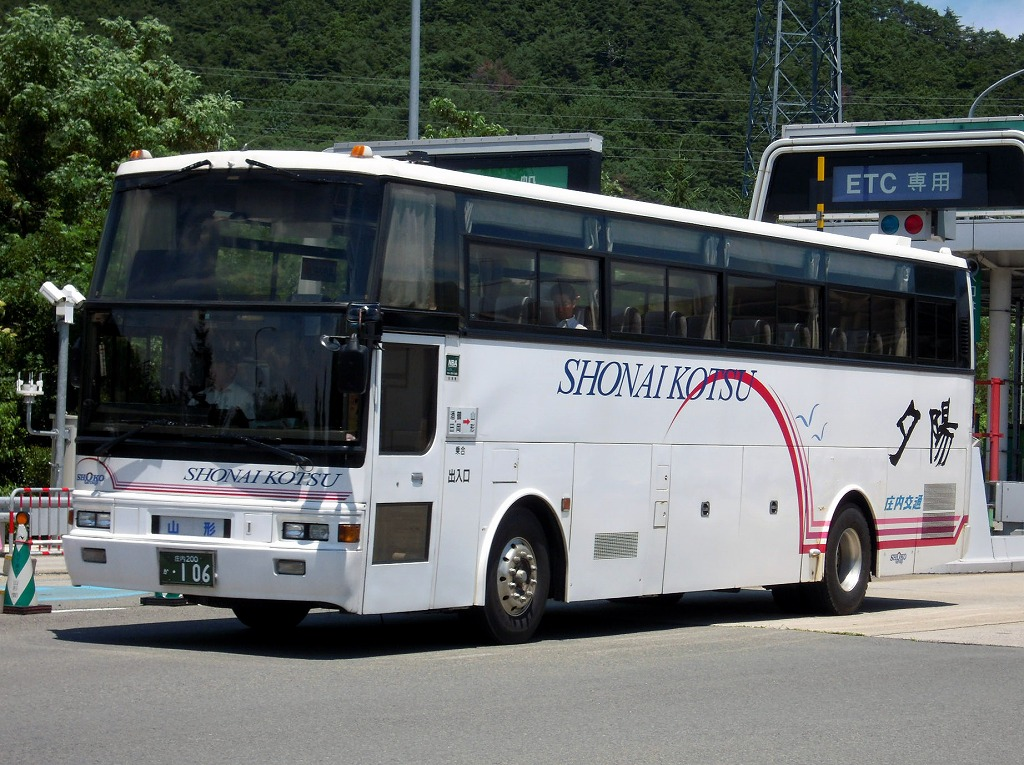
HD2-いすゞLV771R 庄内交通
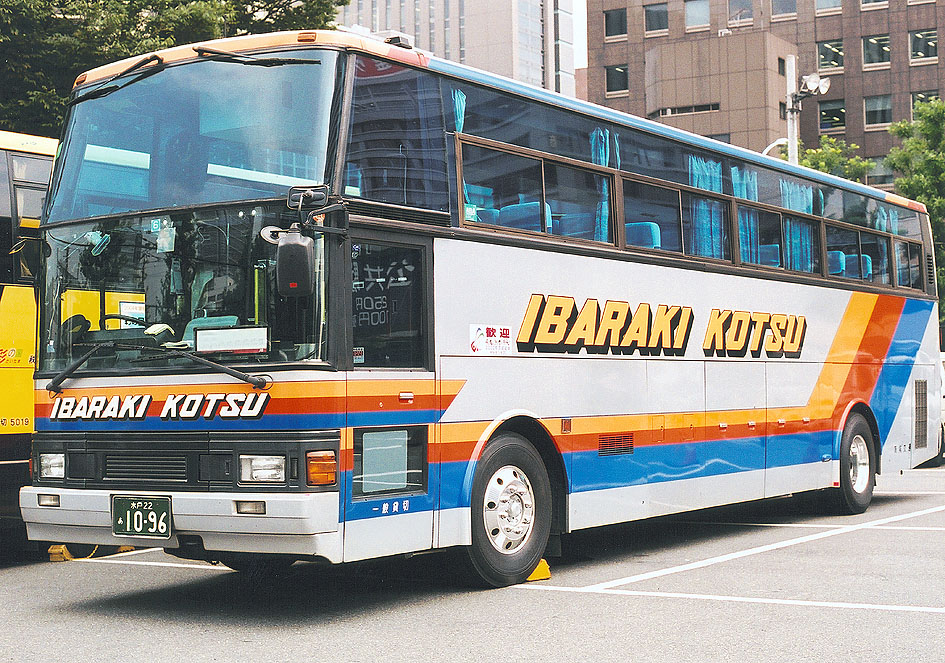
HD2-日野RU638BB 茨城交通
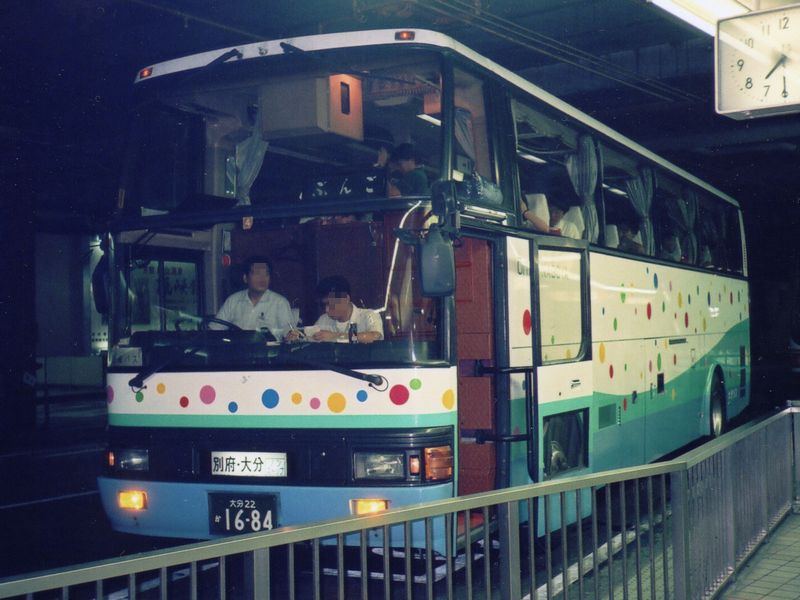
HD2-日野RU3FTAB 大分バス

- 15型HD2 いすゞ・UFC用

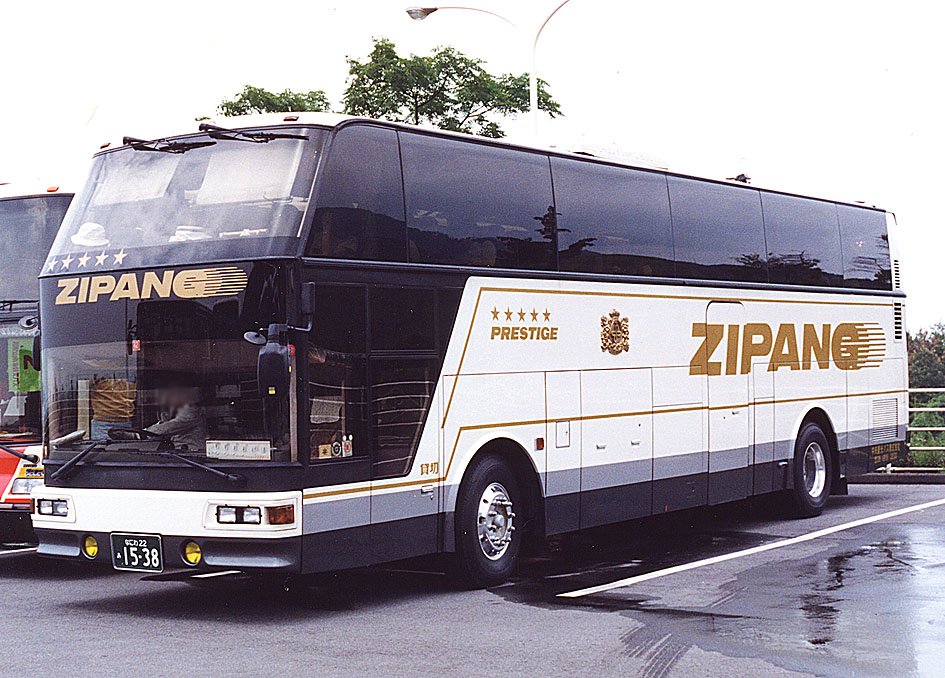
HD2-UFC いすゞP-LV719R 中央観光バス
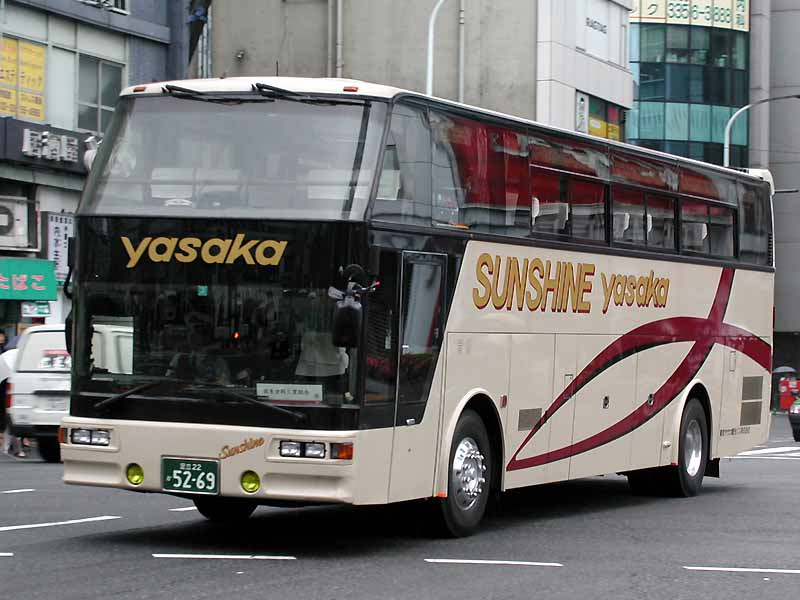
HD2-UFC いすゞKC-LV781R 東京ヤサカ
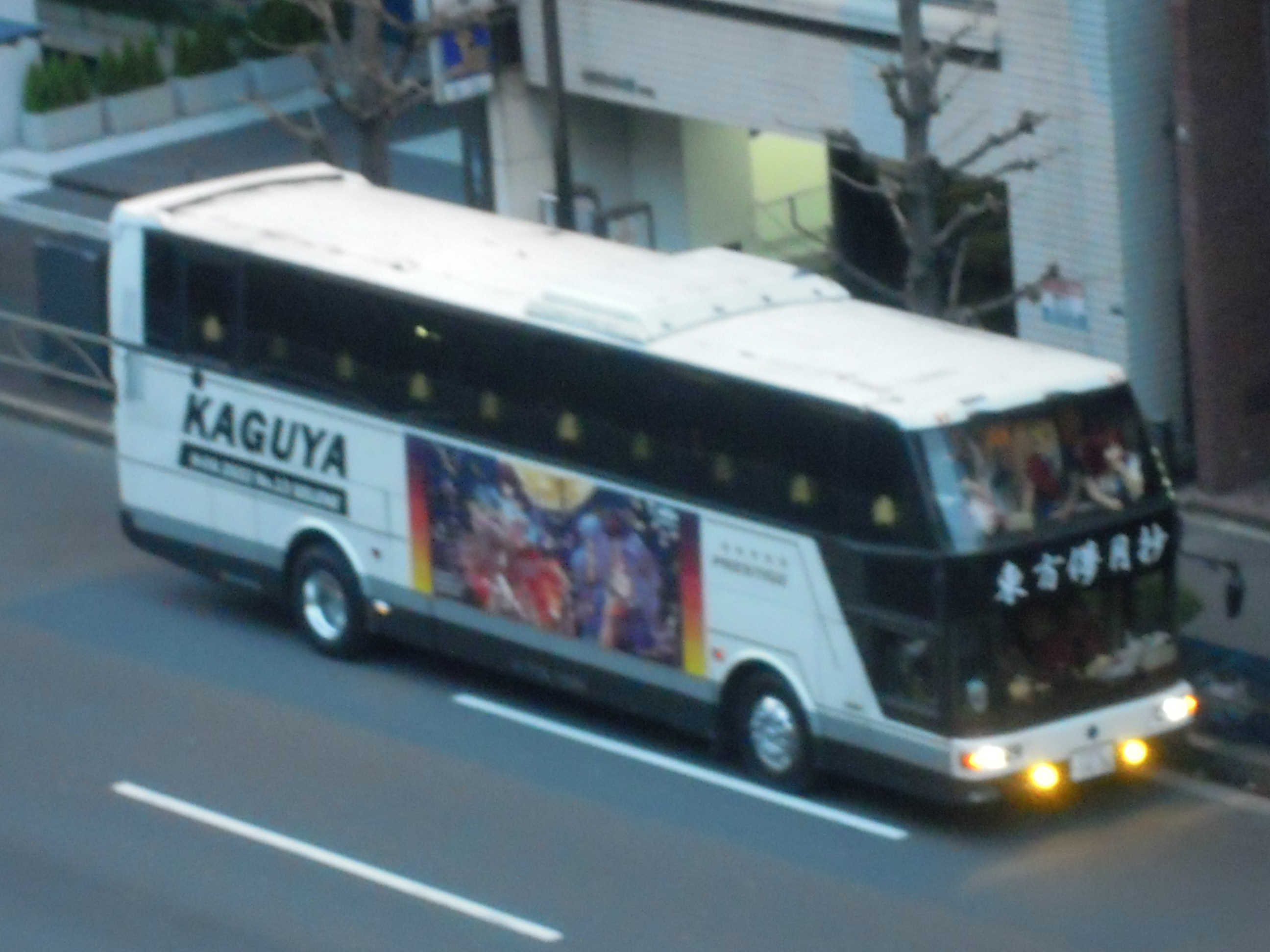
HD2-UFC いすゞP-LV719R アキバエクスプレス（元中央観光バス）

- 15型HD3 ボルボ・アステローペ用

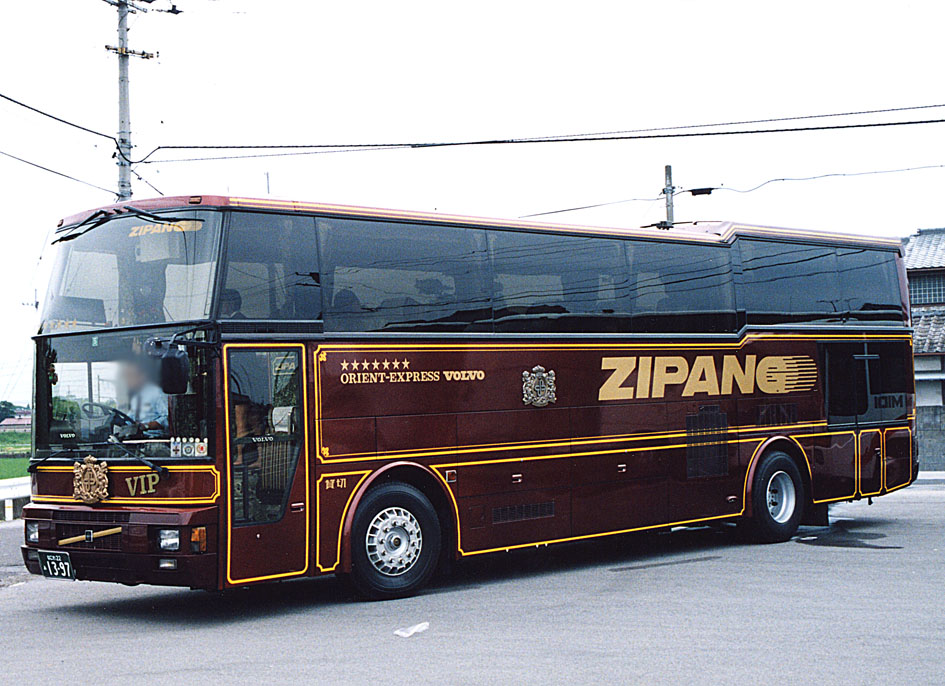
HD3-ボルボ・アステローペ 中央観光バス
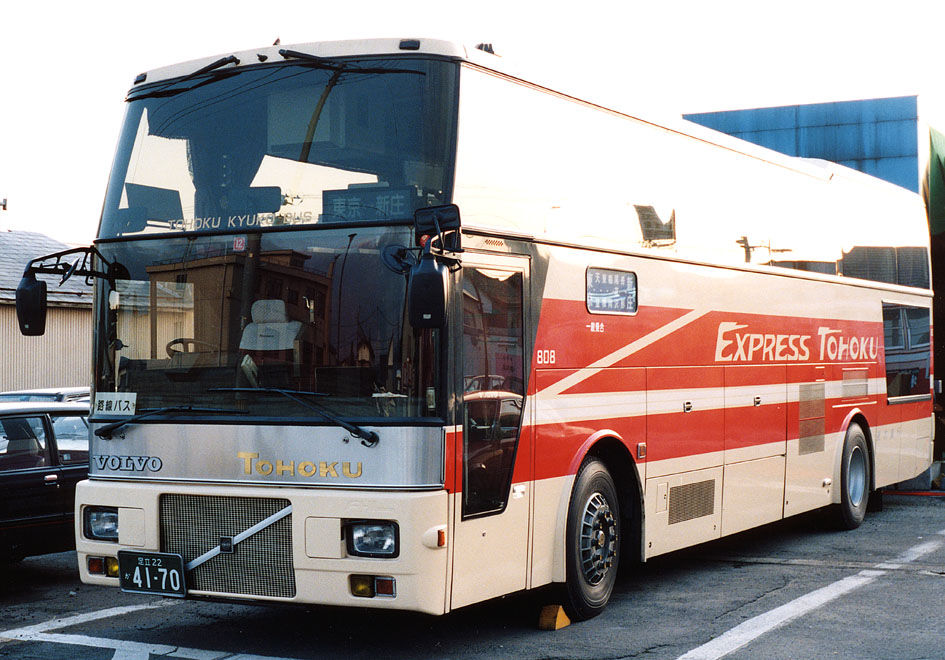
HD3-ボルボ・アステローペ 東北急行バス

- 2階建 日産ディーゼル・スペースドリーム用

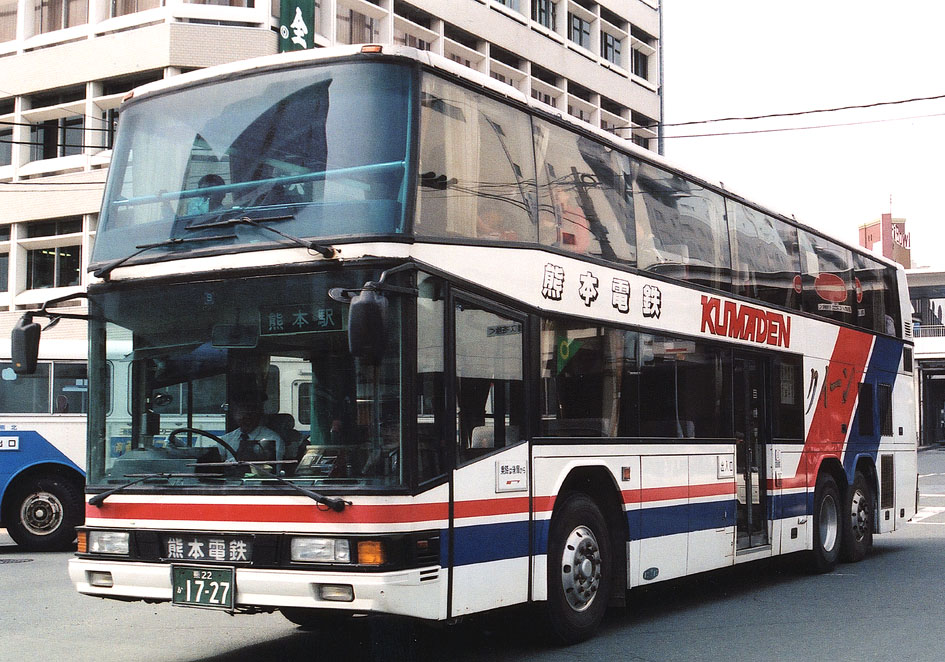
2階建-日産ディーゼルGA66T 熊本電鉄
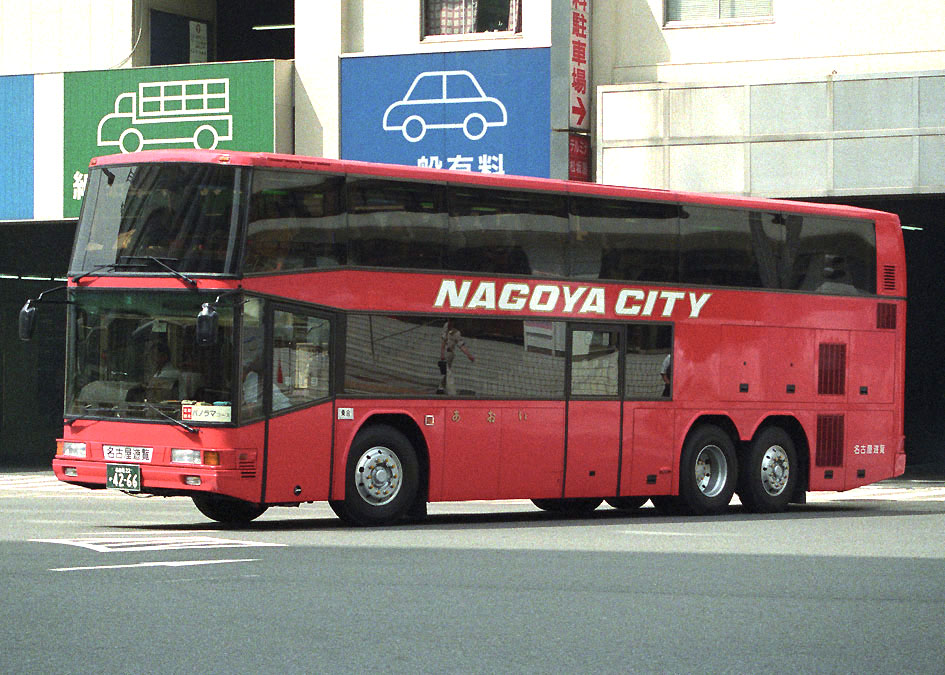
2階建-日産ディーゼルGA66T 名古屋遊覧バス

### R16型 1982 - 1994年製造
- 16型B（6B 中型貸切用）
- 16型E（6E 中型路線用）
- 16型H1（中型貸切用）

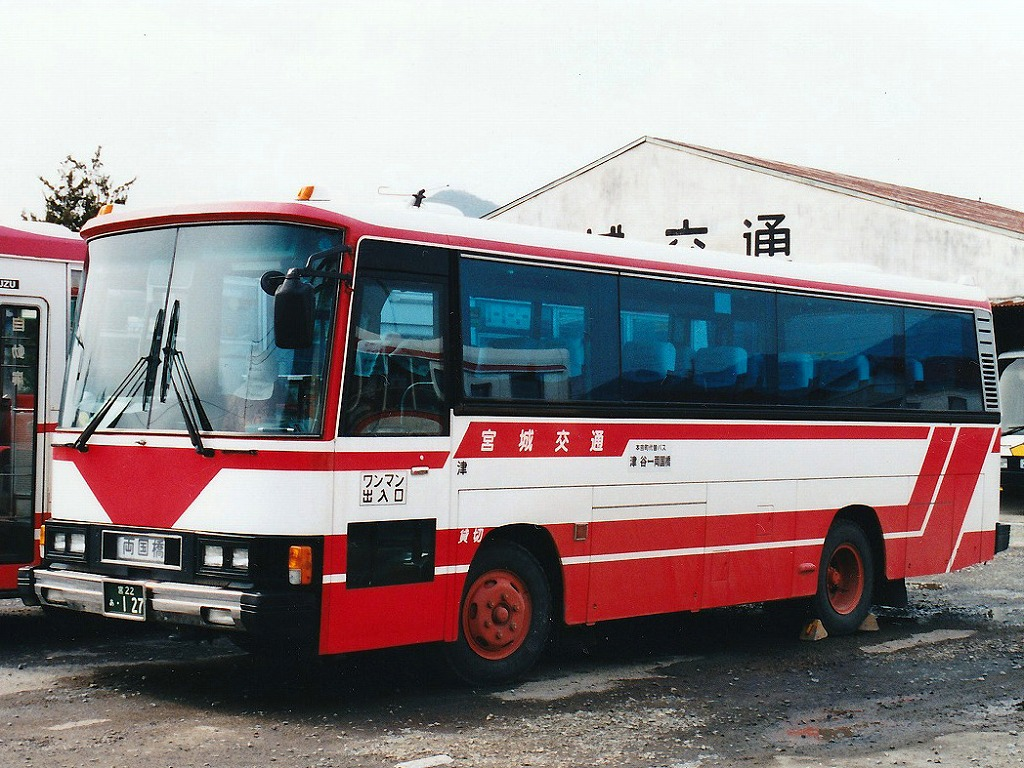
6B-日産ディーゼルRM 宮城交通
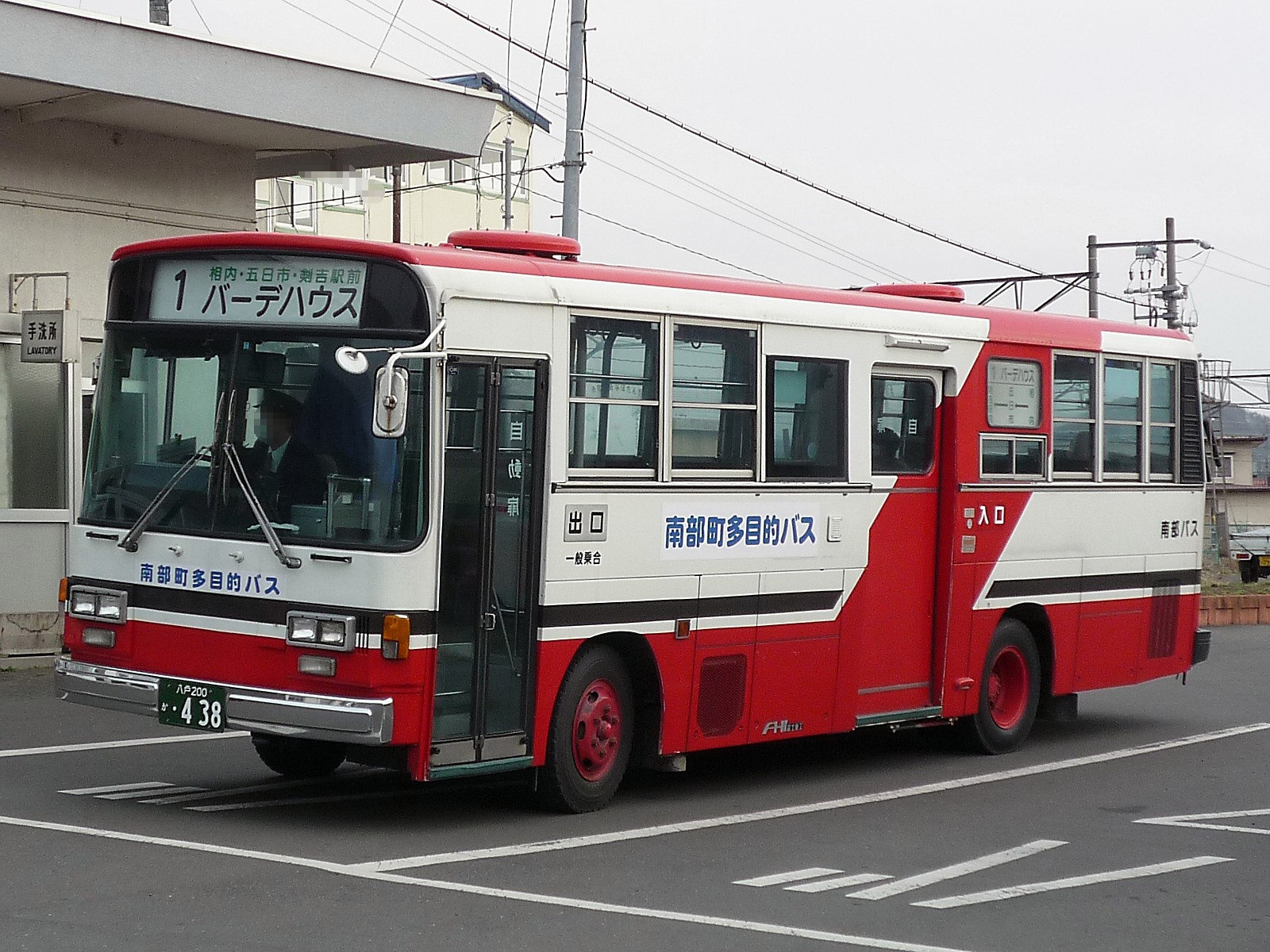
6E-いすゞP-LR312J 南部バス
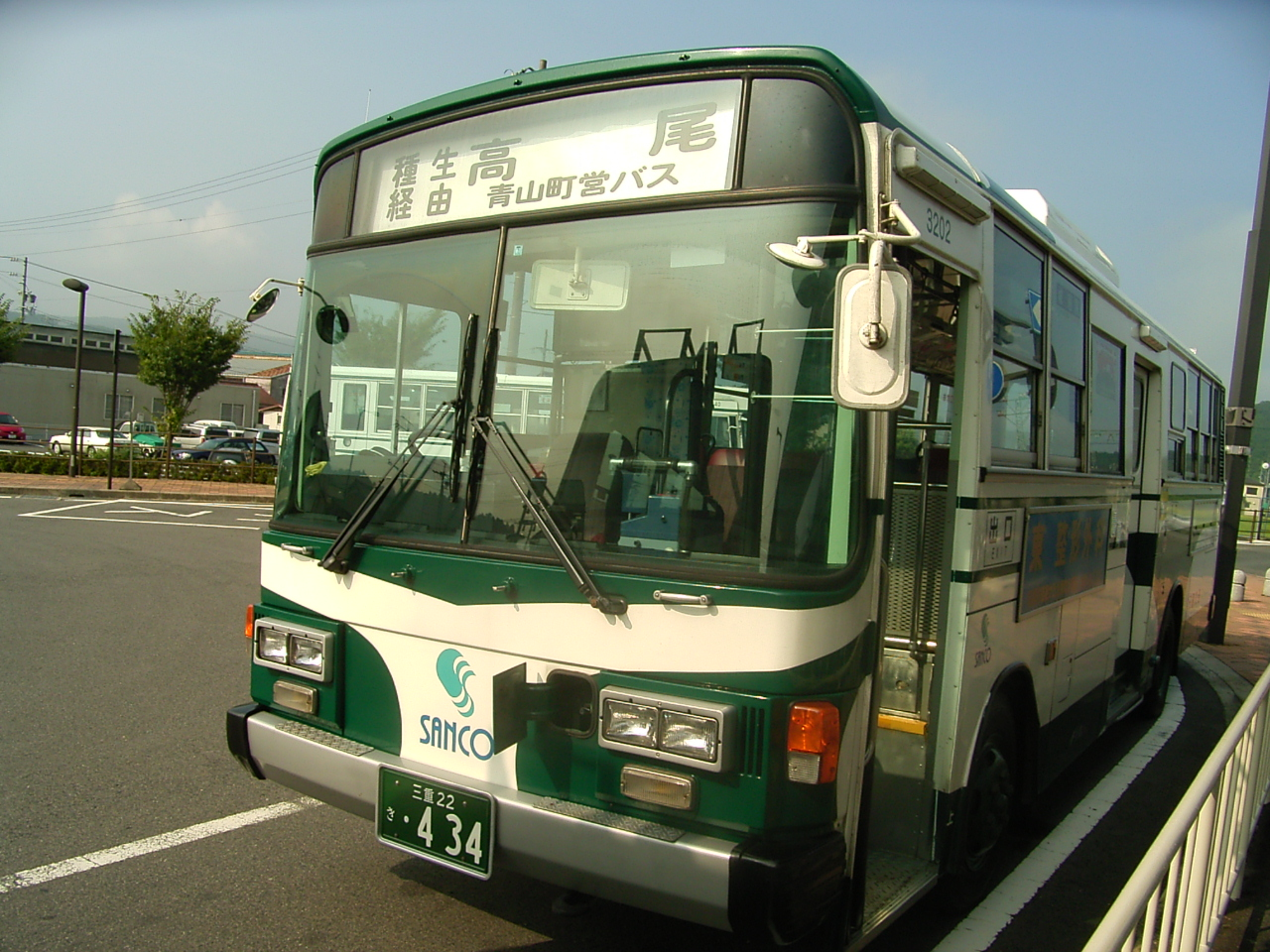
6E-いすゞU-LR332J 三重交通
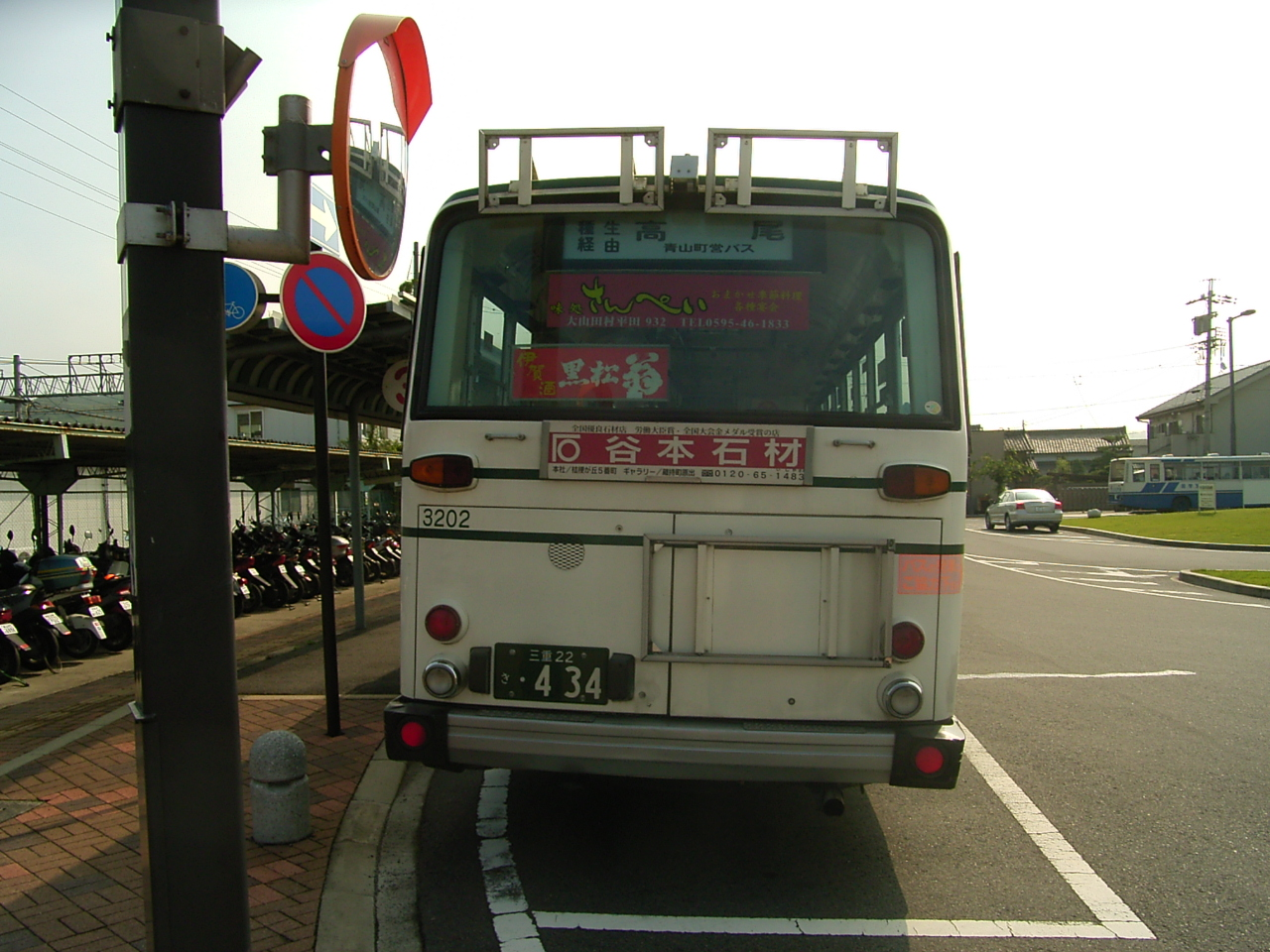
6E-いすゞU-LR332J 後方から 三重交通
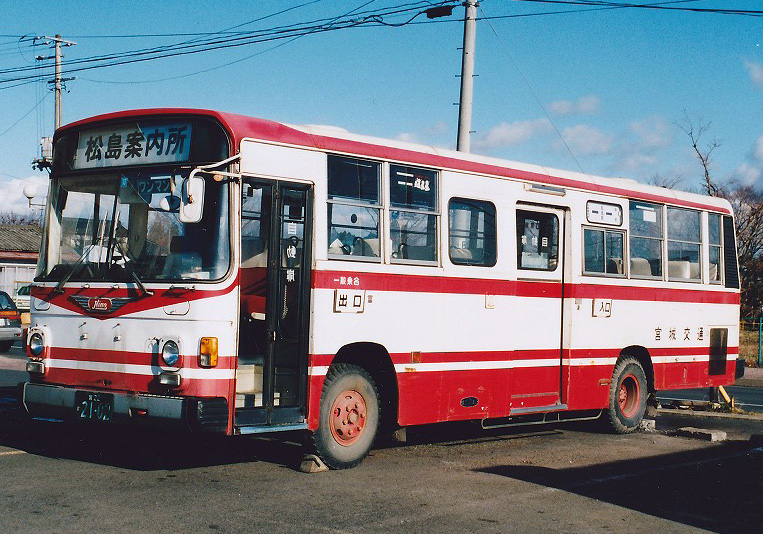
6E-日野K-RJ172AA 宮城交通
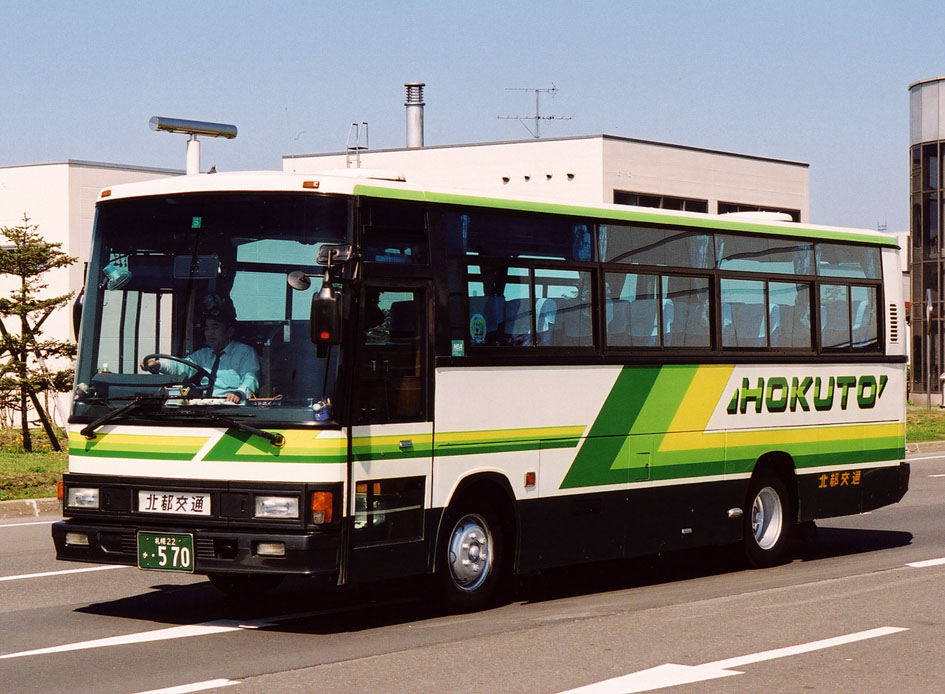
H1-日産ディーゼルRM 北都交通

### R17型 1988 - 2002年製造
- 17型B（7B、新7B 標準床貸切用・路線用）
- 17型E（7E、新7E 路線用）

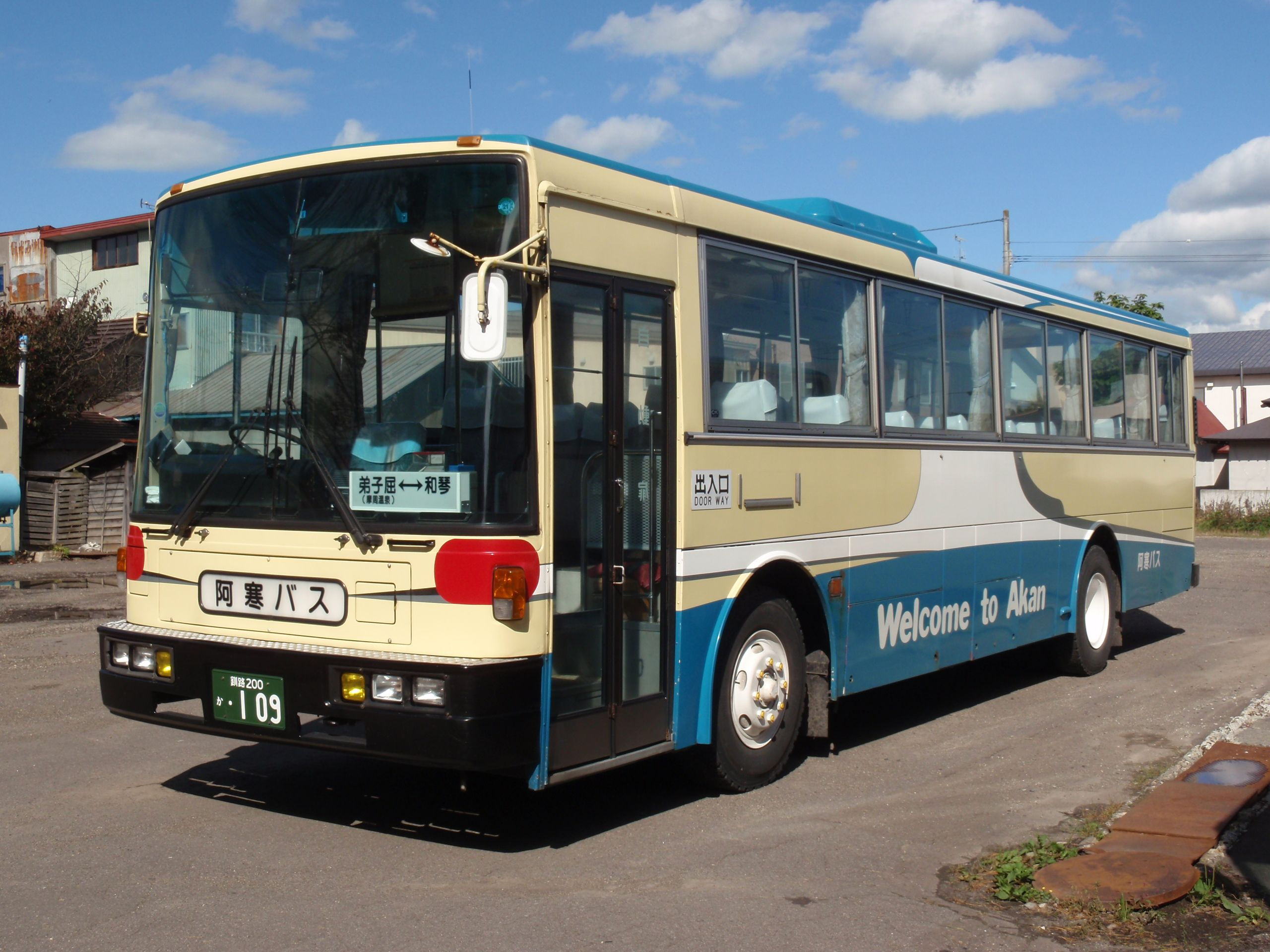
7B-日産ディーゼルUA 阿寒バス
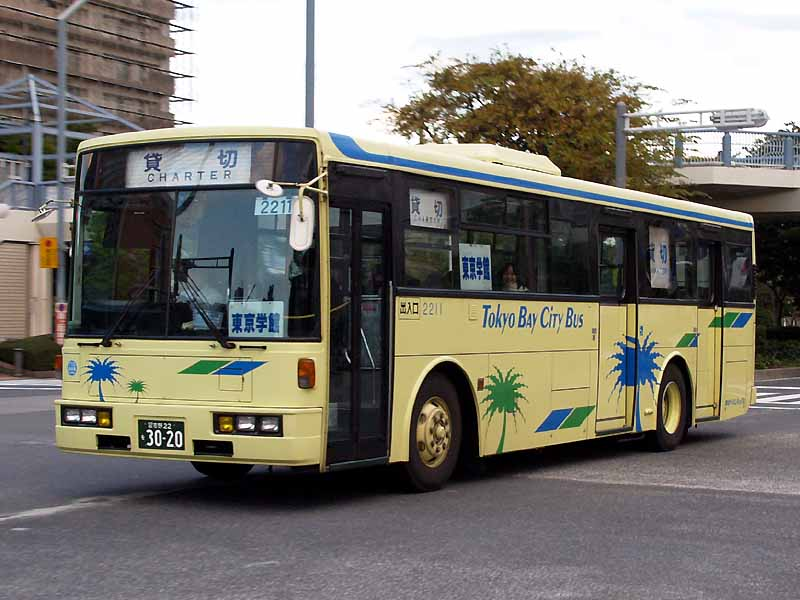
7E3ドア-日産ディーゼルUA 東京ベイシティ交通
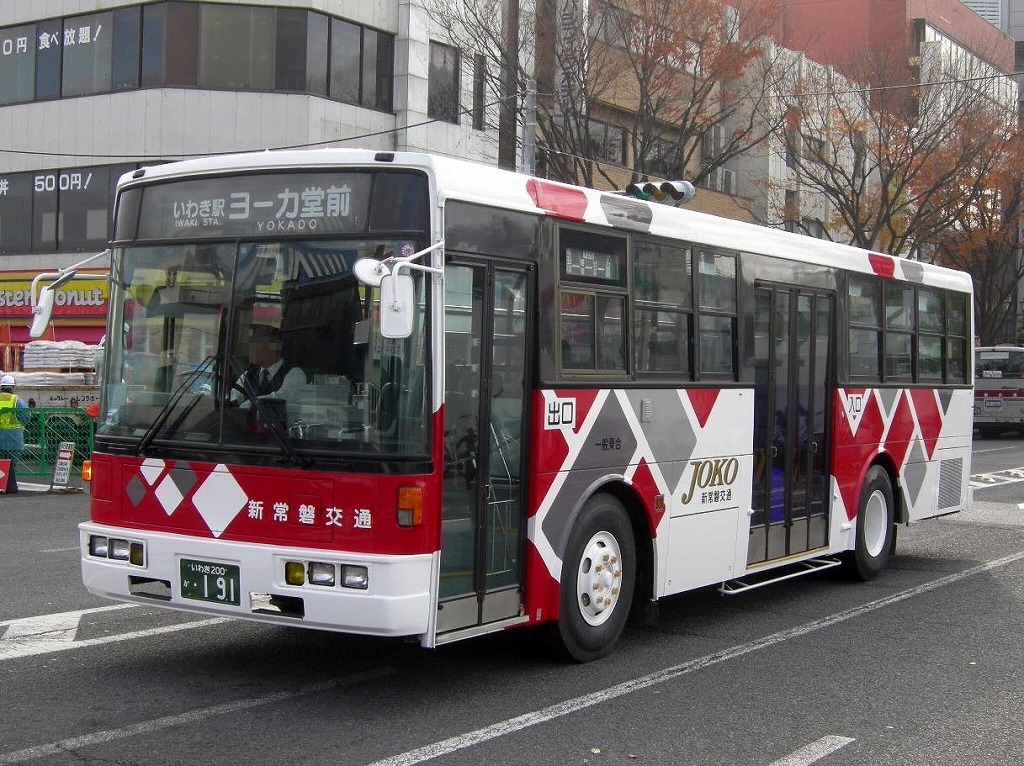
7E-いすゞLV 新常磐交通
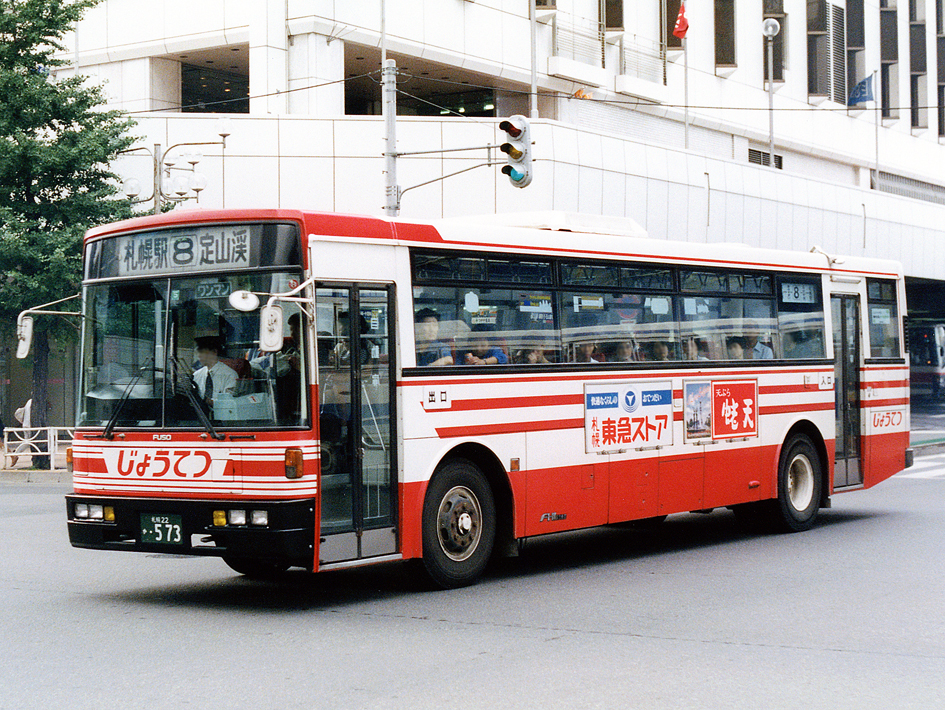
7E-三菱MP じょうてつ
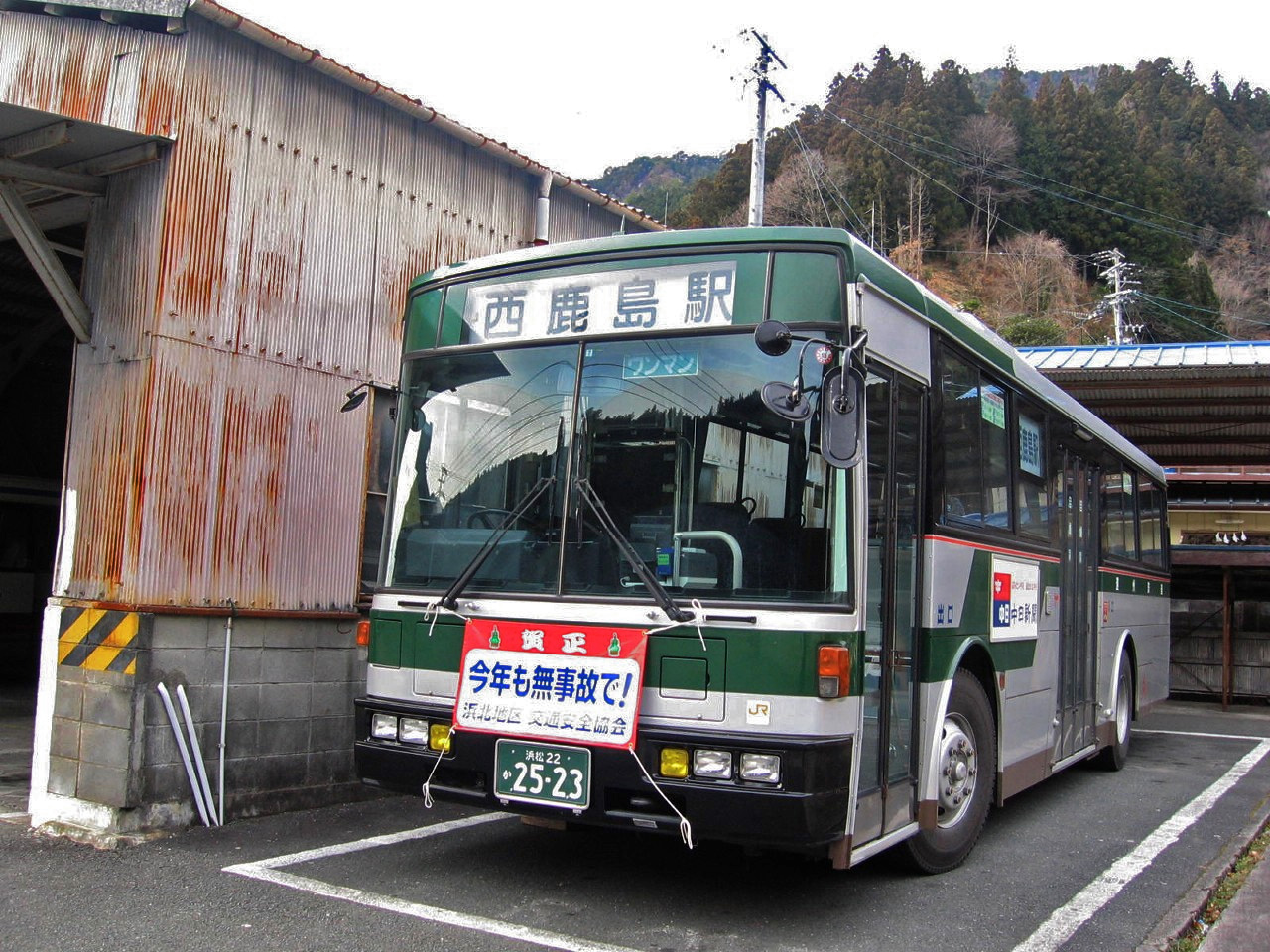
7E-日野HT 遠州鉄道
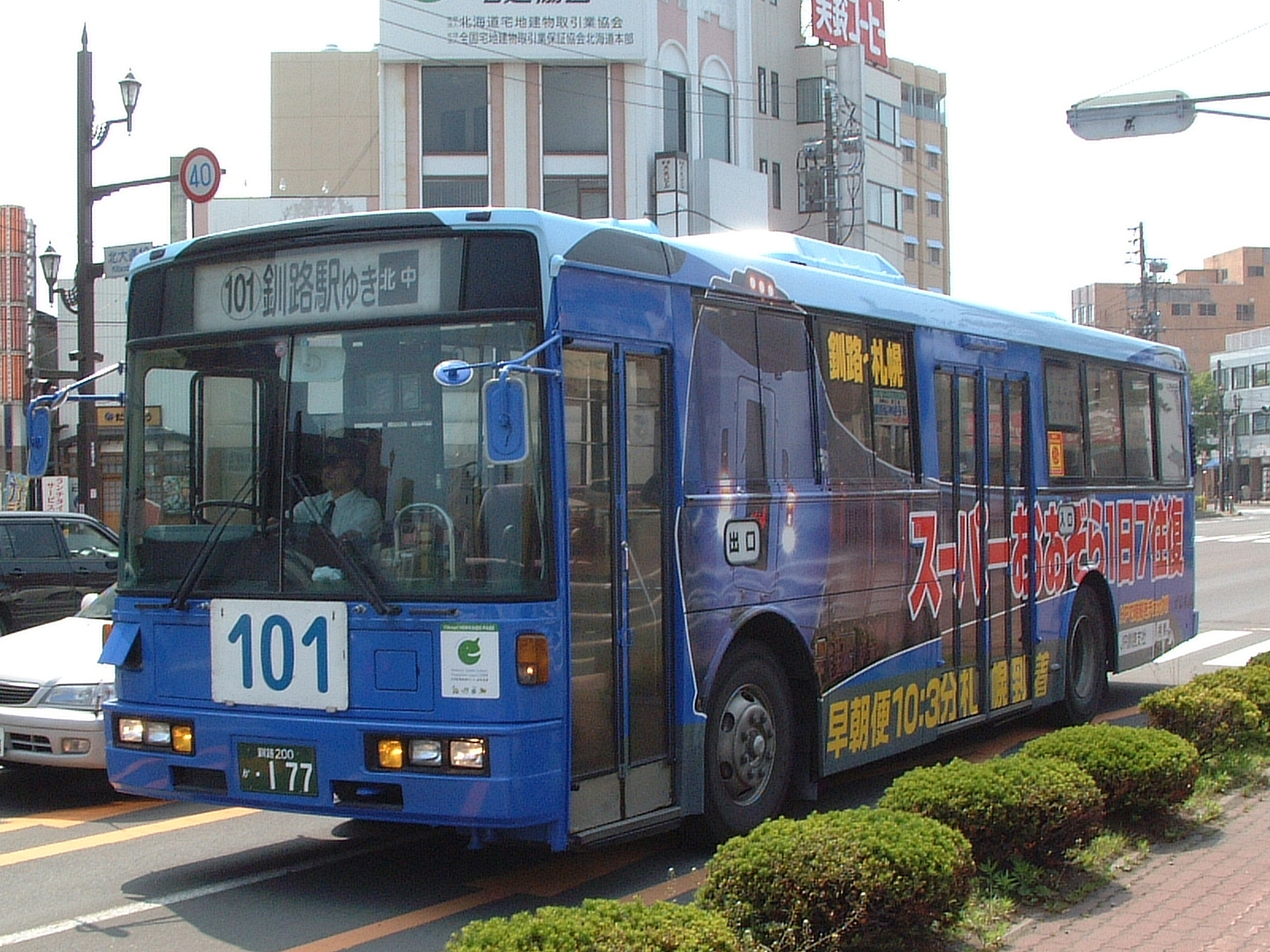
7E-日野HT くしろバス
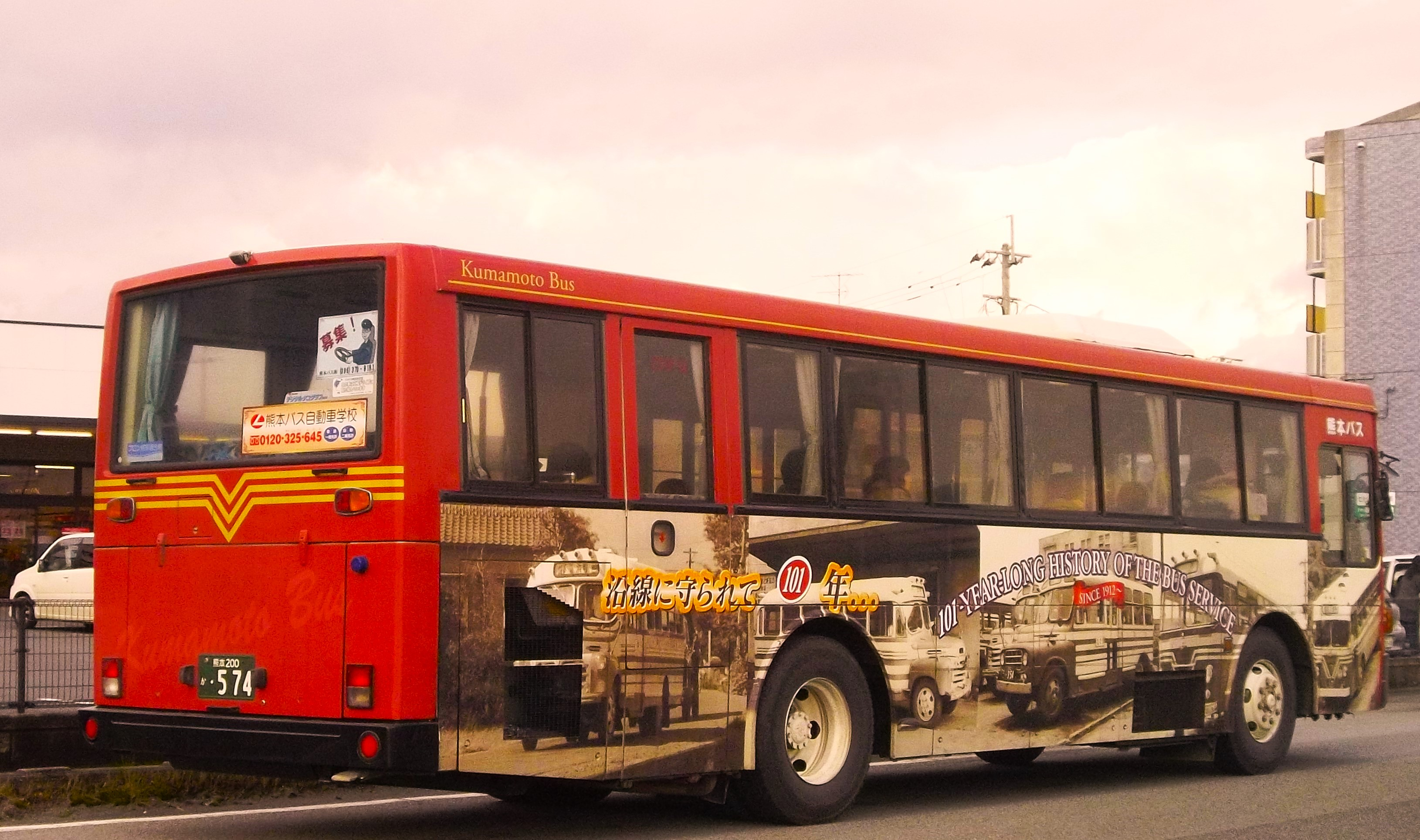
7E-日野HT 後方から 熊本バス （阪東自動車からの移籍車）
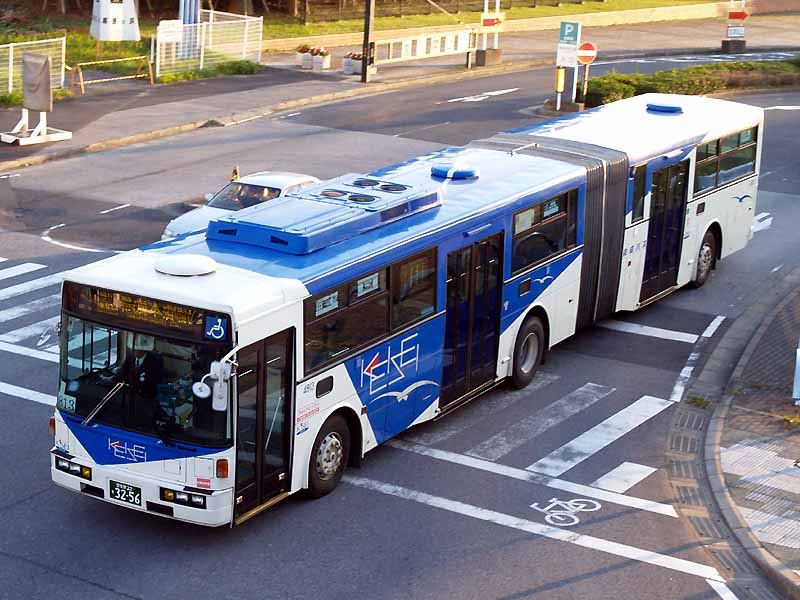
7E-ボルボB10M連接 京成バス
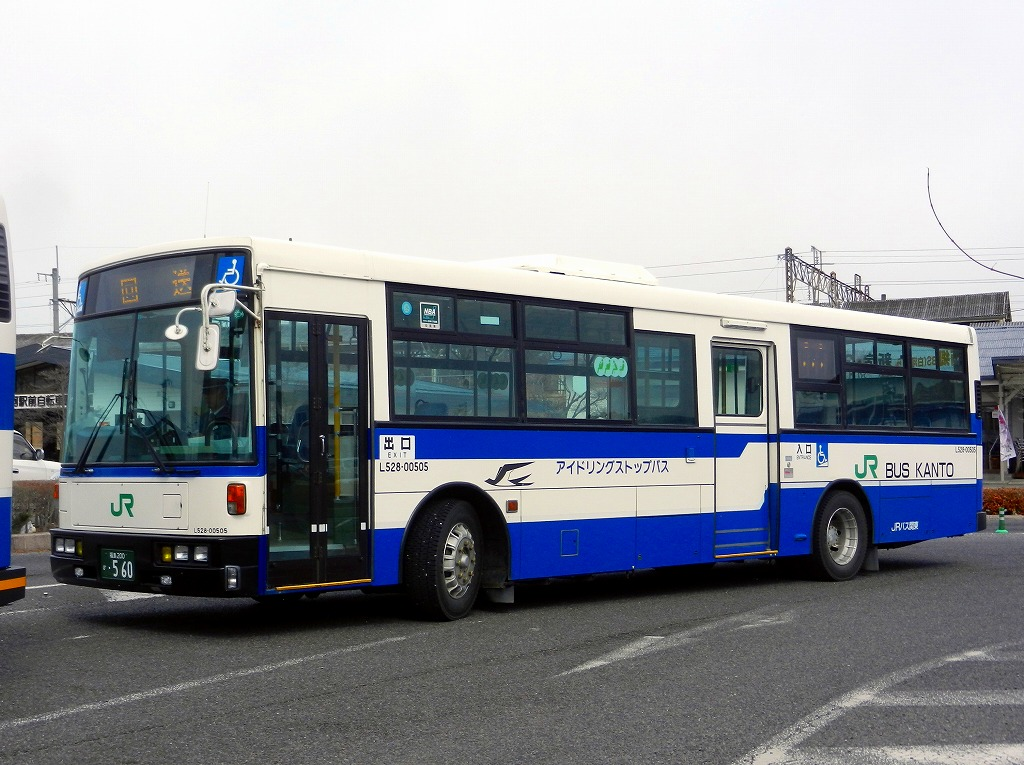
7Eワンステップ-日産ディーゼルUA JRバス関東
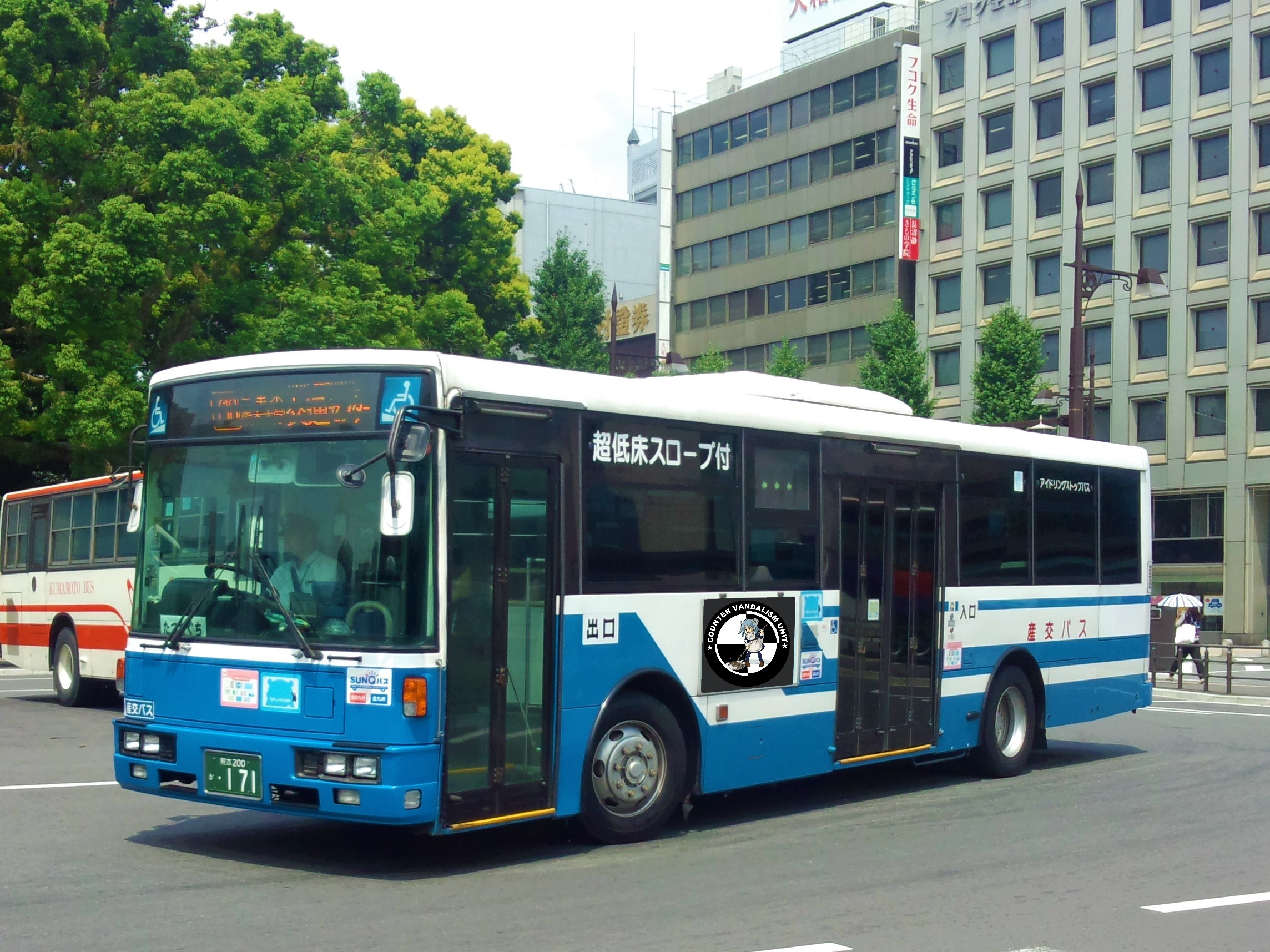
新7Eワンステップ-日産ディーゼルUA452 九州産交バス（2001年式）
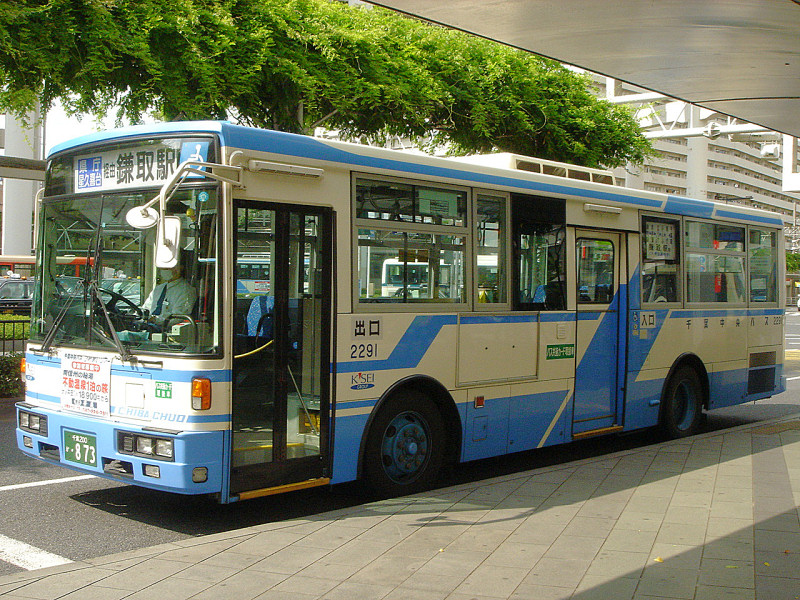
新7Eワンステップ-いすゞLV 千葉中央バス （KL-LV280L1、2003年式）
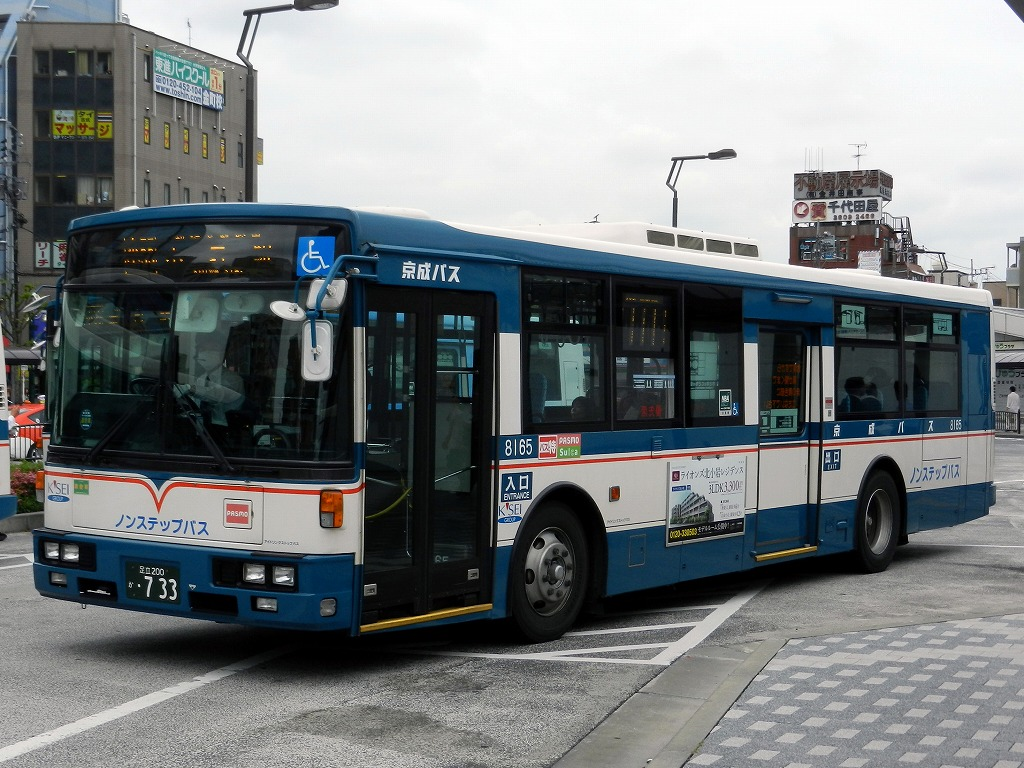
新7Eノンステップ-いすゞLV 京成バス （KL-LV834L1）

- 17型M（7HD 高床貸切用 マキシオン）

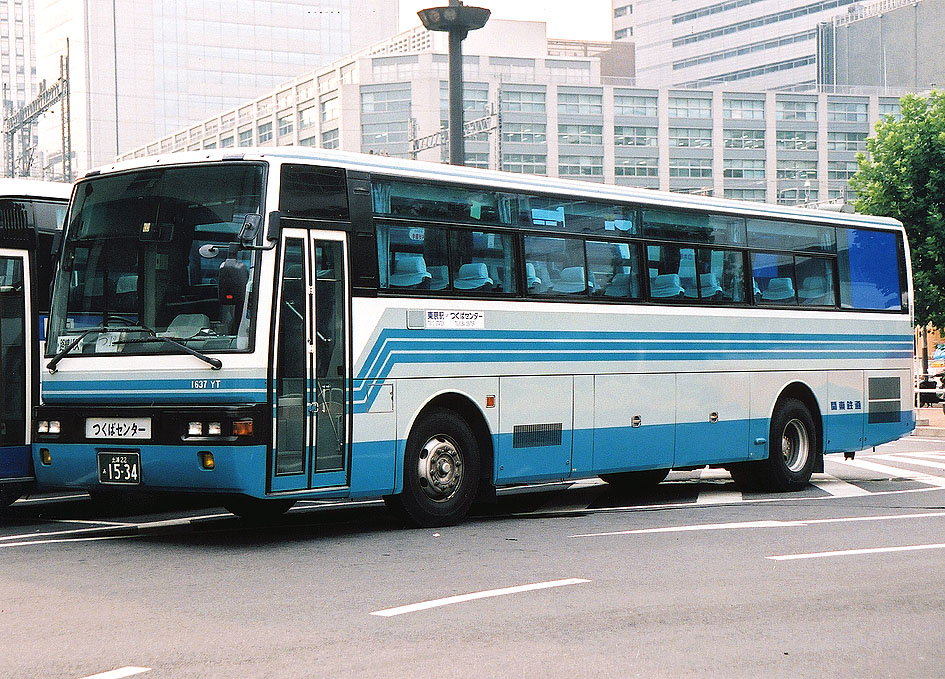
7HD-いすゞLV771R 関東鉄道
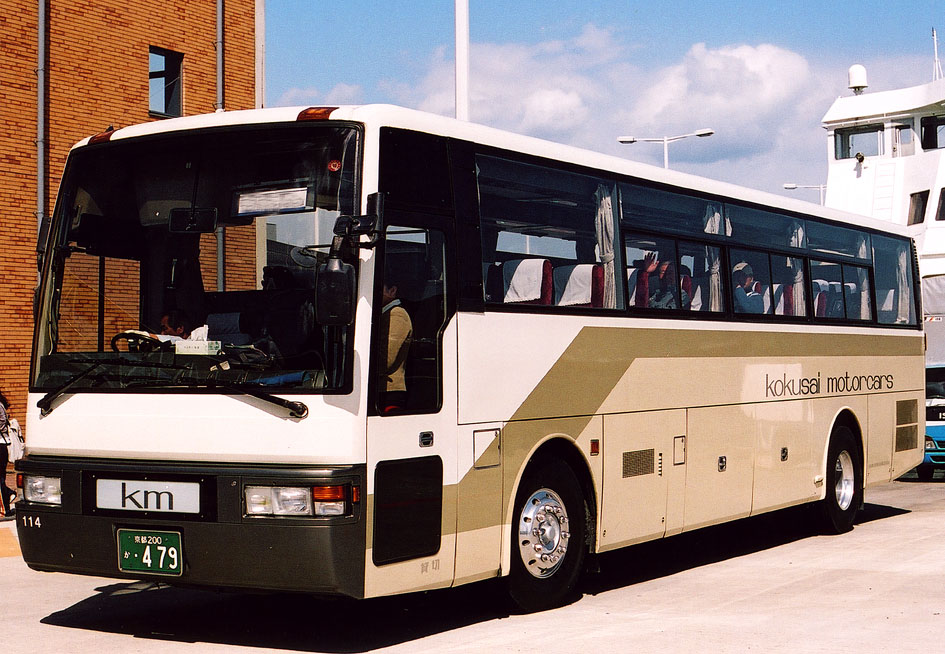
7HD-いすゞLV771R 国際自動車
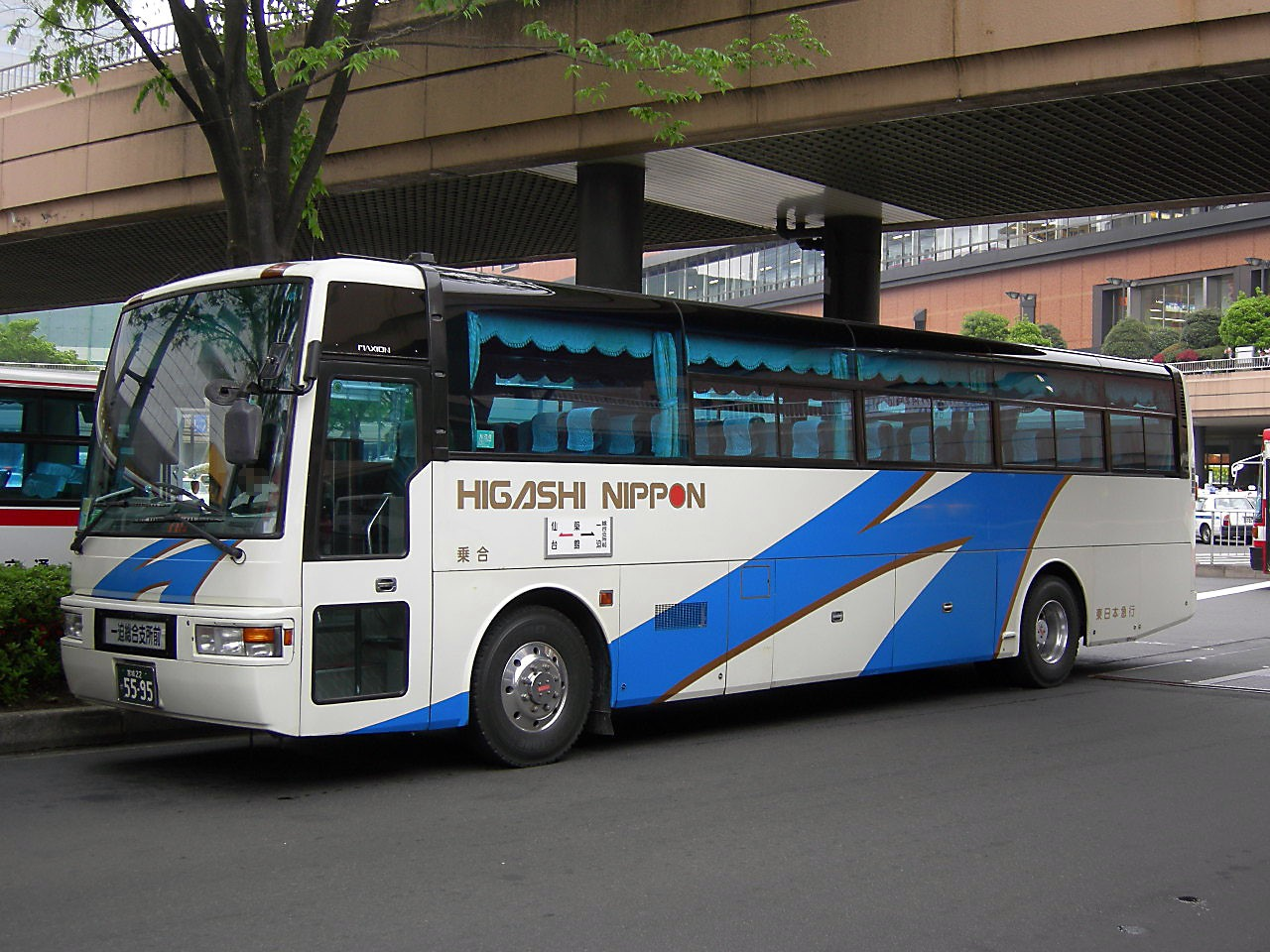
7HD-日産ディーゼルRA 東日本急行
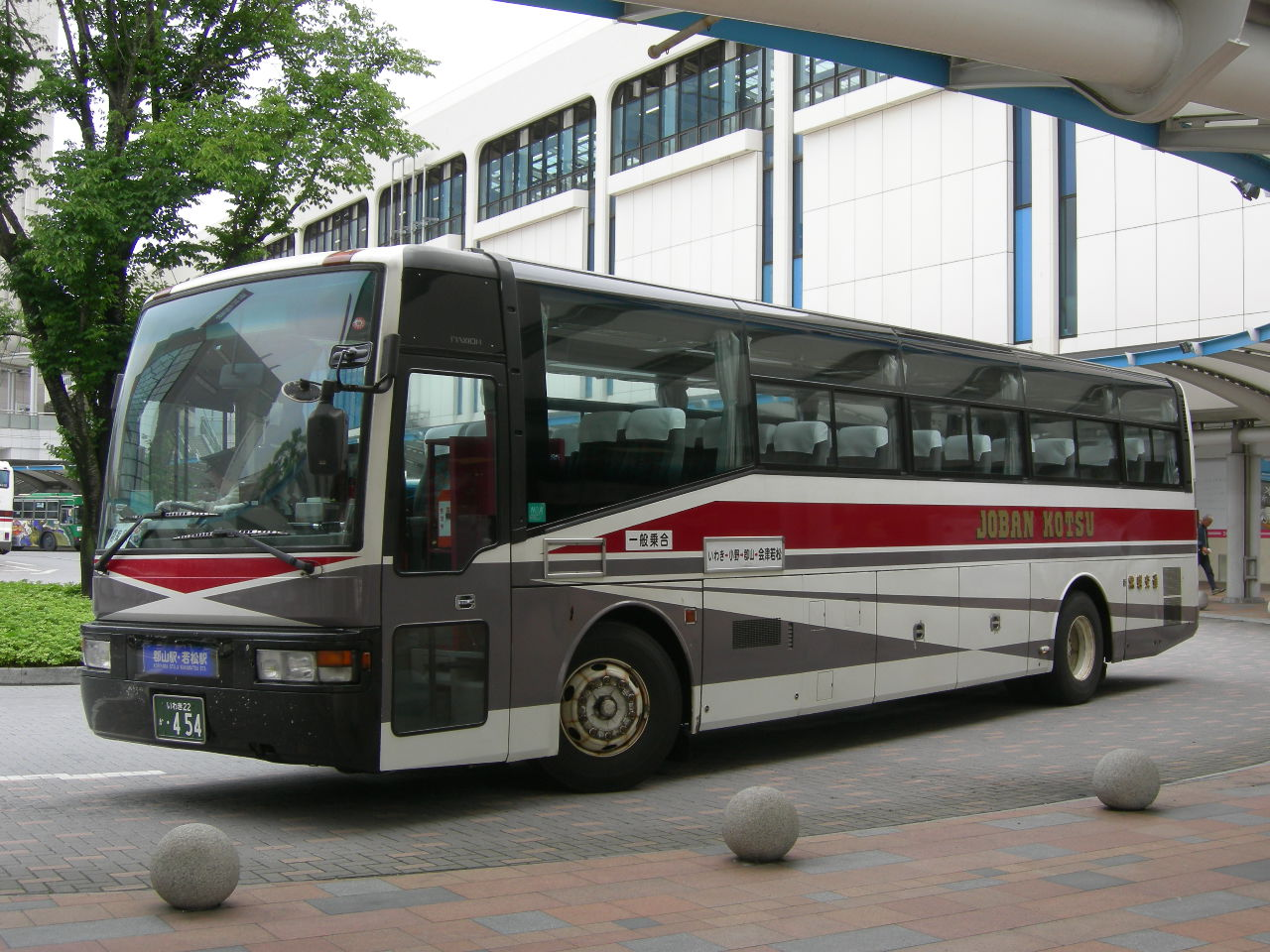
7HD-日野RU 新常磐交通
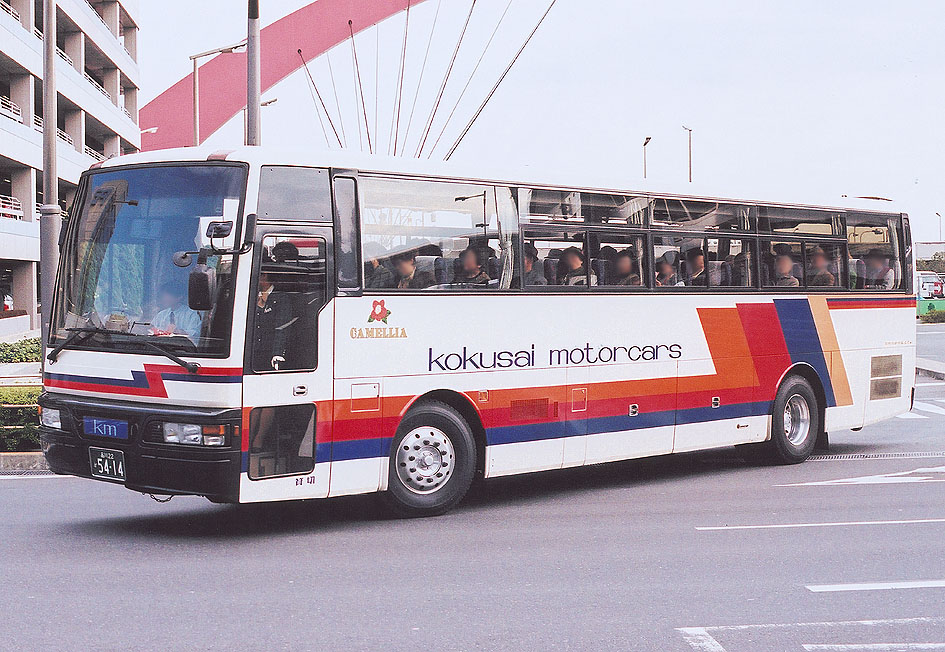
7HD-いすゞLV781R 国際自動車
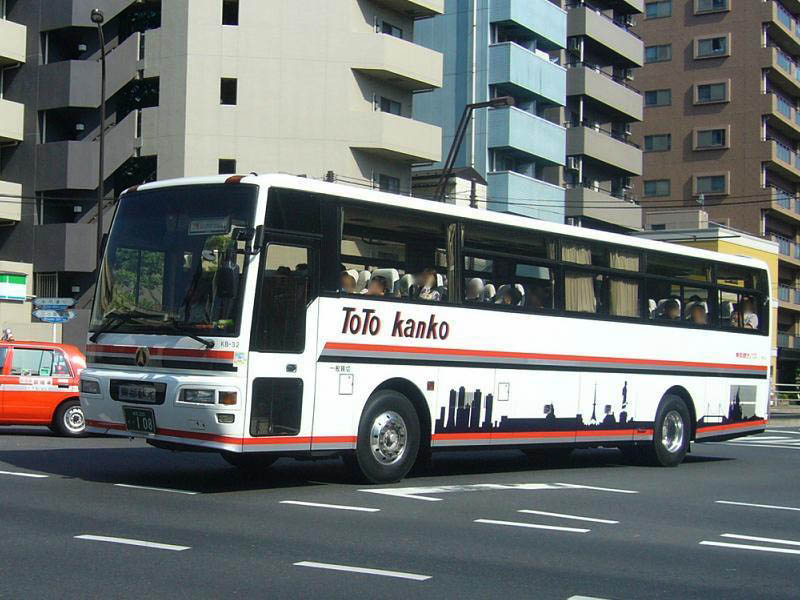
7HD-いすゞLV7 ガーラ登場後も東都観光バスは富士ボディを指定し続けた
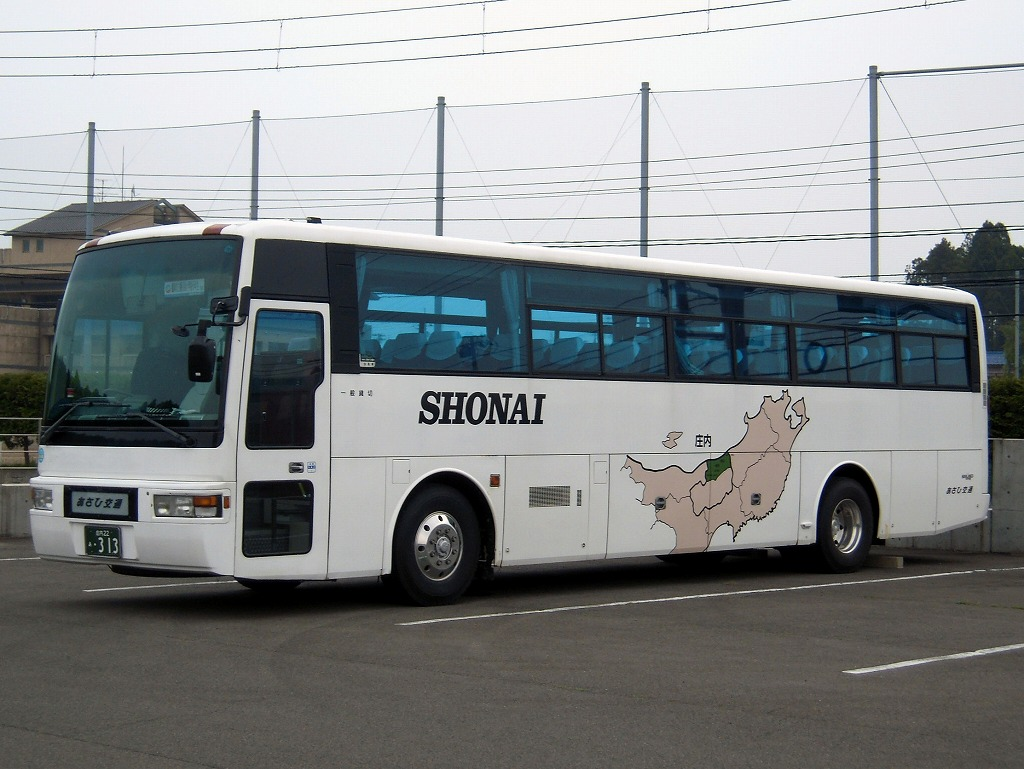
7HD-三菱MS826P あさひ交通
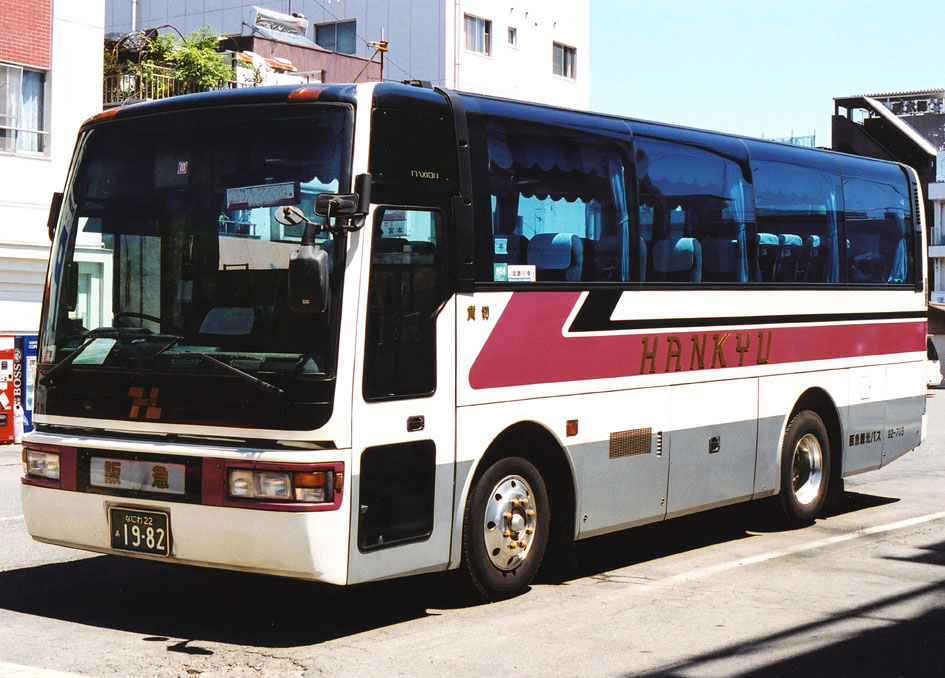
7HD 9m-日産ディーゼルRP 阪急観光バス
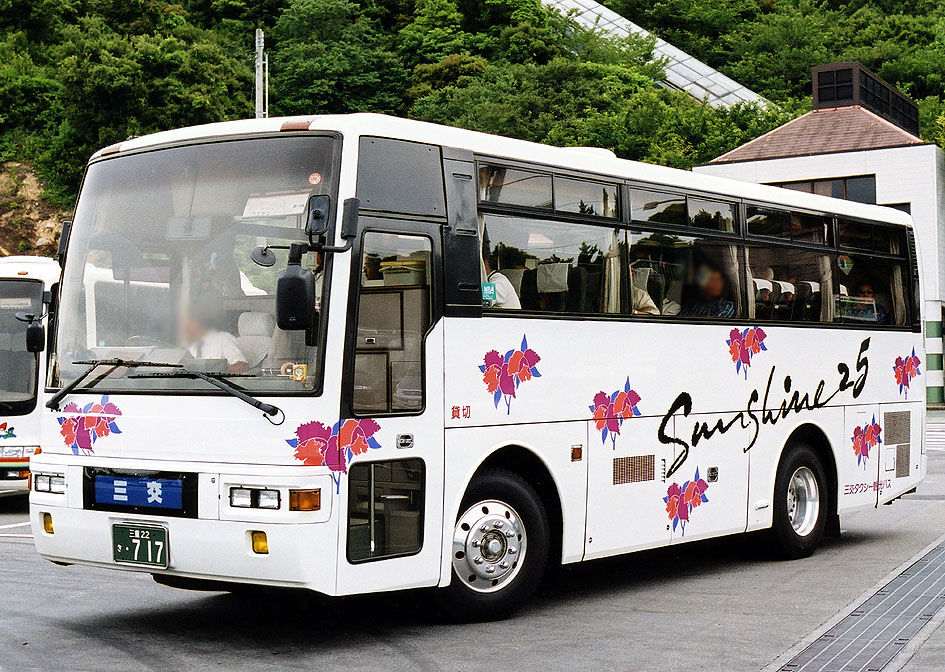
7HD 9m-いすゞLV270H 三交タクシー
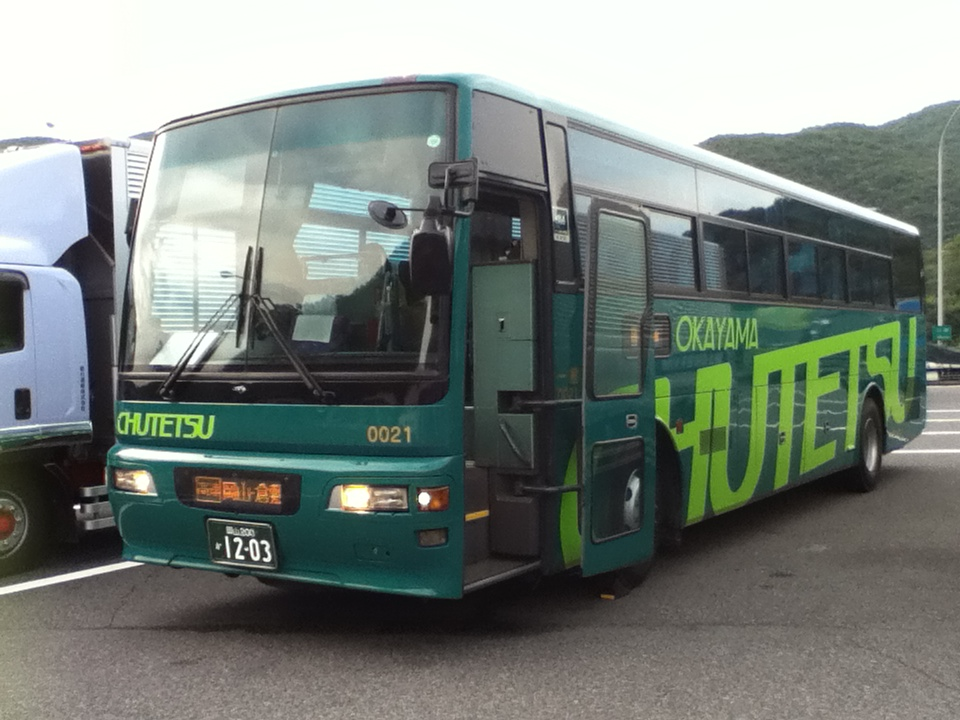
7HD-富士重工LV781R 中鉄バス

- 17型S2（7S 超高床貸切用）

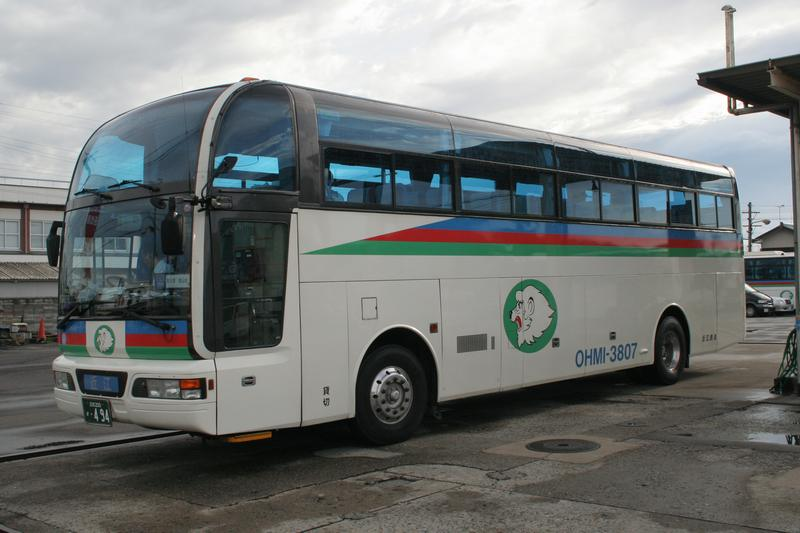
7S-日産ディーゼルRA 近江鉄道
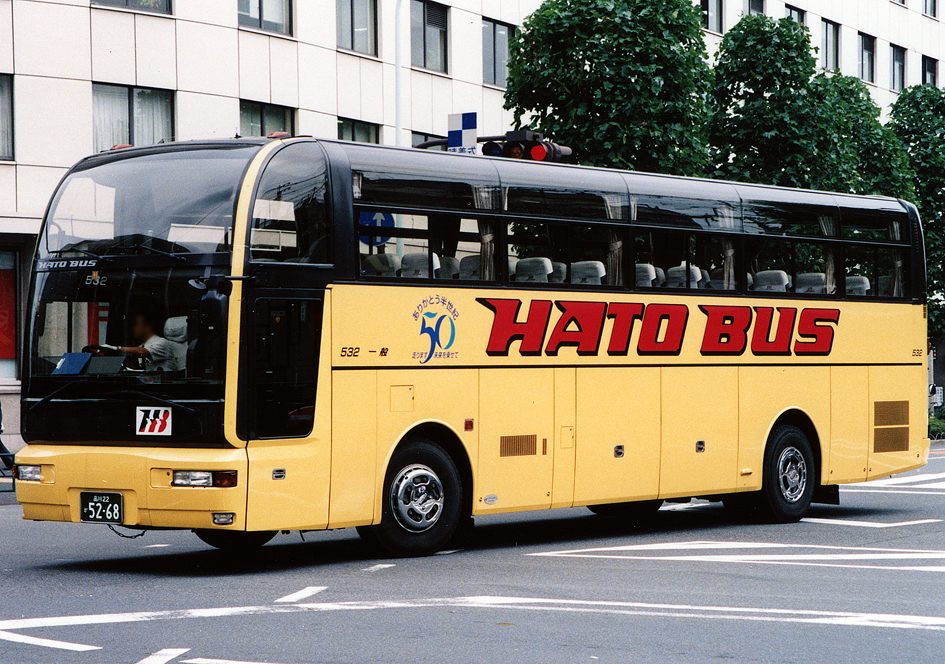
7S-いすゞLV771R はとバス
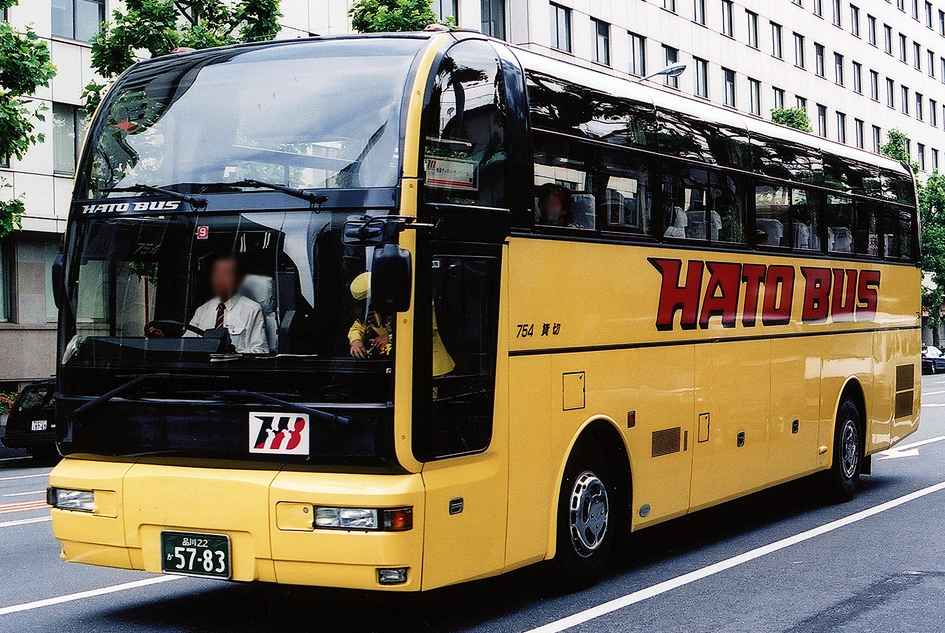
7S-いすゞLV781R はとバス
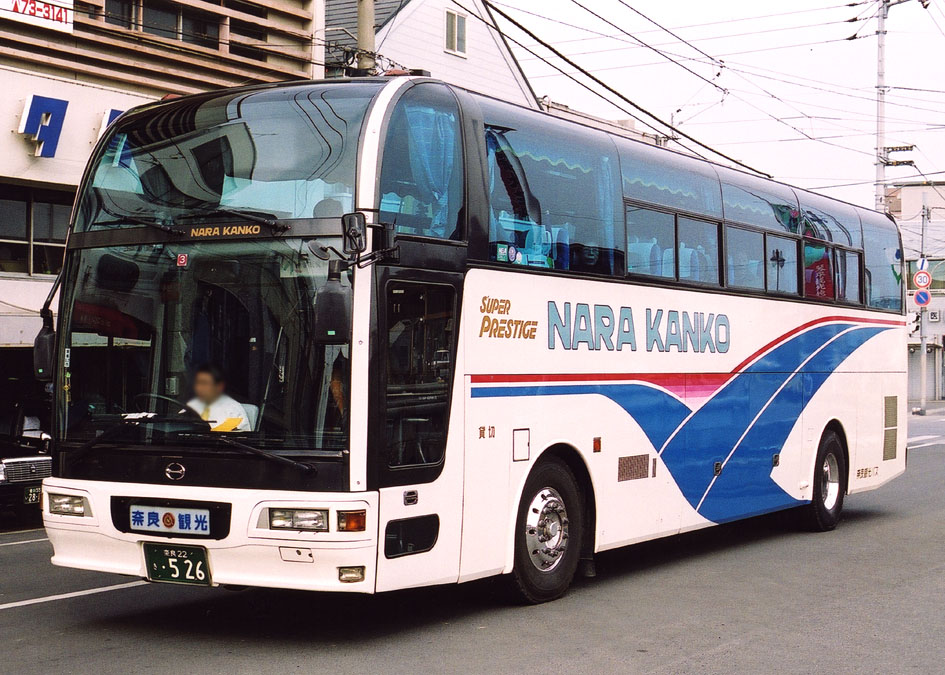
7S-日野RU4FSCB-GJ 奈良観光 普通の7Sより運転席が低い
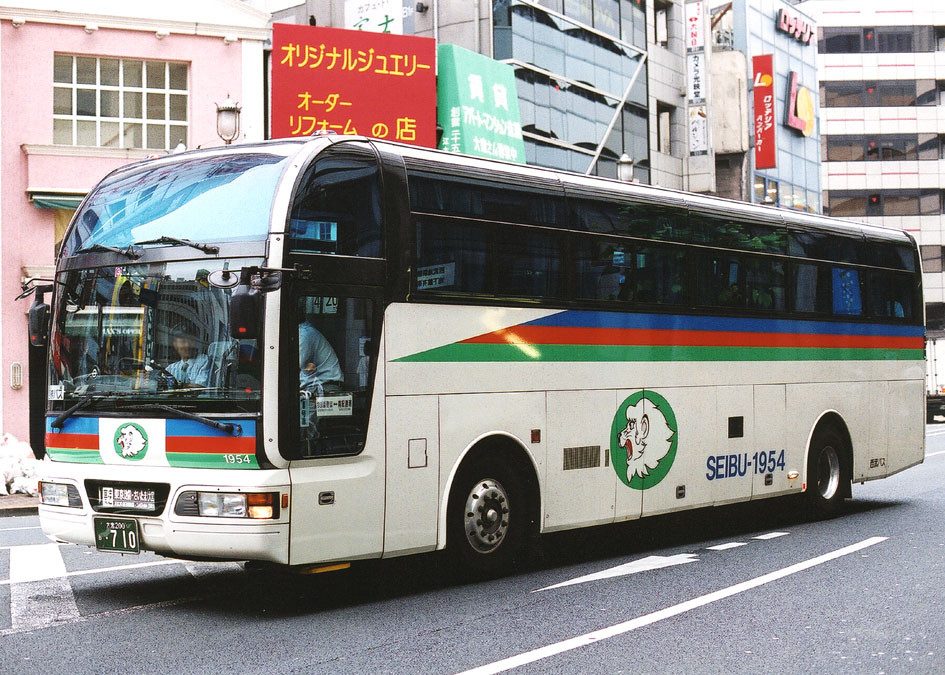
7S-日産ディーゼルRA 西武バス 普通の7Sより100mm車高が低い
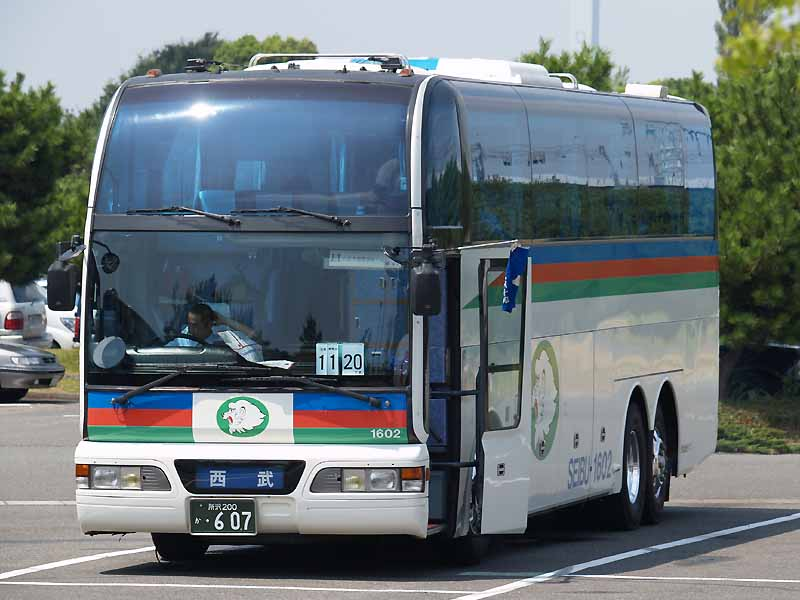
7S-日産ディーゼルRD630UBN 西武バス

- 17型S2 SVD用(日産ディーゼル版のUFC)

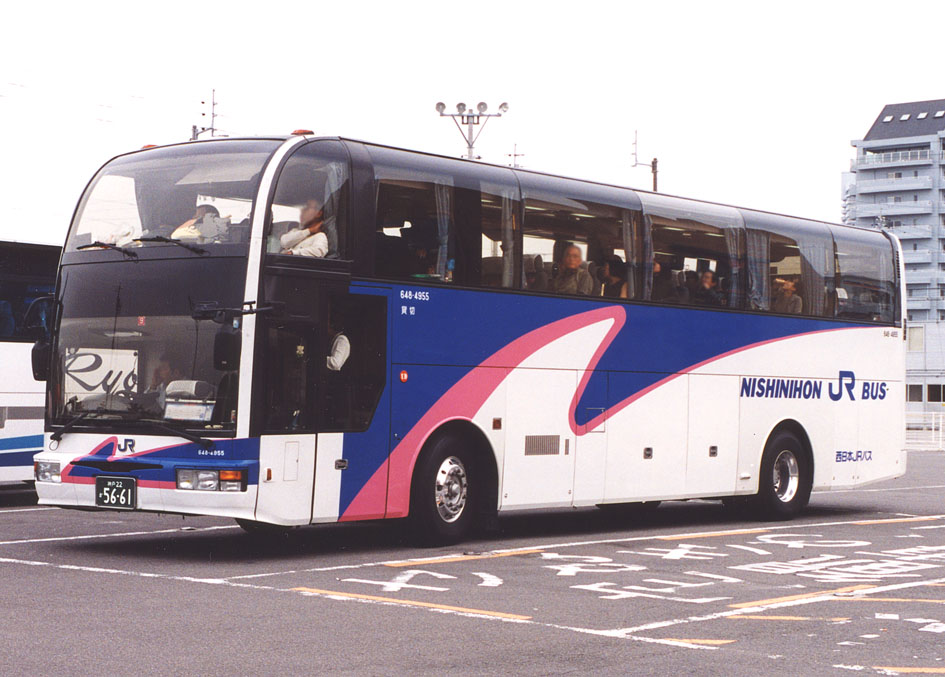
7S-SVD 日産ディーゼルRA530RBU 西日本JRバス
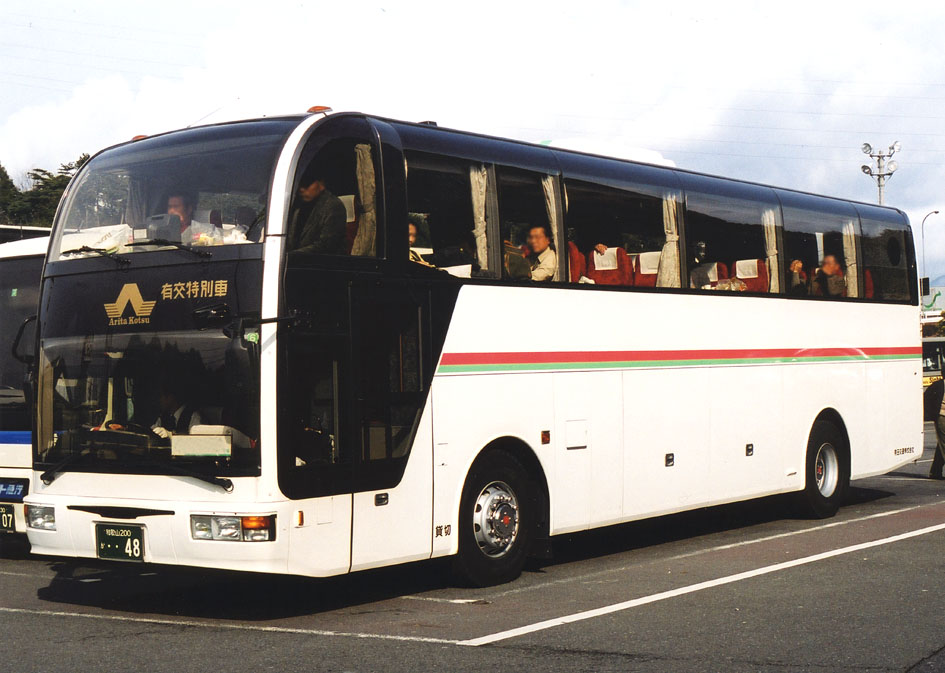
7S-SVD 日産ディーゼルRA550RBN 有田交通

- 17型S3（7S ボルボ アステローペ・スペリオール用 貸切用）

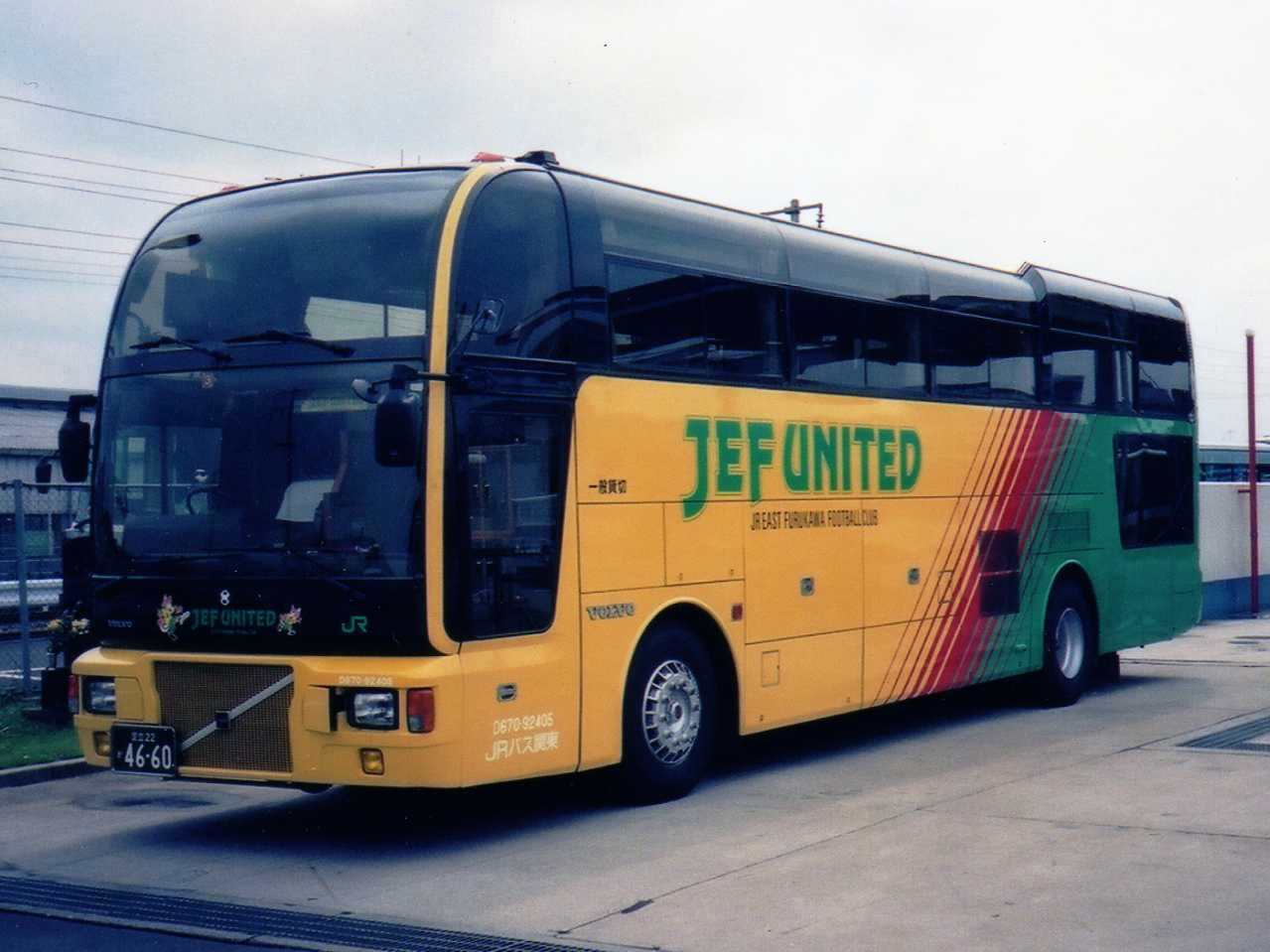
7S-ボルボ JRバス関東
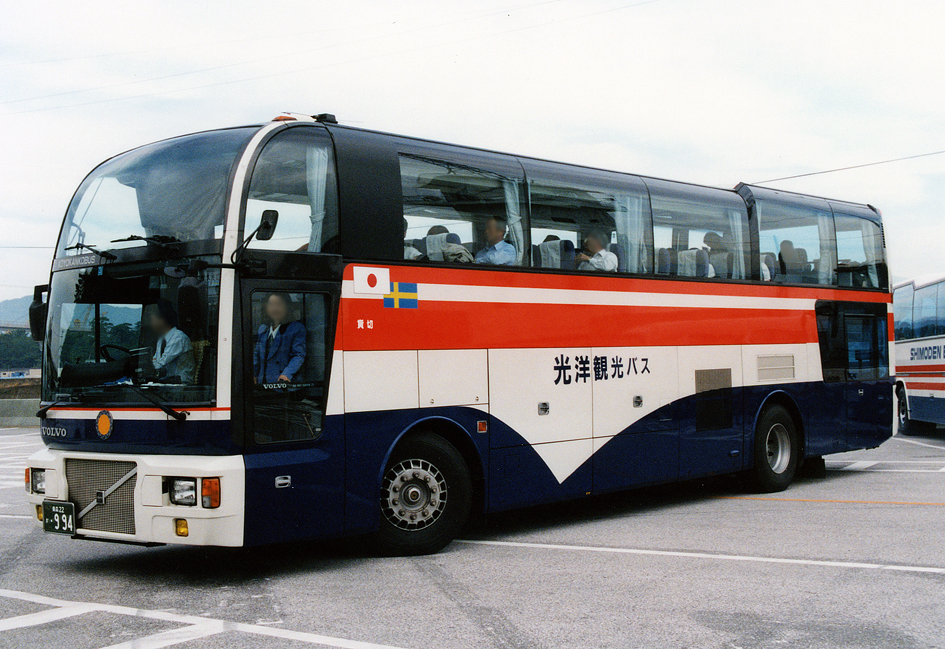
7S-ボルボ 光洋観光バス
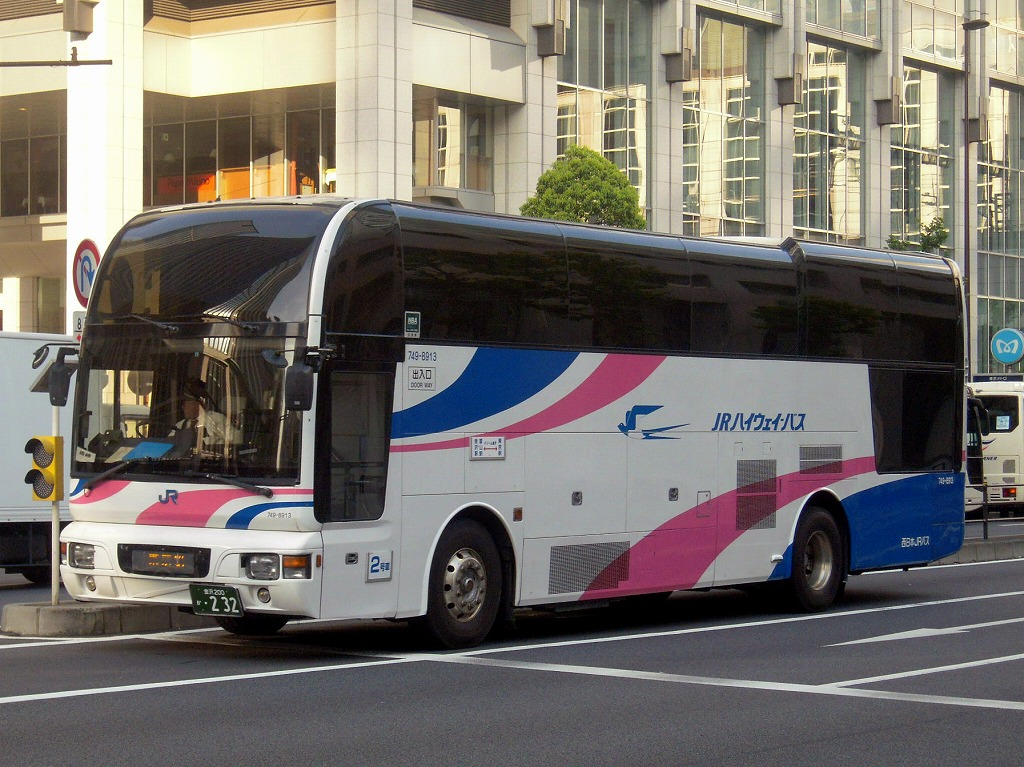
7S-ボルボ 西日本JRバス
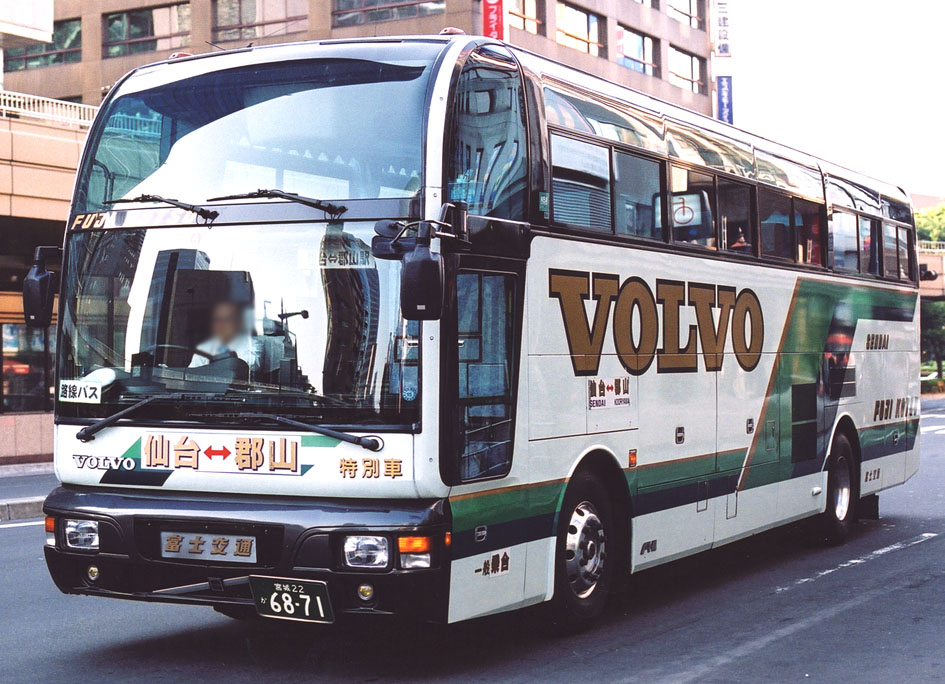
7S-ボルボ 富士交通

### R18型 1990 - 2002年製造
- 18型B（8B、中型貸切用）

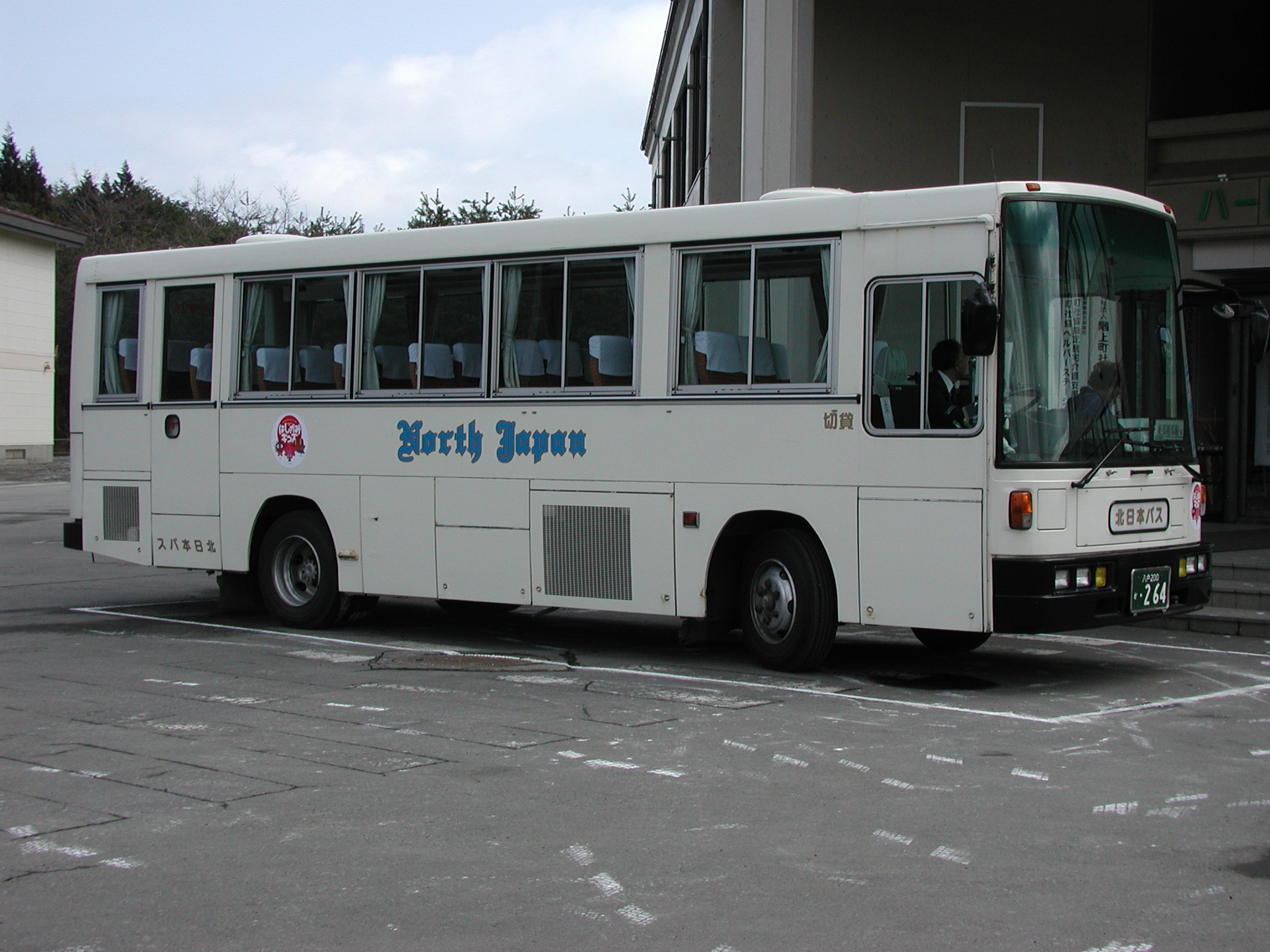
8B-日産ディーゼルRM 北日本中央観光バス
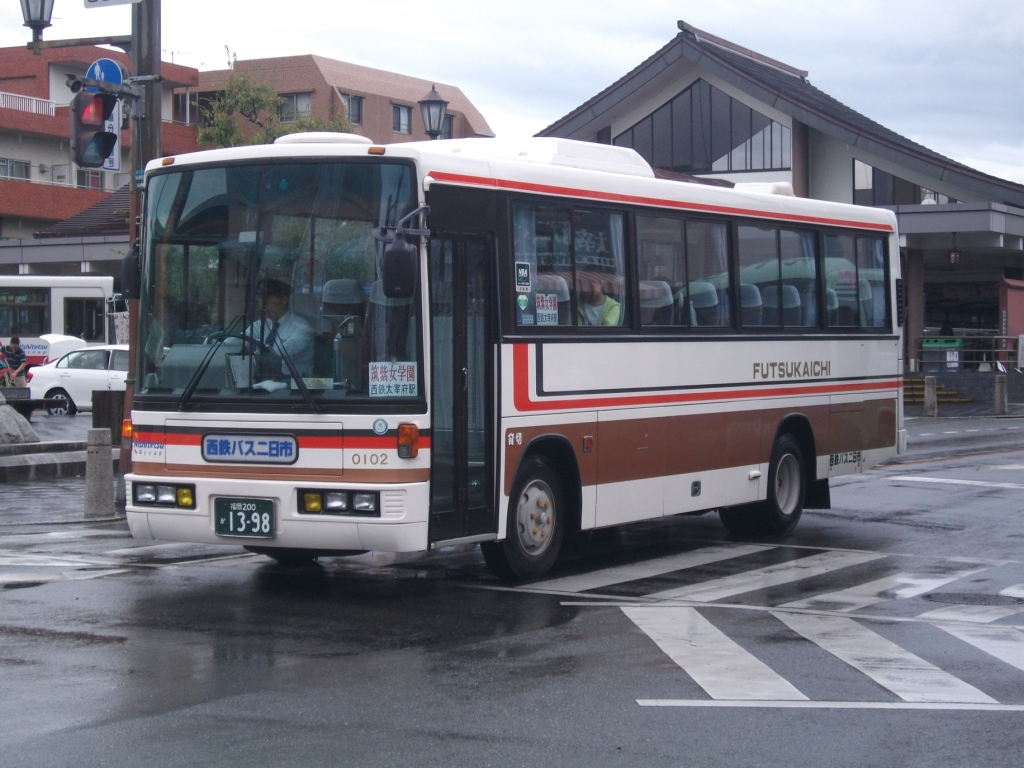
8B-日産ディーゼルRM 西鉄バス二日市
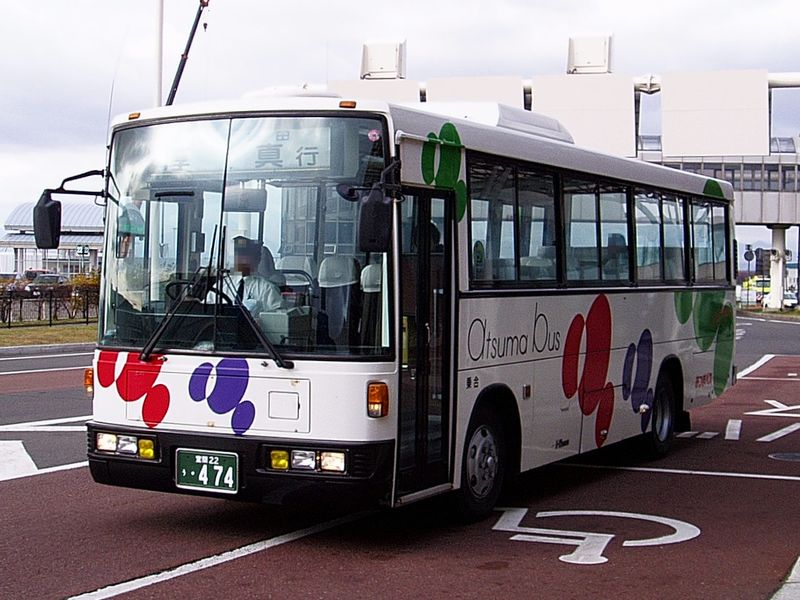
8B-日産ディーゼルRM あつまバス

- 18型E（8E、中型路線用）
- 18型M（中型貸切用）

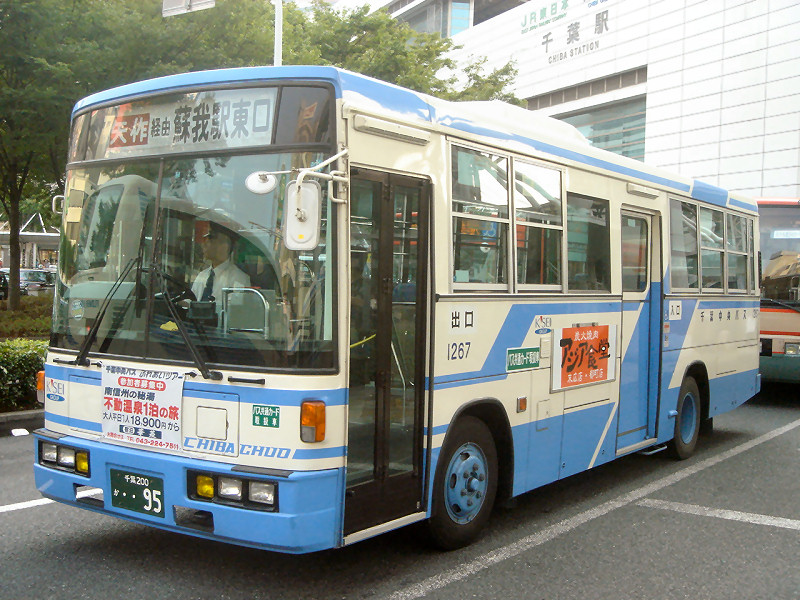
8E-いすゞLR 千葉中央バス
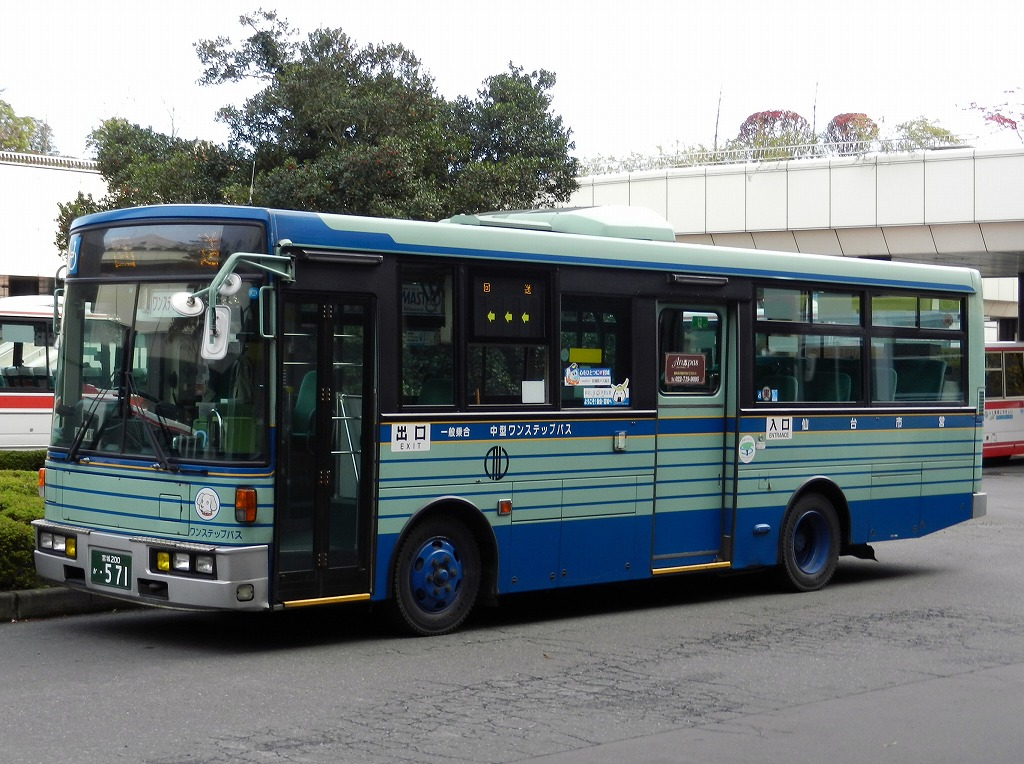
8Eワンステップ-日産ディーゼルRM 仙台市交通局
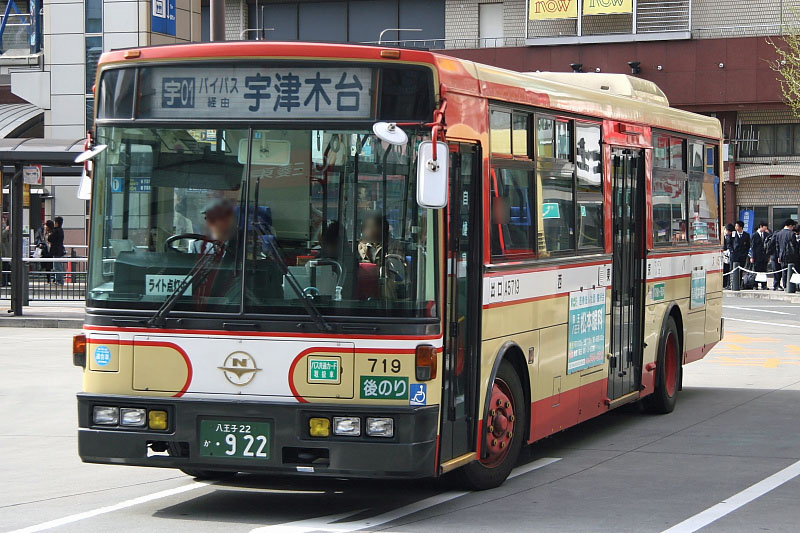
8E-日産ディーゼルJP 西東京バス
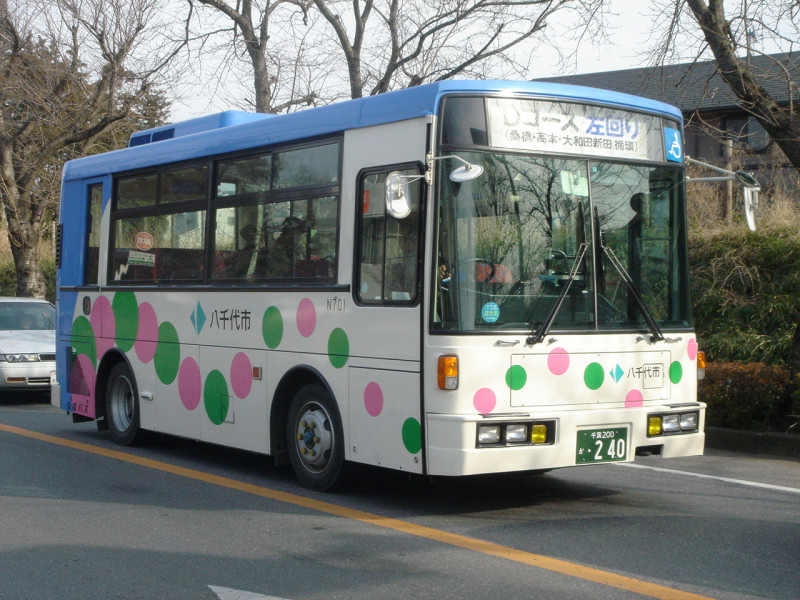
8Eショート-日産ディーゼルRN 京成バス

### R21型 2000 - 2002年製造
- 21型M（1M 高床貸切用）
- 21型S（1S 超高床貸切用）

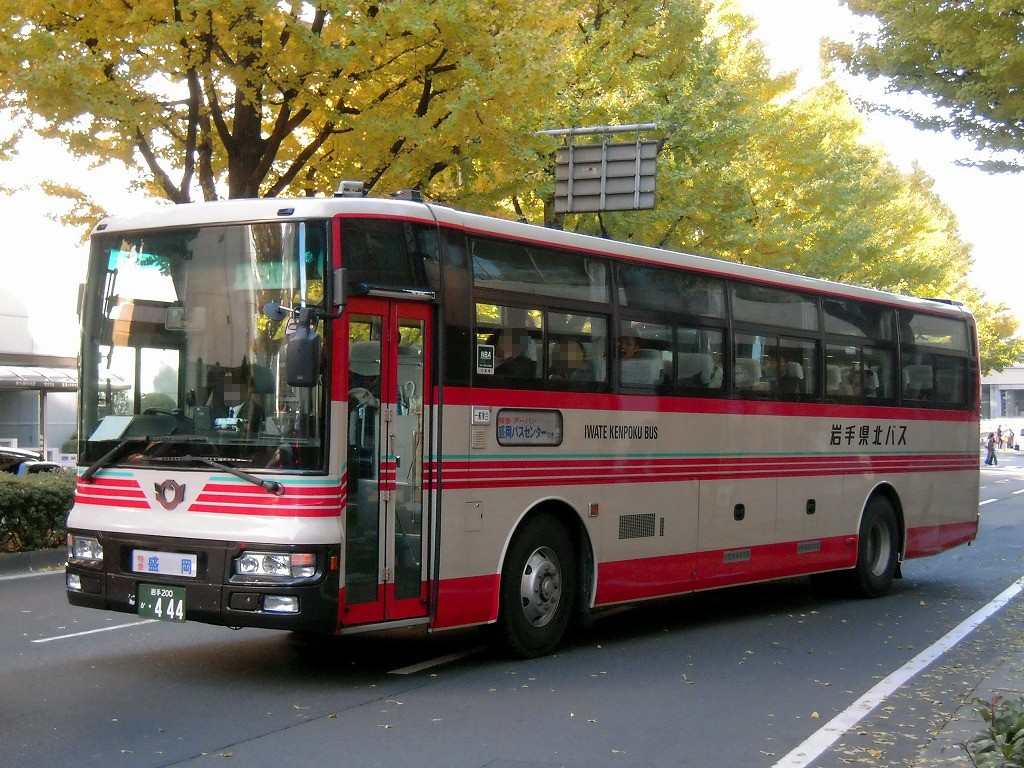
1M-日産ディーゼルRA 岩手県北自動車
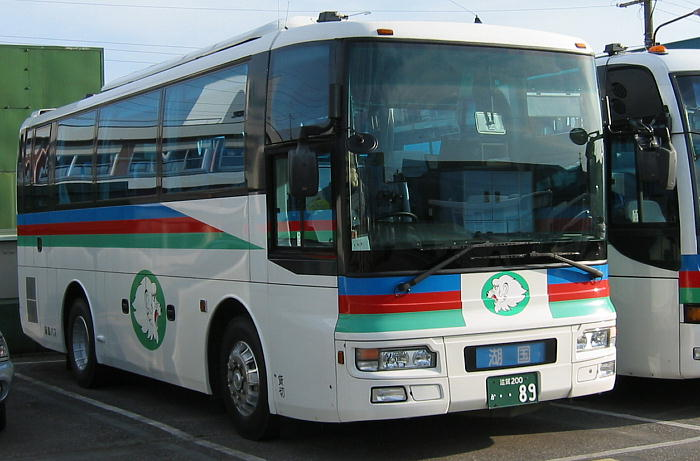
1Mショート-日産ディーゼルRP 近江鉄道（湖国バス）
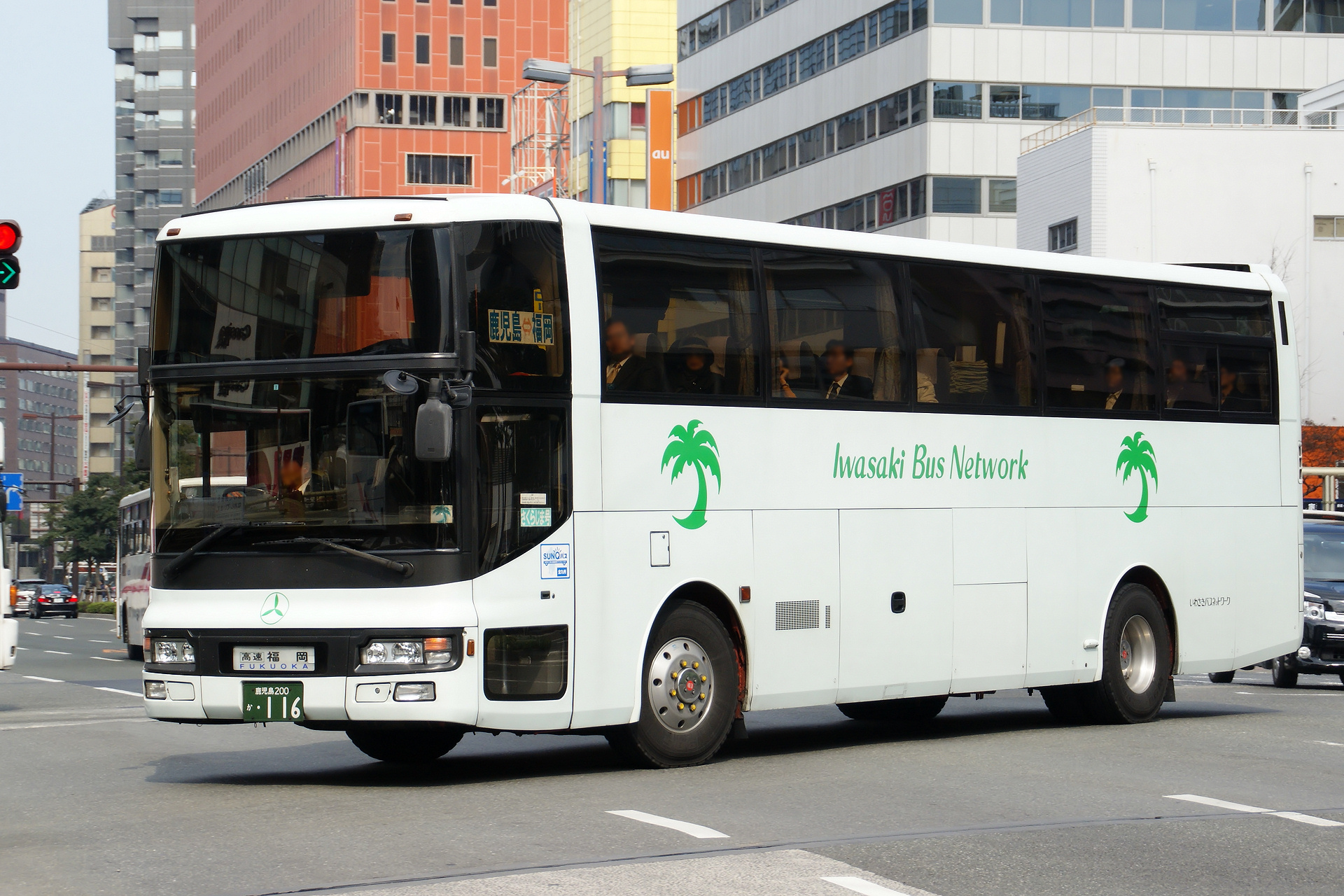
1S-日産ディーゼルRA 鹿児島交通
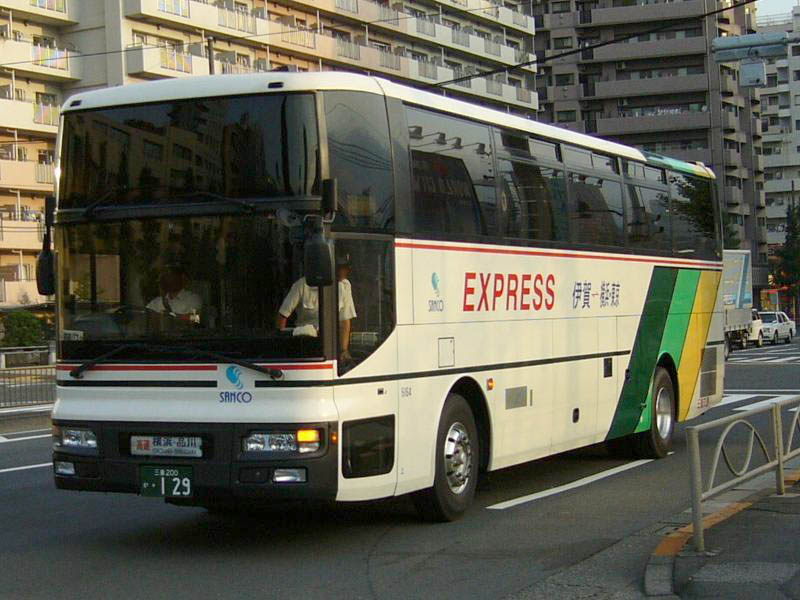
1S-いすゞKL-LV774R2 三重交通

## 導入地域
富士重工製車体を架装したバスは、北海道から沖縄県まで日本全国でその導入例が見られる。
ただし、架装指定メーカーとなっていた民生/日産ディーゼル・いすゞを除くとその分布には偏りが見られる。1998年までは架装指定メーカーであったいすゞへの架装も主に中京圏以東の事業者が導入していた。日野製シャーシへの架装は少数ながら各地で見られるが、三菱製シャーシへの架装は1990年代に入ってからは一部特定事業者のみに限られていた。
なお、日デに関しては、フルフラットノンステップなど富士重の車体架装撤退まで西工では設定されなかった車種があったため、京都市交通局など西工製車体を導入していた事業者においても富士重製車体が導入された事例がある。また関東バス、小湊鉄道のように、シャシーメーカーにかかわらず4メーカーとも富士重製車体を架装していた事例もある。
また、富士重製車体の新製配置がなかった事業者が、首都圏の事業者などからの中古車移籍により、富士重製車体を導入する事例が近年各地で見られる。
観光バスについては、日デ以外にいすゞと日野に架装された例が多く見られる。特にいすゞ・スーパークルーザーシャーシへはかなりの割合で富士重が車体を架装している。日野車についてもスーパーハイデッカーを架装した例がある。観光バスについては路線バスと異なり、関西圏や九州でも日デ以外のシャーシに富士重製車体を架装していた事業者がある。